# 吹田総合車両所
吹田総合車両所（すいたそうごうしゃりょうしょ）は、西日本旅客鉄道（JR西日本）の車両基地および車両工場である。

## 概要
近畿統括本部が管轄している車両工場がある本所と、大阪府内と京都府内に2か所、奈良県内に1か所ずつの支所が設けられている。派出所は大阪府内・兵庫県内・奈良県内・和歌山県内・三重県内に各1か所設けられている。
2012年6月1日、検修体制の見直しによる車両品質の向上と異常時対応能力の強化などの目的により、森ノ宮電車区・奈良電車区・日根野電車区の検修部門と、京都総合運転所の本所、西日本旅客鉄道吹田工場の本所が統合し、近畿統括本部内では、網干総合車両所に次いで2例目となる車両所として発足した。
湖西線・草津線・山陰本線（嵯峨野線）・奈良線・おおさか東線・大阪環状線・桜島線（ゆめ咲線）・関西本線（大和路線）・阪和線・桜井線（万葉まほろば線）・和歌山線・紀勢本線（きのくに線）などで運転されている、約1,800両の検修業務を担当している。

## 組織

### 本所
大阪府吹田市にある車両基地および車両工場で、かつての西日本旅客鉄道吹田工場を継承している。東海道本線（JR京都線） 岸辺駅 - 吹田駅間の南側に位置しており、日本貨物鉄道（JR貨物）の吹田機関区と隣接している。車両の全般検査のほか、改造や更新工事なども行われている。
自所配置の車両に加えて、金沢車両区敦賀支所に所属する125系電車の検査も担当している。松任工場の閉鎖後は第三セクター鉄道（あいの風とやま鉄道・IRいしかわ鉄道・ハピラインふくい）所属車を含む521系電車の検査についても本所での受け持ちとなっている。
2018年6月に本所の設備をリニューアルすることを発表した。工事は建て替えのほかに耐震構造の強化も実施され、2019年春から更新工事が行われる。
電報略号は近スイ。

### 京都支所
京都府向日市にある車両基地で、かつての京都総合運転所の本所を継承している。東海道本線（JR京都線）向日町駅 - 長岡京駅間に位置している。特急「サンダーバード」や「しらさぎ」、「はまかぜ」の車両のほか、主に山陰本線（嵯峨野線）・湖西線・草津線で運用されている車両に加えて保線・事業用車両であるDEC741系、キヤ141系等が配置されている。
構内は大別して、東より、東着発線・中線 - 検修庫・西発線 - 西着線・西留置線に分かれている。また、端から端まで機回しできるように機走線が設けられている。西発線の本線合流部の手前には転車台があるが、現在は使用されていない。
支所構内に隣接して、レールの溶接設備を有しており、京都貨物駅からのレール配給列車が運転されている。長物車チキが当所に配置されているのはこのためである。
電報略号は近キト。

#### 亀山派出所
亀山駅構内の西部にある車両基地で、かつての亀山鉄道部の車両検修部門を継承している。電報略号は近カメ。

### 森ノ宮支所
大阪府大阪市城東区森之宮にある車両基地で、かつての森ノ宮電車区の検修部門を継承している。大阪環状線森ノ宮駅 - 大阪城公園駅間に位置しており、Osaka Metroの森之宮検車場に隣接している。主に大阪環状線・桜島線（JRゆめ咲線）で運用される車両が配置されている。なお、森ノ宮電車区は乗務区として残存している。
大阪環状線とは単線の入出区線を介して合流・分岐している。構内配線は大きく分けて北群線、西群線、東群線に分かれる。北群線は北1 - 北9番線まであり、京橋発着列車の折り返しに用いられる場合もある。西群線は西1 - 西13番線まであり、主として車両の留置に用いられる。東群線は東1 - 東8番線まであり、おもに検修作業で用いられる。東7・東8番線は洗浄線として専用の足場が設けられ、北7番線との間には機洗線として洗浄装置が設置されている。交番検査線は東3番線、仕業検査線は東4・東5番線のほか、北8・北9・西1・西7・東4 - 東6番線とされている。
電報略号は近モリ。

### 日根野支所
大阪府泉佐野市日根野にある車両基地で、かつての日根野電車区の検修部門を継承している。阪和線日根野駅の南西、日根野駅 - 長滝駅間に位置しており、敷地面積は134,690 m2である。主に阪和線・関西空港線・紀勢本線（きのくに線）・和歌山線などで運用される車両が配置されている。
関西空港自動車道・国道481号を挟んで南北に分かれており、北側に検修施設、南側に留置線が設けられている。北側の検修設備には、臨時検査線1線、台車検査線1線、交番検査線2線（12両対応）仕業検査線3線、試運転線1線がある。試運転線の西隣には着発線が4線あり、2線に合流したのち日根野駅につながっている。南側には留置線が24線（1 - 24番線）設けられているほか、留置1番線の西側には車輪転削庫が設けられており、当支所のほか、新在家派出所所属の車両や森ノ宮支所所属の車両が当支所に回送され、車輪の転削が行われる。。
主要業務は交番検査、仕業検査、車体洗浄や車内清掃などである。検修業務の一部はJR西日本テクノスに、各種洗浄・清掃や構内入換はJR西日本メンテックに委託されている。
電報略号は近ヒネ。また同支所には以下の派出所が設置されている。

#### 鳳派出所
大阪府堺市西区にある車両基地で、阪和線鳳駅の南東に位置している。かつての鳳電車区で、日根野電車区鳳派出所を継承している。なお、同派出所の運転部門は大阪支社の「鳳電車区」となっている。

#### 新在家派出所
和歌山県和歌山市新在家にある車両基地で、和歌山線和歌山駅 - 田井ノ瀬駅間に位置している。かつての新和歌山車両センターで、日根野電車区新在家派出所を継承している。

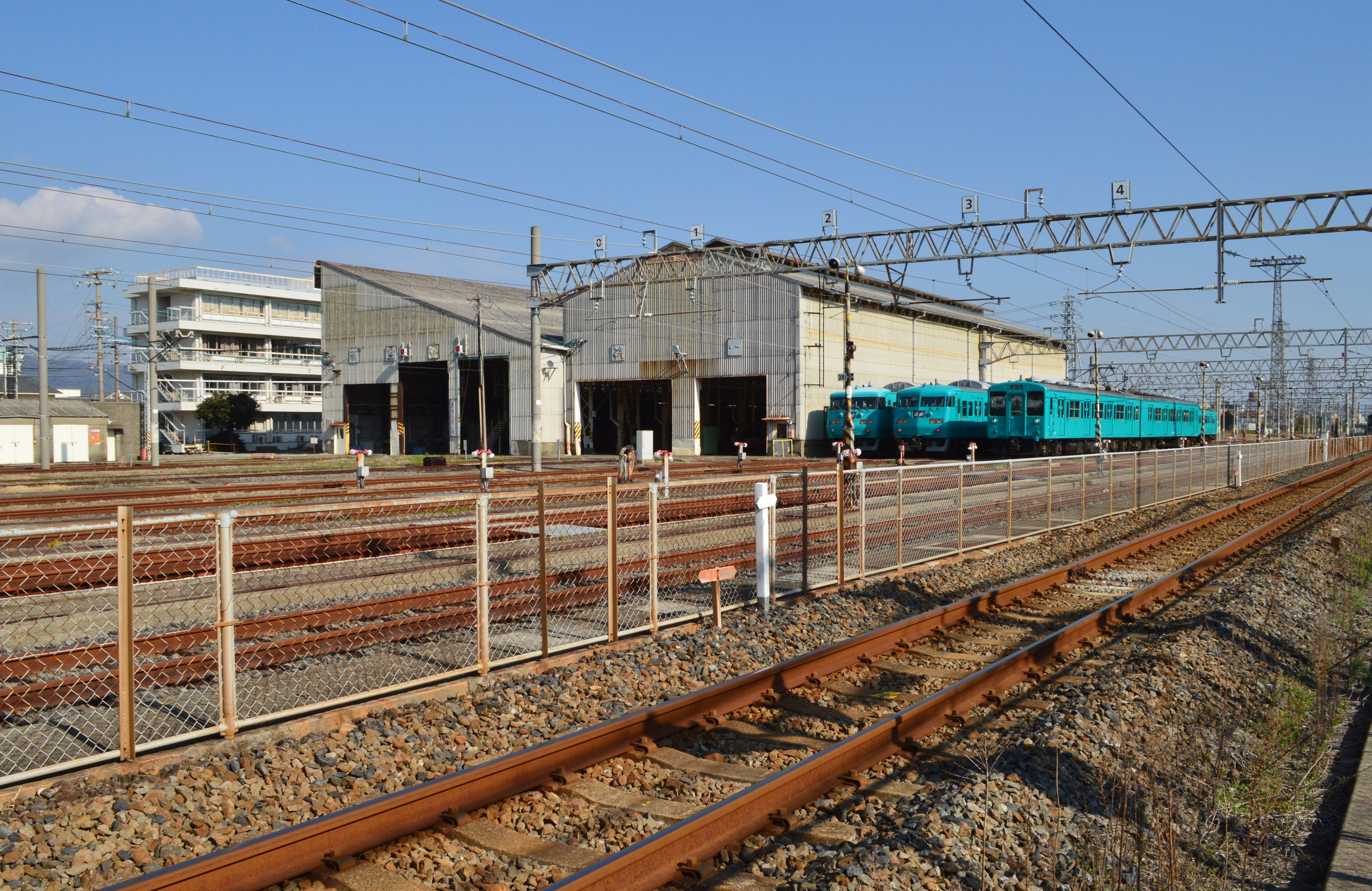
日根野支所新在家派出所

### 奈良支所
奈良県奈良市にある車両基地で、かつての奈良電車区の検修部門を継承している。関西本線（大和路線）奈良駅 - 平城山駅間に位置している。主に関西本線（大和路線）・おおさか東線・奈良線・桜井線などで運用される車両が配置されている。なお、奈良電車区は大阪支社の乗務区として残存している。
構内は大別して、北側が検修施設、南側が留置線に分かれている。北側には車輪転削施設があり、森ノ宮支所配置の車両の車輪転削もここで行われる。
電報略号は近ナラ。また、奈良支所には以下の派出所等が設けられている。

#### 王寺派出所
奈良県北葛城郡王寺町にある車両基地で、かつての奈良電車区王寺派出所を継承している。関西本線（大和路線）王寺駅の構内に位置している。車両は配置されておらず、仕業検査および、夜間留置などに使用されている。

#### 天理電留線
奈良県天理市にある留置線。かつての和歌山電車区天理派出所で、桜井線（万葉まほろば線）天理駅の北方に位置している。電留線の他に、乗務員宿泊所も設けられている。

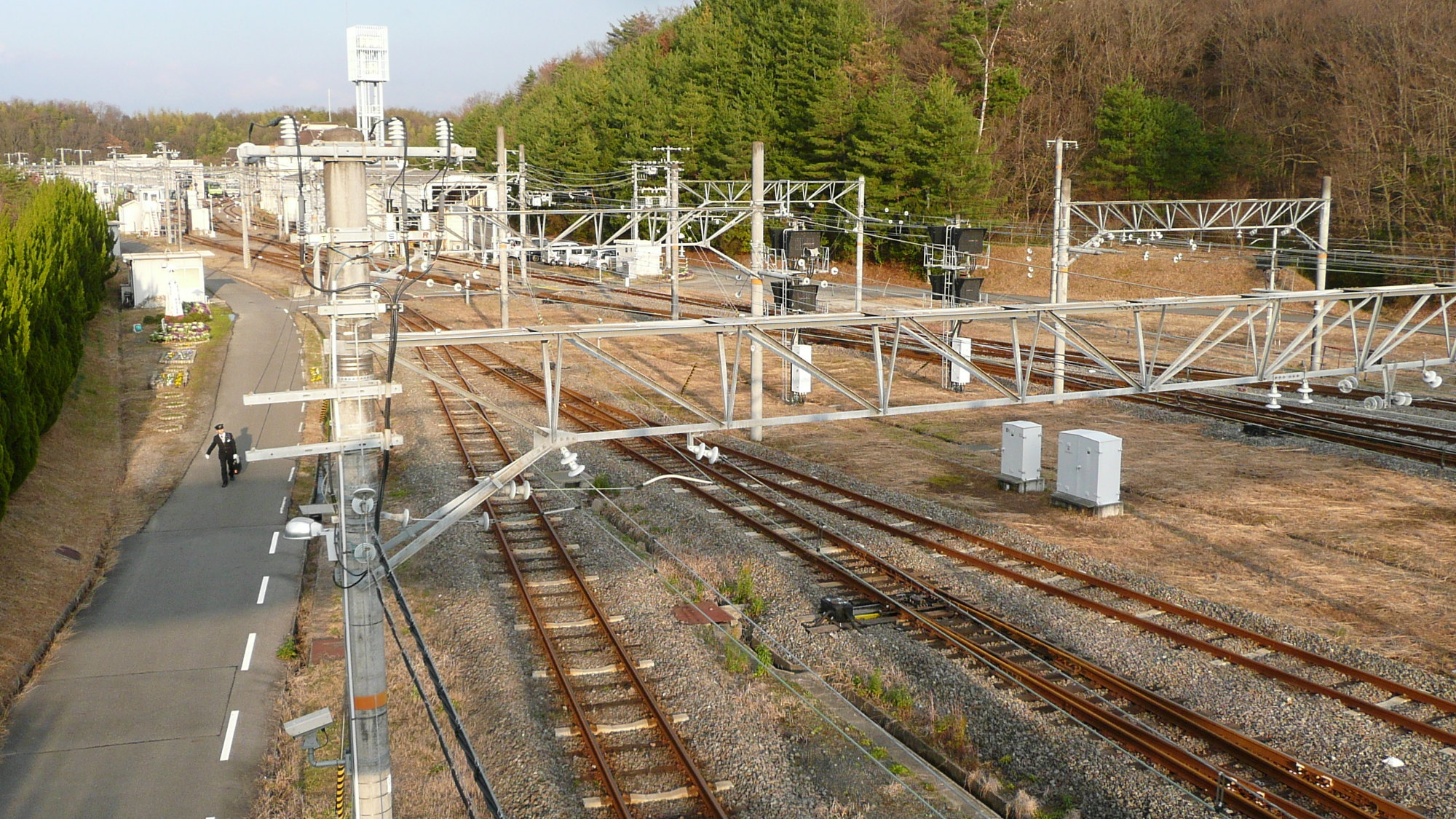
奈良支所（北側）
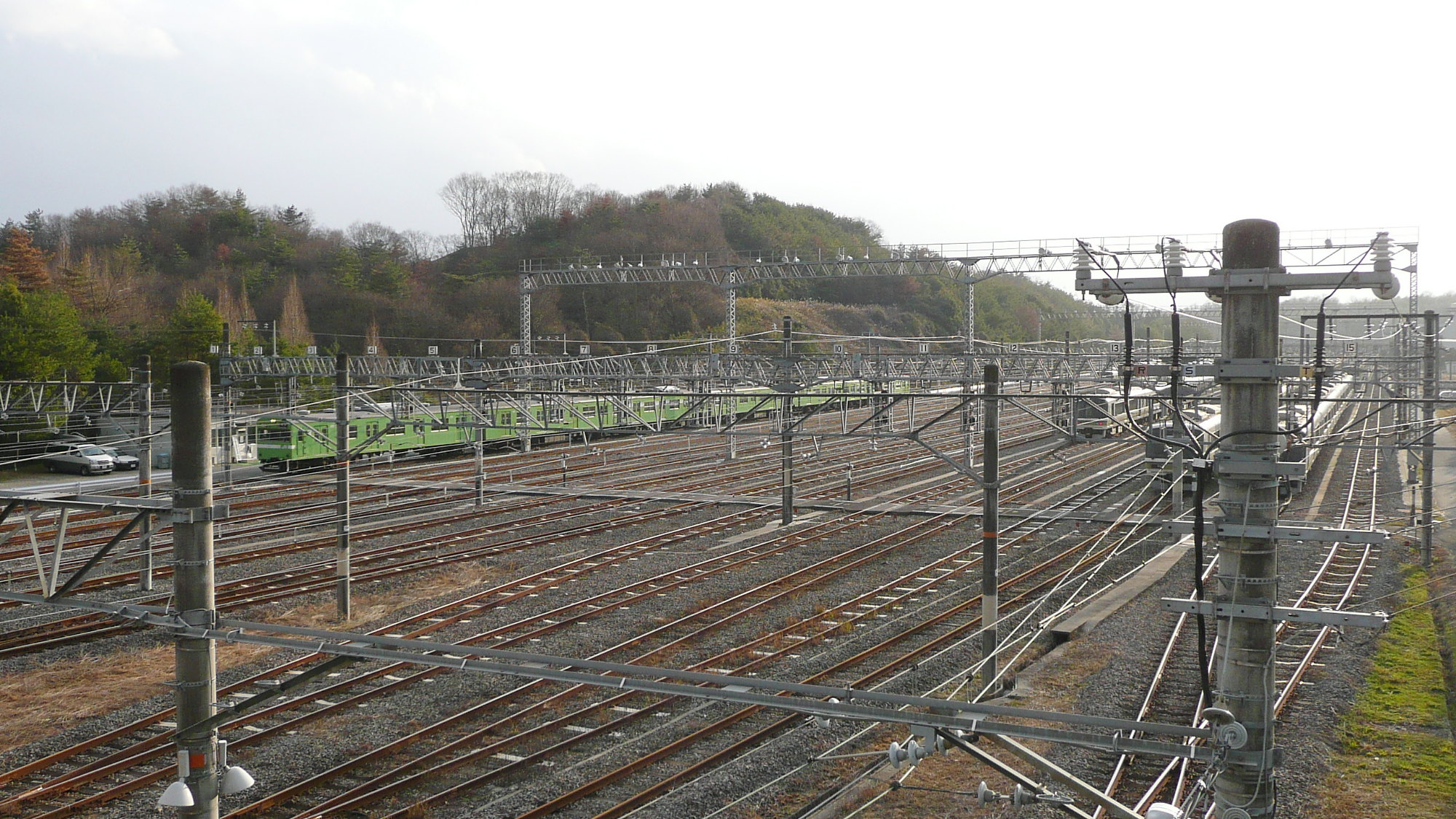
奈良支所（南側の留置線群）

### 福知山支所
- 福知山電車区を参照。

#### 豊岡派出所
- 豊岡鉄道部を参照。

## 配置車両（概要）
アーバンネットワークのうち、湖西線・山陰本線（嵯峨野線）・草津線・大阪環状線・桜島線（JRゆめ咲線）・おおさか東線・関西本線（大和路線）・阪和線・紀勢本線（きのくに線）などで運用されている電車が集中的に配置されている。
2023年4月1日現在の配置車両は以下の通り。
電車車両に関しては次の7カ所に分散して配置され、気動車・機関車・貨車については京都支所及び福知山支所豊岡派出所に配置されている。
| 区所   | 電車    | 気動車 | 機関車 | 客車 | 貨車 | 合計    |
| ------ | ------- | ------ | ------ | ---- | ---- | ------- |
| 本所   | 4両     | 0両    | 0両    | 0両  | 0両  | 4両     |
| 京都   | 474両   | 41両   | 0両    | 0両  | 71両 | 586両   |
| 森ノ宮 | 177両   | 0両    | 0両    | 0両  | 0両  | 177両   |
| 日根野 | 496両   | 0両    | 0両    | 0両  | 0両  | 496両   |
| 新在家 | 68両    | 0両    | 0両    | 0両  | 0両  | 68両    |
| 奈良   | 444両   | 0両    | 0両    | 0両  | 0両  | 444両   |
| 福知山 | 130両   | 0両    | 0両    | 0両  | 0両  | 130両   |
| 豊岡   | 0両     | 21両   | 1両    | 0両  | 5両  | 27両    |
| 全体   | 1,793両 | 62両   | 1両    | 0両  | 76両 | 1,932両 |

## 配置車両（本所）
- クモヤ145形電車（4両）
  - 4両（1003・1009・1051・1104）が配置されている。
  - 牽引車。
  - 1001・1007は2021年8月2日付で[13]、1052は2021年11月2日付で廃車された[14]。1104が2021年7月15日付で、1051が2021年9月16日付で転入した[15]。

### 過去の車両
- 223系9000番台電車
  - 1両（クモヤ223-9001）が配置されていたが、2019年3月31日付で廃車された[16]。
  - 213系と編成を組んで在来線用技術試験車「U@tech」（ユーテック）として改造され、地上側と車両側を高速大容量通信で結ぶ「沿線無線WAN」対応の車上設備を搭載していた。
- 213系電車
  - 2両（クヤ212-1・サヤ213-1）が配置されていたが、2019年3月31日付で廃車された[16]。
  - 以前は岡山電車区に所属し、快速「マリンライナー」として運行されていた。そのうち1両は元パノラマグリーン車である。上記の223系9000番台とともに「U@tech」として改造された。

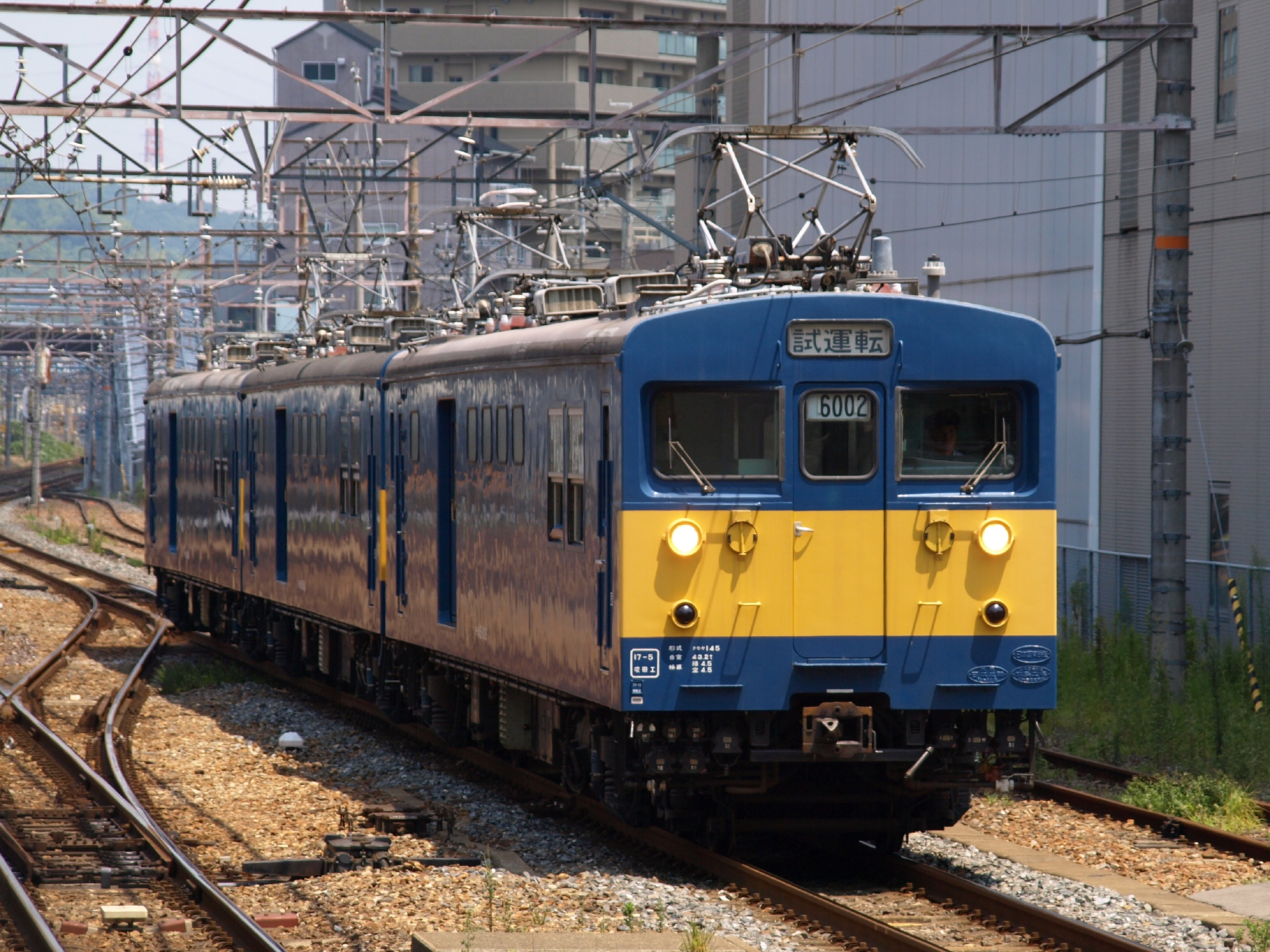
クモヤ145系
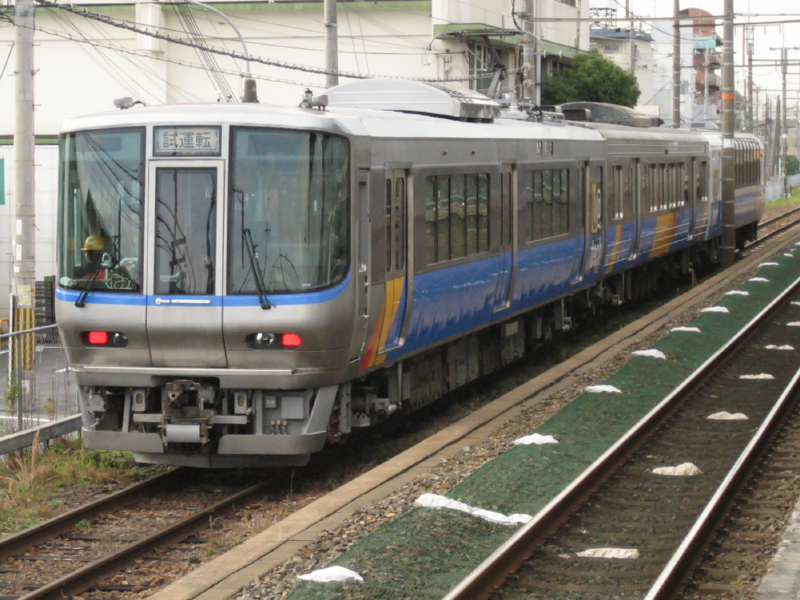
223系9000番台
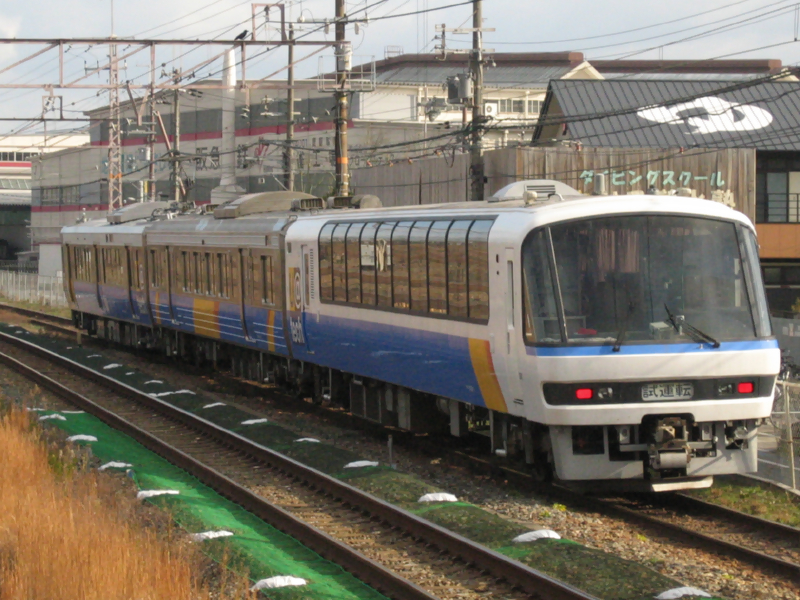
213系

## 配置車両（京都支所）

### 電車
- 681系電車 （12両）
  - 付属3両編成（V11・V12・V13・V14編成）4本の12両が配置されている。
  - 特急「サンダーバード」などで使用される。
    - 下記の683系を含めた本区配置車両は「雷鳥」用485系の置き換えに伴う移管分として金沢総合車両所から転属したもの。2015年には「しらさぎ」転用のため過半数の編成が金沢へ復帰する形で再転出している。2019年6月18日付で金沢総合車両所から3両編成1本（V12編成）が転入している。2023年3月18日付で金沢総合車両所から3両編成2本（V13・V14編成）が転入している[17]。
    - かつてはV01編成＋W01編成として量産先行車（1000番台）が配置されていた。2015年3月から6月にかけてラインカラーを変更して金沢総合車両所へ貸し出され、「しらさぎ」運用に入っていた時期がある。2015年9月9日付でV01編成は廃車。2019年10月7日付でW01編成のうちクロ681-1001を除く5両が廃車された。2022年10月3日付でクロ681-1001も廃車された[17]。
- 683系電車（153両）
  - 特急用の0番台基本6両編成（W31-W36編成）と付属3両編成（V31-V36編成）が6本ずつ54両、4000番台9両編成（B31-B42編成）12本の108両、合計で162両が配置されている。
  - W編成とV編成は681系と共通運用で「サンダーバード」「能登かがり火」「ダイナスター」に、B編成は「サンダーバード」「らくラクびわこ」に、それぞれ使用される。Ｗ編成はしらさぎ色に塗り替えられ「しらさぎ」「らくラクびわこ」平日の間合い運用で「ホームライナー大垣」で運用されている。
    - B編成は2023年3月18日付で金沢総合車両所から転入した[17]。
    - 2000番台の289系化改造から外れた付随車1両（サハ683-2509）が存在したが、2016年7月に廃車となった[18]。
    - 683系W編成は2024年のダイヤ改正でサンダーバードから運用を外れ、網干総合車両所宮原支所で疎開留置されその後全編成がしらさぎ色に変更され2024年12月からしらさぎで運用されている。
- 289系電車（39両）
  - 特急「くろしお」「らくラクはりま」用の基本6両編成（J01 - J05編成）5本と、付属3両編成（I01 - I03編成）3本が配置されている。
    - 2015年3月14日の北陸新幹線金沢開業に伴う転配で発生した元「しらさぎ」用の683系2000番台を金沢総合車両所から転入の後直流化・改番されたものである[19][20]。
    - また、改造されたものの編成に組み込まれなかったサハ289-2510が存在したが、サハ683-2509と同様に2016年7月に廃車となった[18]。
    - こうのとりの増結車に使用されることもある[21]。

- 113系電車（44両）
  - 4両編成C編成（C05編成）1本、L編成（L03・L05・L06・L08・L09・L12・L14 - L17編成）10本の計11本が配置されている。
  - 原則として琵琶湖線（草津駅 - 京都駅）・湖西線（山科駅 - 永原駅）・草津線で運用されていたが、2023年4月1日に運用終了。
  - 全編成、車体色は近畿統括本部の統一カラーである深緑色一色。
    - 2010年3月13日のダイヤ改正までは山陰本線（嵯峨野線）でも運用されていた。
    - 寒地用対策が実施された700・2700番台に高速化改造（110km/h対応化）を施した5700・7700番台で構成されている。先頭車には電気連結器が装備されている。
    - C編成1本（C14編成）とL編成2本（L01,L13編成）が岡山電車区に貸し出されていたが、2012年10月までに返却された。
    - 2023年1月より221系や223系への置き換えの影響で廃車が進んでいる。C8編成、C10編成、L7編成、C13編成がそれぞれクモヤ145に牽引されて吹田総合車両所本所へ廃車回送され、2023年1月28日から4月1日にかけてC編成4本（C08・C10・C13・C17編成）とL編成1本（L07編成）の計20両が廃車された[17]。

- 117系電車（31両）
  - 6両編成（S1・S2・S4・S5編成）4本、WEST EXPRESS 銀河（M117編成・6両編成）1本、旧T1編成のクハ117-1の1両が配置されている。
  - 6両編成は琵琶湖線（草津駅 - 京都駅）・草津線・湖西線（山科駅 - 永原駅間）で運用されていたが、2023年4月1日に運用終了。
  - S編成の車体色は近畿統括本部の統一カラーである深緑色一色。
    - S1編成は300番台車4両に100番台の電動車ユニットを組み入れた編成。
    - かつて存在した8両編成（T編成）は団体用を中心に、嵯峨野線・湖西線での運用実績もある。
    - 2005年4月25日に発生したJR福知山線脱線事故の影響により、福知山線（JR宝塚線）で運用されていた宮原総合運転所（現・網干総合車両所宮原支所）の編成がATS-Pの対応改造を受けないまま同年6月18日限りで同線運用から離脱、翌年に当所へ転入してきた。2010年までに全編成へのATS-P取り付けが完了している。
    - S3編成は300番台車4両に100番台の電動車ユニットを組み入れた編成であった。2022年3月3日付で廃車された[14]。
    - S6編成は2022年11月8日付で廃車された[17]。
    - S99編成は日根野支所新在家派出所から2020年3月11日付で転入した0番台車4両に、旧T02編成の100番台電動車ユニットを組み入れた編成であった。転入車4両は和歌山色であった。100番台をS1編成に差替えた上で、2021年9月22日付で廃車された[13]。
- 221系電車（84両）
  - 4両編成（K03 - K09・K12 - K18・K21編成）15本、6両編成（F01・F03 - F05編成）4本が配置されている。
  - 嵯峨野線・草津線・湖西線（京都駅・山科駅 - 永原駅）で運用される。
    - 山陰本線（嵯峨野線）・湖西線・草津線に残る113系を置き換えるため、2008年1月から網干総合車両所より4両編成（C編成）が転入し、同年3月15日のダイヤ改正より営業運転を開始している。また、奈良電車区（現・奈良支所）からも4両編成が転入している。転入後、霜取りパンタを取り付けた編成もある。
    - K01・K02編成は、2021年5月に奈良支所へ転出した[15]。
    - K11・K19・K20・K22-K24編成は、2023年3月に奈良支所へ転出した[17]。
    - F01編成は元奈良支所の8両編成（NB編成）で、2022年5月に転入。転入後、6両編成に短縮され、脱車された2両はK10編成に組み込まれ、F05編成となった。
    - F03・F04編成は元網干総合車両所の6両編成（B編成）で、2023年2月に網干総合車両所より転入した[17]。
    - 原則として223系6000番台と共通運用となっており、223系6000番台のほか、嵯峨野線では223系5500番台との併結運用も設定されている。
- 223系電車（100両）
  - 2500番台が4両編成（R51 - R58編成）8本、6000番台が4両編成（R01 - R05・R201 - 209編成）14本と6両編成（P01・P02編成）2本が配置されている。
  - 嵯峨野線・湖西線（京都駅・山科駅 - 永原駅）を中心に運用される。
    - R01 - R05編成は元網干総合車両所の4両編成（V編成）で、R01・R02編成は2021年2月4日付で転入。2021年3月13日のダイヤ改正より営業運転を開始している。R03編成は2022年4月に転入。R04・R05編成は2023年1月及び2月に転入[17]。運行開始に先立ち、走行性能を221系に固定して6000番台化されている。
    - R51 - R58編成は元日根野支所の4両編成（HE編成）で、R51・R52編成は2022年3月14日付で転入[22]。R53 - R58編成は2023年1月から2月にかけて転入[17]。
    - R201 - R209編成は元網干総合車両所宮原支所の4両編成（MA編成）で、R201 - R205編成は2022年4月に転入。R206 - R209編成は2023年3月に転入[17]。パンタグラフを2基搭載している。
    - P01・P02編成は元網干総合車両所の6両編成（J編成）で、2022年3月15日付で転入[22]。運行開始に先立ち、走行性能を221系に固定して6000番台化されている。
    - 221系と共通運用となっており、221系のほか、嵯峨野線では223系5500番台との併結運用も設定されている。
    - R02編成は「森の京都QRトレイン〜Quality and Relaxing Train〜」となっており、223系初のフルラッピング編成として運行されている[23]。
- クモヤ145形電車（2両）
  - 2両（1106・1201）が配置されている。
  - 他車両の工場への入出場や配給輸送などに使用される牽引車。
  - 主電動機をMT46からMT54へと交換したため、1000番台（原番号+1000）となっている。
    - 2021年9月16日付で1051が転出し、1106が転入した[15]。

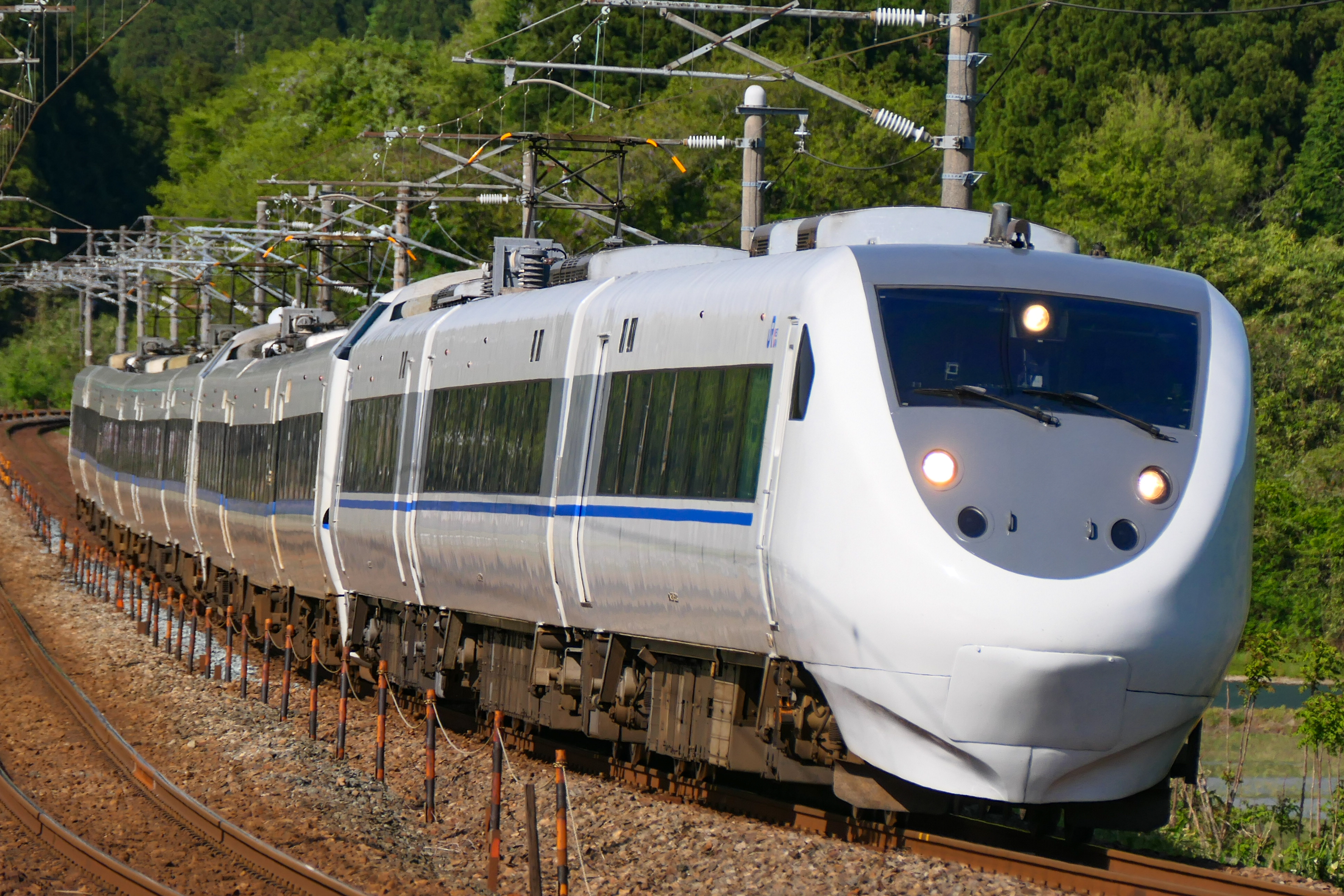
681系
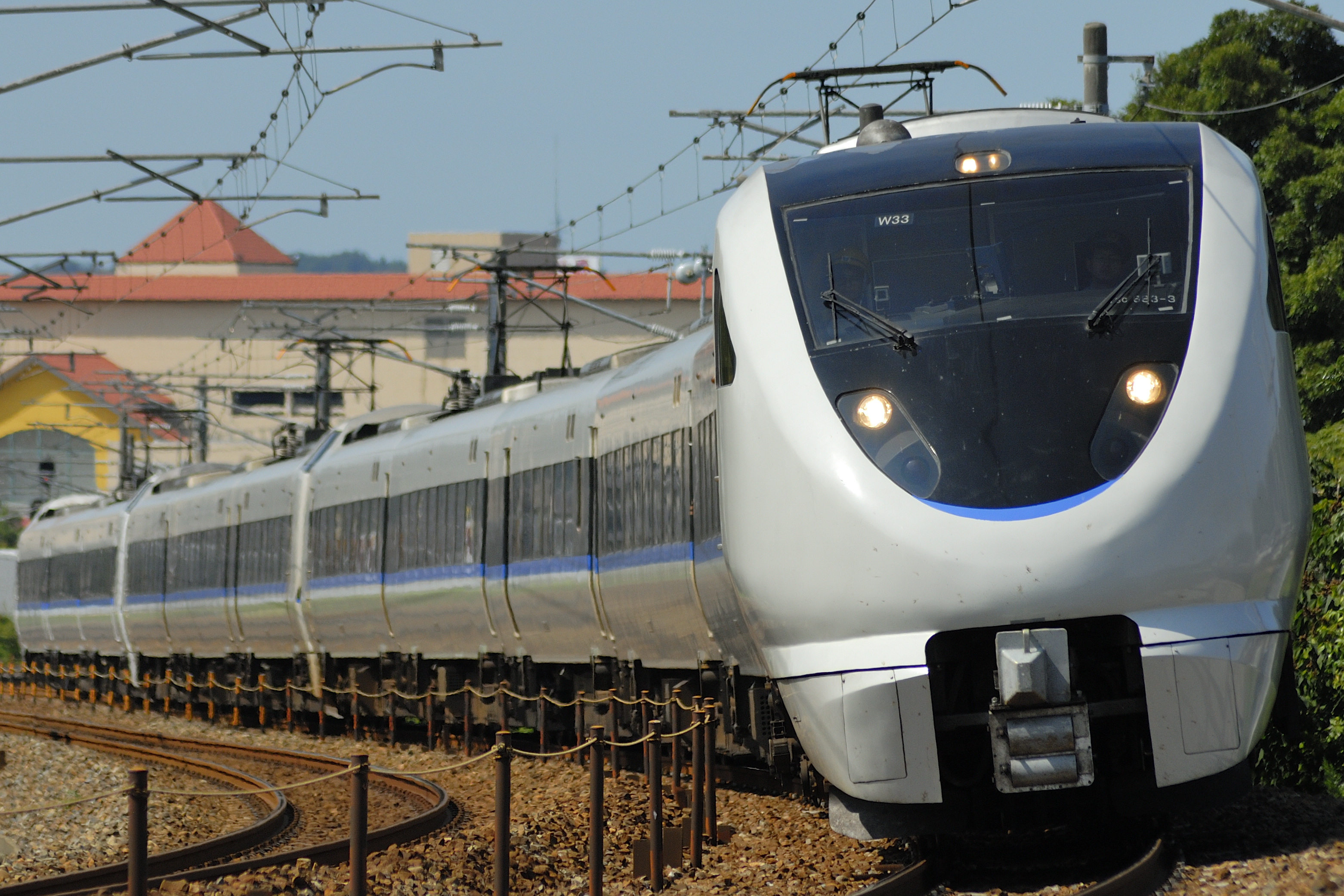
683系
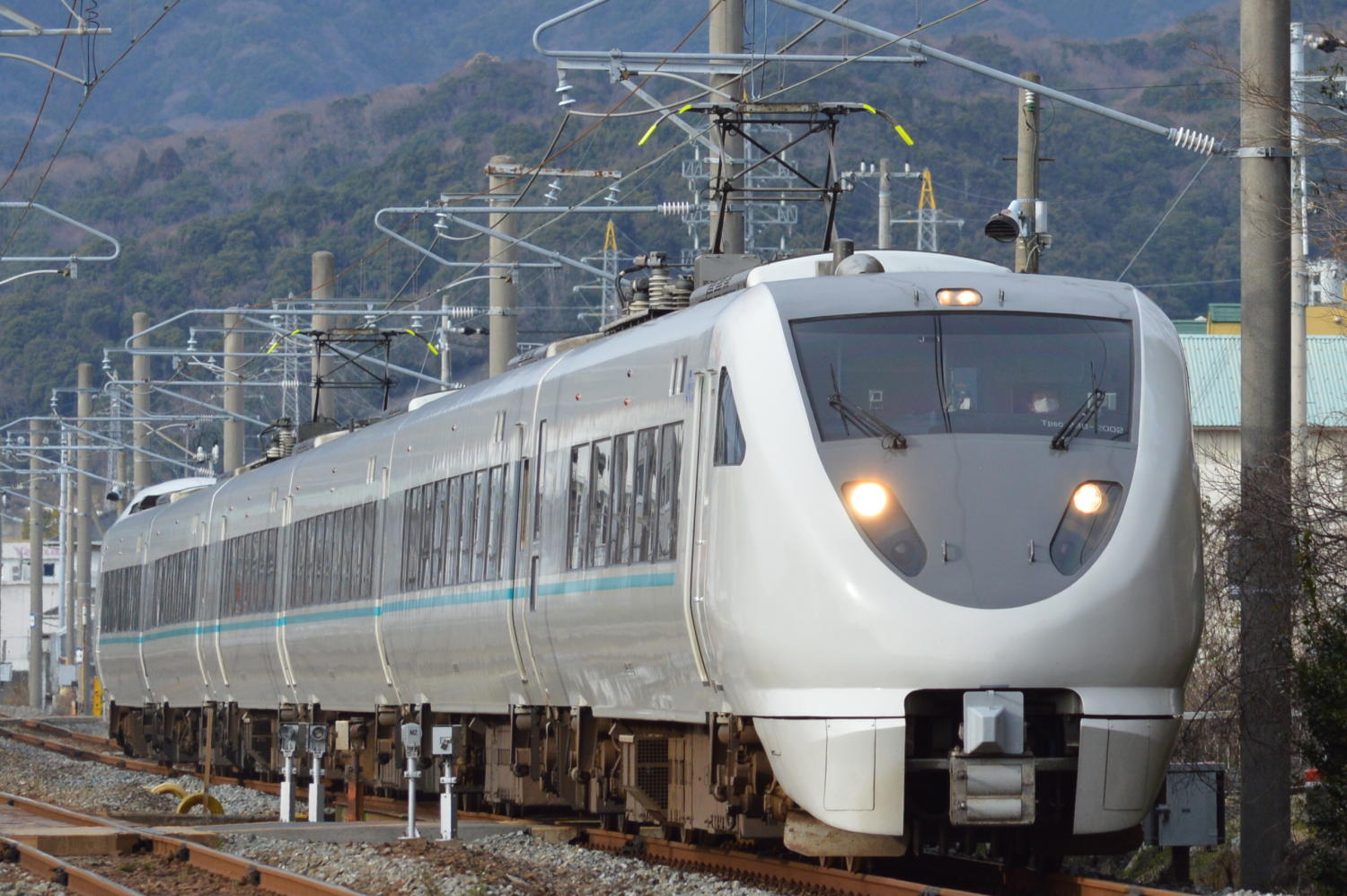
289系
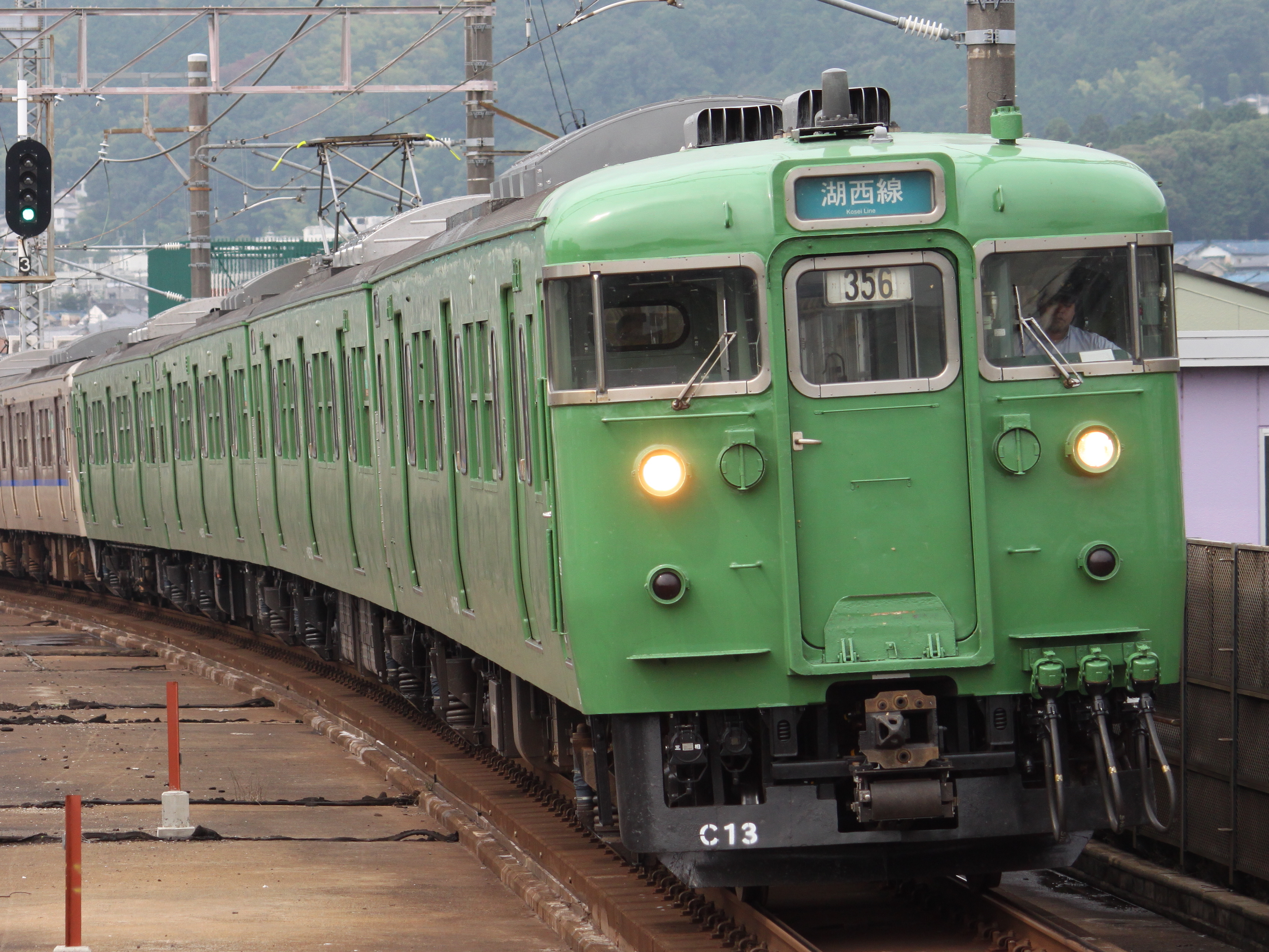
113系（地域色）
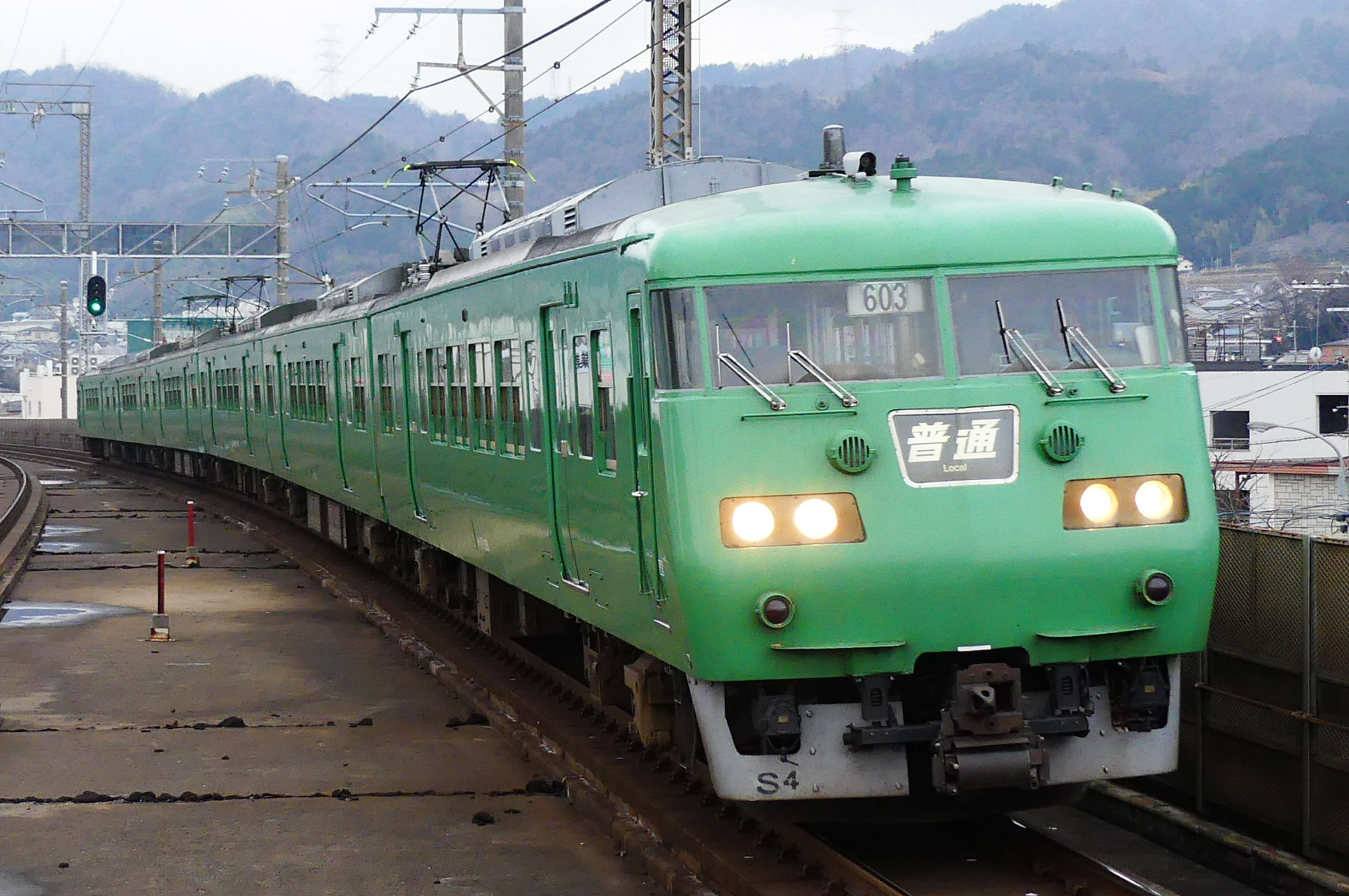
117系（地域色）
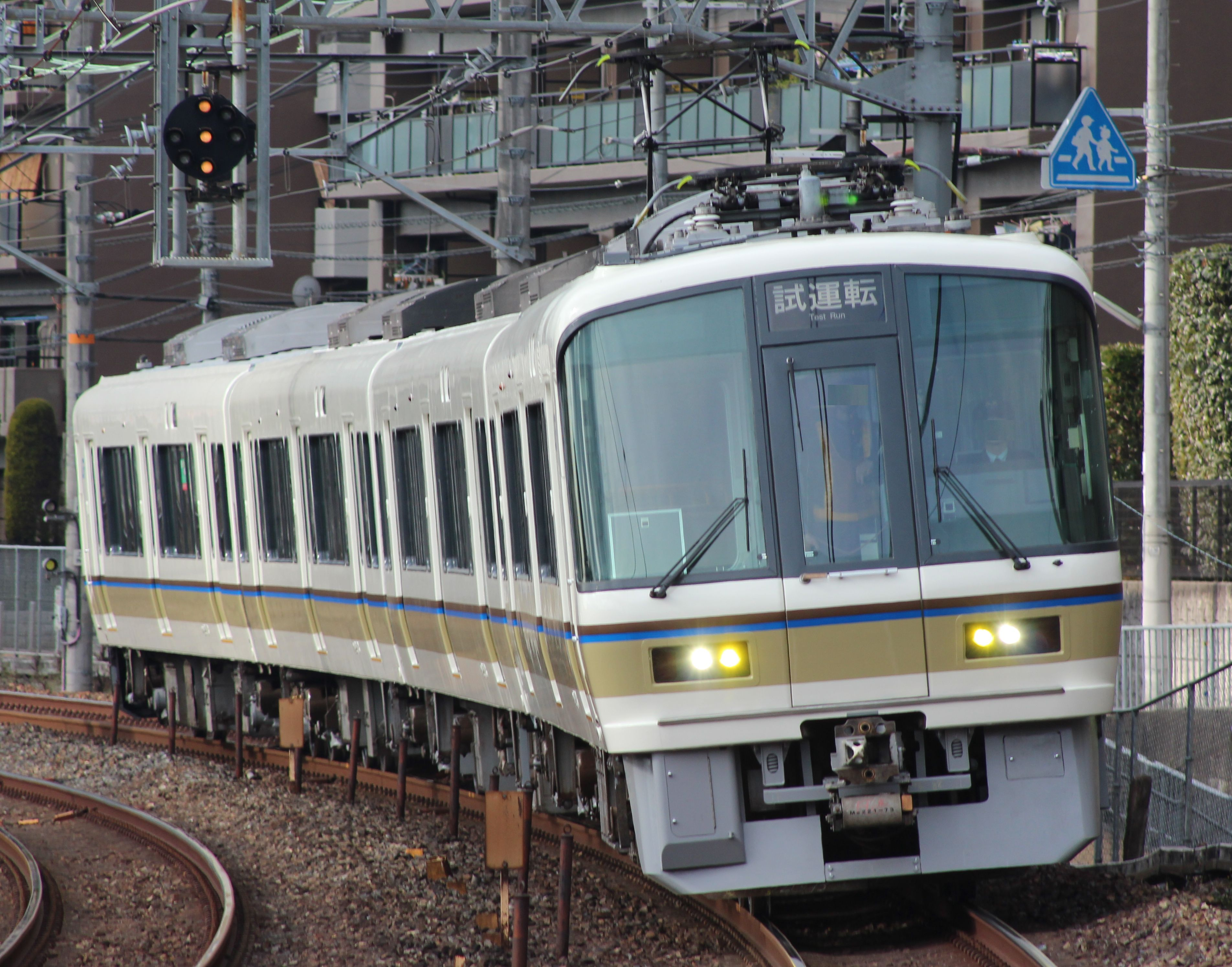
221系

### 気動車
- キハ189系気動車（21両）
  - 3両編成（H1 - H7編成）7本が配置されている。
  - キハ181系の老朽化に伴う置き換え用の車両で、山陰本線の特急「はまかぜ」を中心に運用される。最高速度は223系と同等の130km/hである。
- キヤ141系気動車（4両）
  - 2両編成2本が配置されている。軌道・信号通信試験車。
  - JR四国とJR九州の検測にも使用される。
- DEC741形気動車（2両）
  - 2両編成1本が配置されている。電気検測や線路設備検査を行う総合検測車。
    - 2021年11月2日付で新製配置された[24]。

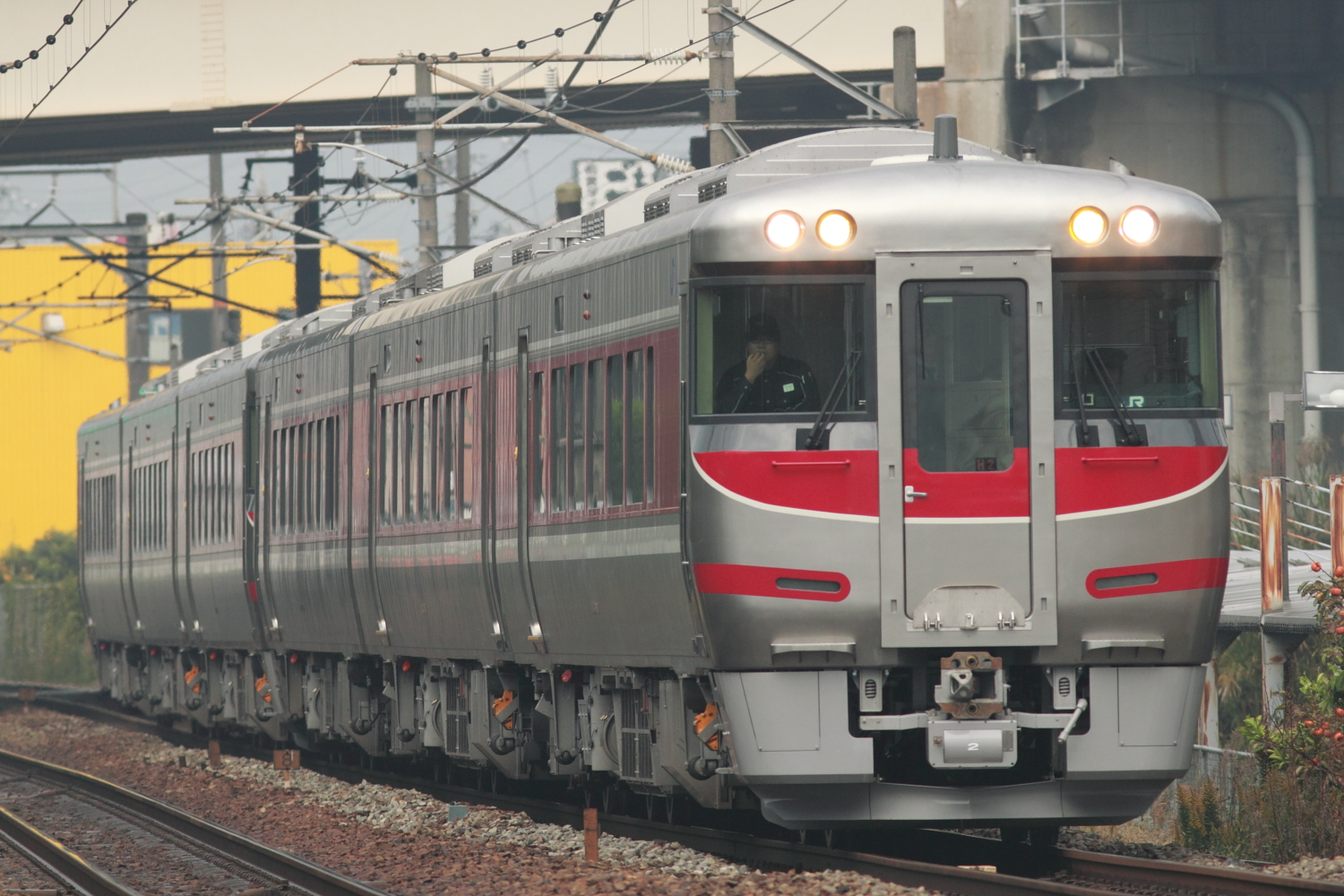
キハ189系
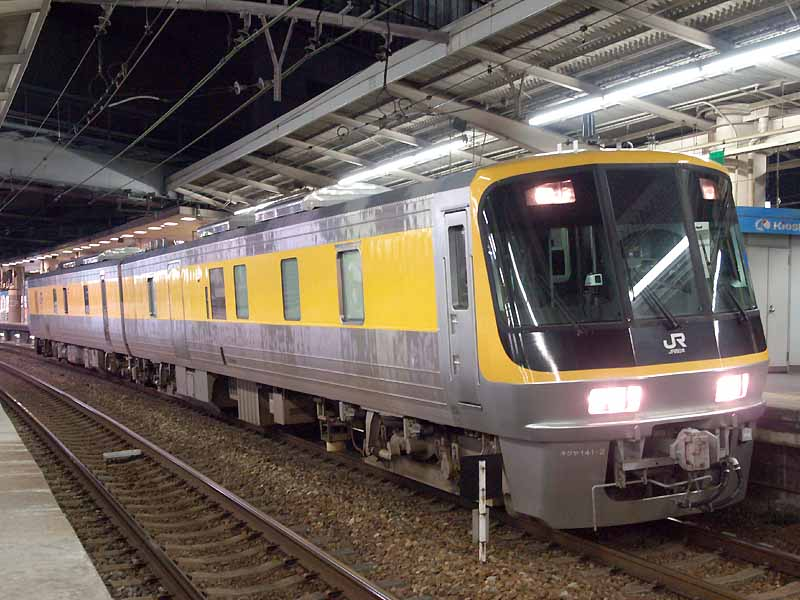
キヤ141系
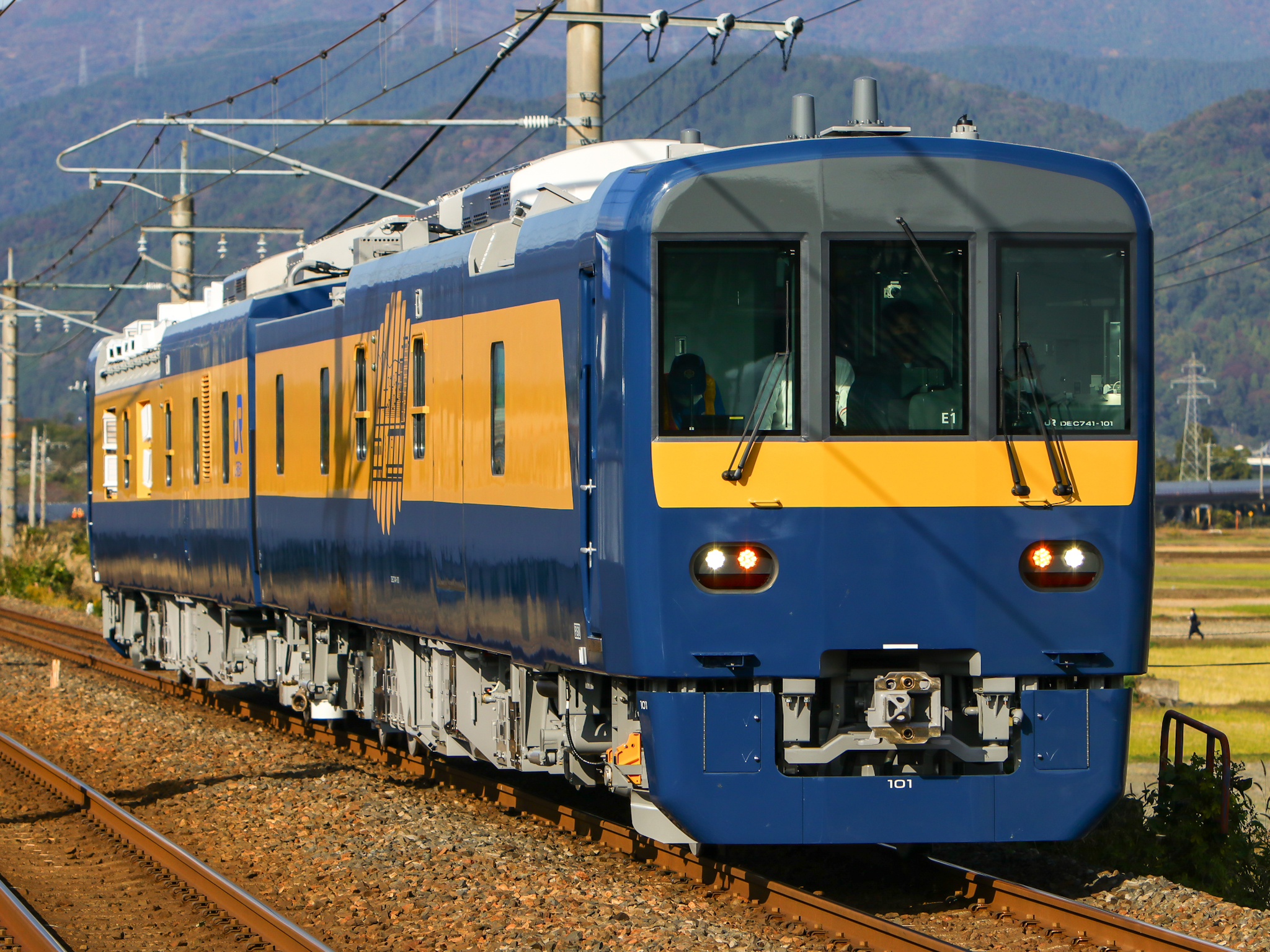
DEC741形

### 貨車
- チキ5500形貨車（29両）
  - レール輸送用長物車で、常備駅は向日町駅である。
- チキ6000形貨車（30両）
  - レール輸送用長物車。常備駅は安治川口駅と向日町駅である。
- チキ7000形貨車（12両）
  - レール輸送用長物車。常備駅は向日町駅である。

### 京都支所 亀山派出所
- キハ120形気動車
  - 0番台8両と300番台6両の合計14両が配置されている[11]。

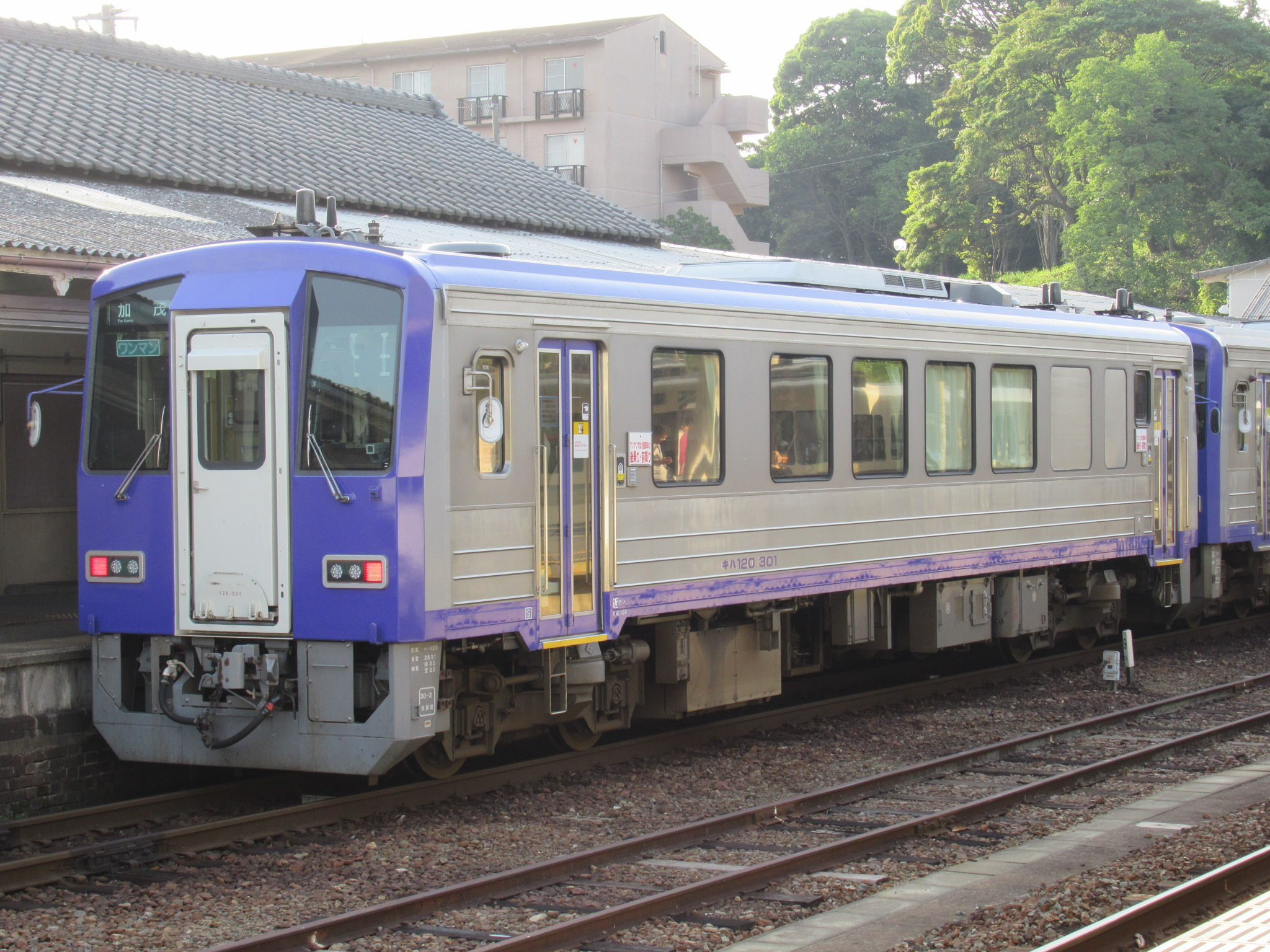
キハ120形

### 過去の車両
- 583系電車
  - 2012年度は7両編成（B編成）2本が配置されていたが、2013年度に13両が廃車され1両のみとなった。2015年3月に最後の1両（クハネ581-35）も京都鉄道博物館入庫のため広報部に振り替えられ除籍されている。
  - 車体塗色は1997年に変更された国鉄色とは異なる新しいものとなっていた。
  - 世界初の昼夜兼用寝台電車として登場。かつて「明星」「きりしま」などの九州方面の夜行列車に、北陸本線で「雷鳥」や「しらさぎ」といった列車に使われていたほか、「シュプール号」や「シャレー軽井沢」などの臨時列車としても使われた。
  - 2013年1月までは夜行急行「きたぐに」に使用されていた。2012年3月ダイヤ改正まではA寝台車を含む10両編成であったが、臨時化に伴い7両編成に短縮（4号車にグリーン車・サロ581を連結）された。
- 443系電車
  - 2両編成（クモヤ443-2+クモヤ442-2）1本が配置されていたが、老朽化などに伴い2021年7月に最終検測を終え、同月15日付で廃車された[13]。DEC741形が後継車となっている。
  - 電気検測車でJR西日本管内の電化区間を中心に使用された。
  - 電気検測車を所有していないJR四国とJR九州の電化区間の検測にも使用された。
- クモル145系電車
  - 2両編成（クモル145-1015+クル144-15）1本が配置されていたが、京都鉄道博物館での展示を最後に、2021年11月19日付で廃車された[14]。
  - 工場間の物資を輸送する配給車である。
  - クモル145形のみ、クモヤ145形と同じく主電動機をMT46からMT54へと交換したため、1000番台（原番号+1000）となっている。
- ホキ800形貨車
  - バラスト輸送用ホッパ車で、常備駅は尼崎駅と近江今津駅であった。京都支所には2両が配置されていたが、2022年度に金沢総合車両所敦賀支所へ転出した。

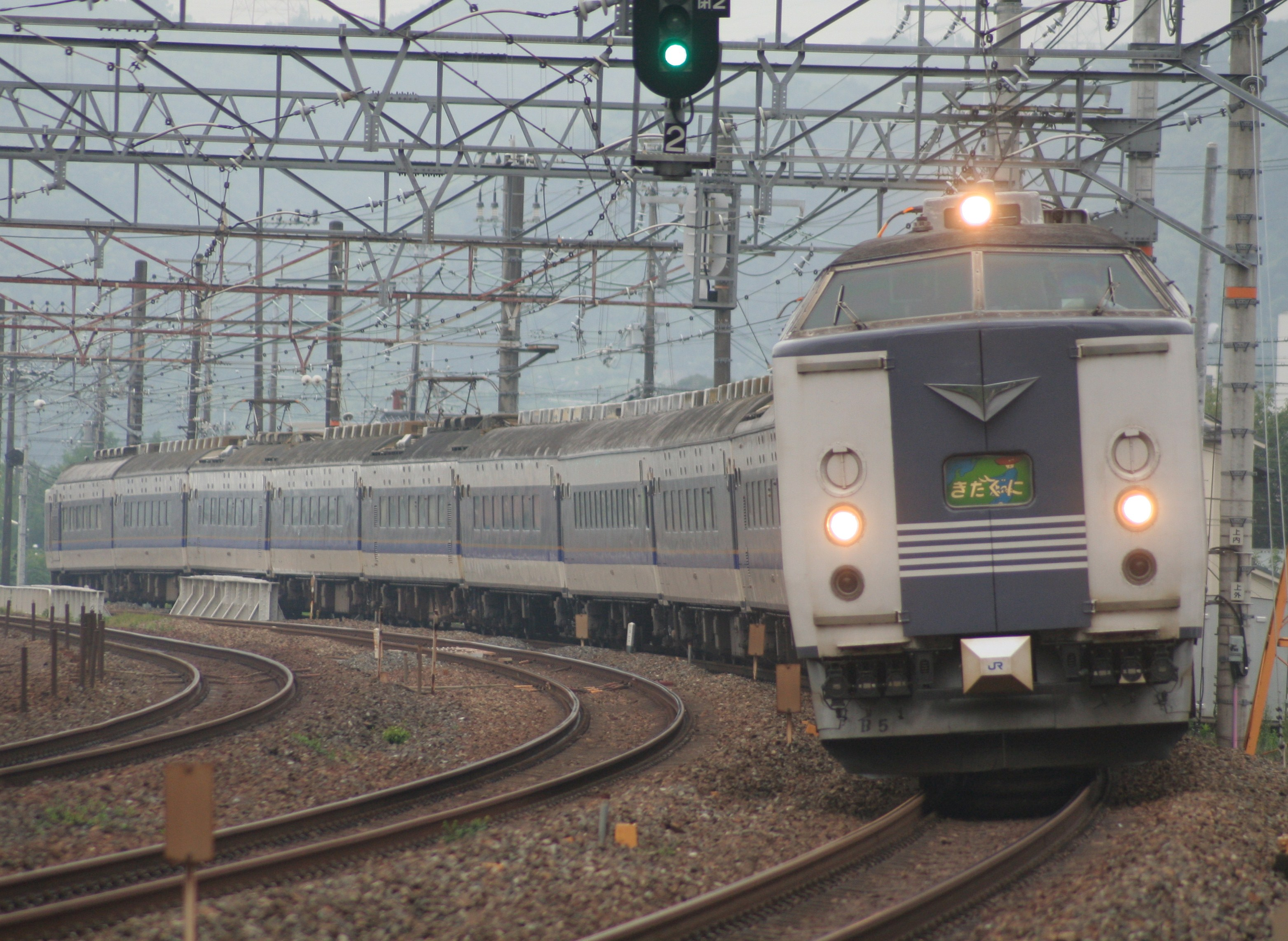
583系
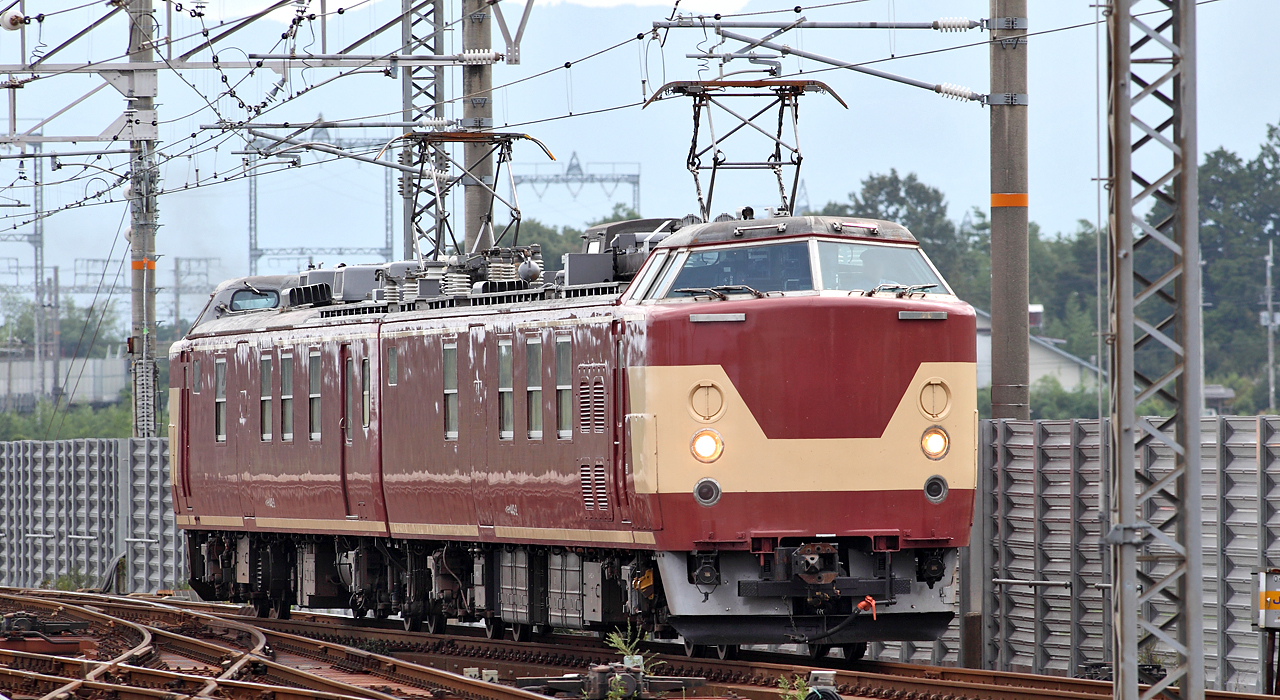
443系
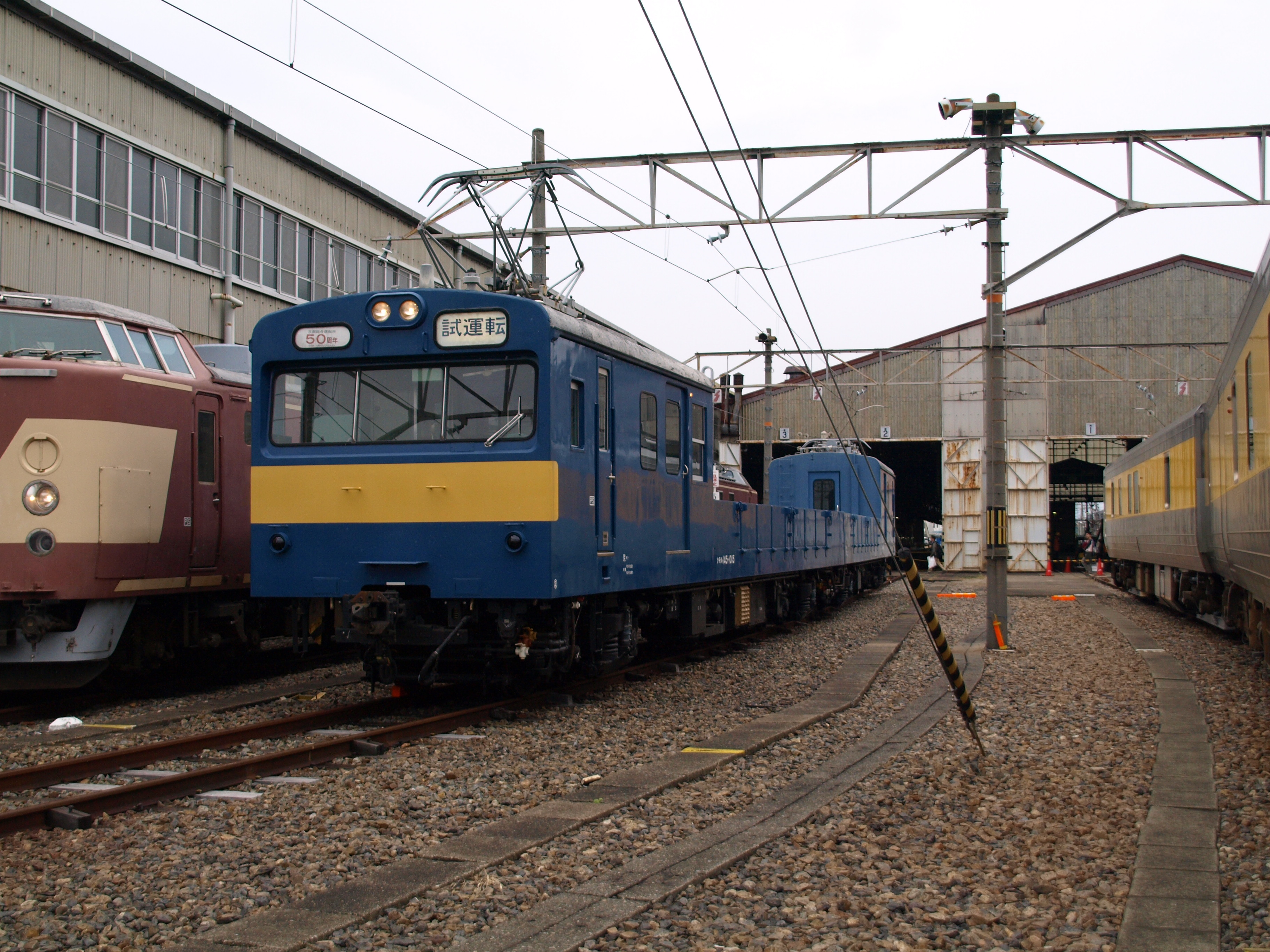
クモル145系

## 配置車両（森ノ宮支所）
- 323系電車（176両）
  - 8両編成（LS01 - LS22編成）の22本が配置されている。
  - JR化後初の大阪環状線向け新形式電車である。
    - 2016年12月24日から営業運転を開始。営業運転開始日には側面表示器にクリスマスツリーが表示され話題となった。
- クモヤ145形電車（1両）
  - 1両（1006）が配置されている。
  - 牽引車。
    - 1123は2021年7月15日付で廃車された[13]。

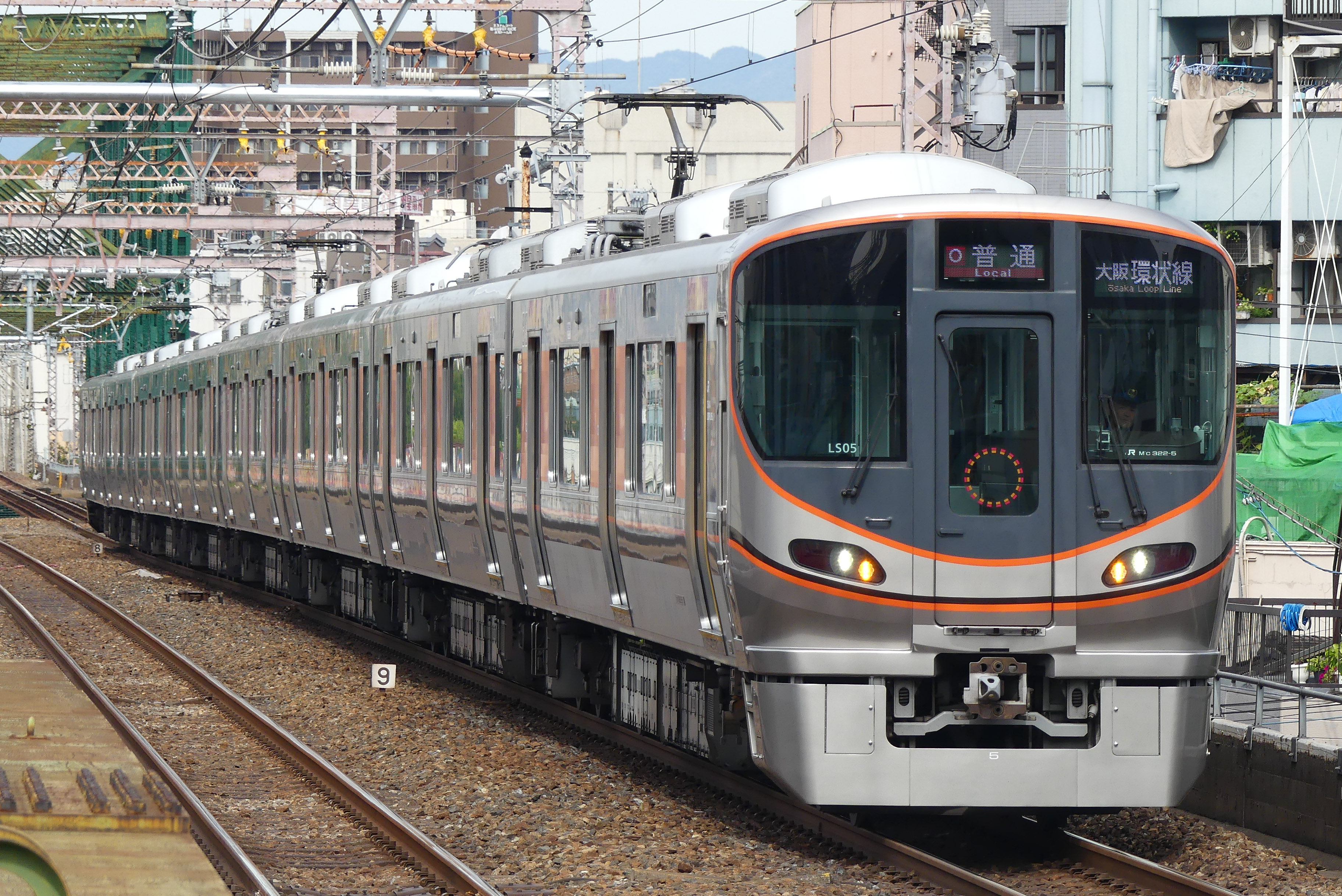
323系

### 過去の車両
- 103系電車
  - 323系本格導入前は8両編成7本（LA1 - 5、SA1・2編成）の56両が配置されていた。
  - 体質改善工事施工車である（LA3編成は＜外回り基準で＞後方のモハユニットが30N・他の6両が40N、LA4編成はサハ2両が40N・他の6両が30N、LA5編成は先頭車のみ30N・他の7両が40N、SA2編成は全車40N）。
  - LA3編成は「OSAKA POWER LOOP」のラッピングが施されていた。
  - 2001年からゆめ咲線（桜島線）用の6両編成4本にUSJのラッピングが施されていたが、2012年3月17日のダイヤ改正によって任を解かれた。その後ラッピングを解除され、「パワーオブハリウッド号」の6両と「アメージング・アドベンチャー・オブ・スパイダーマン・ザ・ライド号」（スパイダーマン号）の先頭車2両は日根野電車区（現・日根野支所）に転出、スパイダーマン号のモハユニット2組は「セサミストリート 4−D ムービーマジック号」「ウッディー・ウッドペッカー号」に1組ずつ組み込まれSA編成となって森ノ宮電車区に残った。
  - 置き換えが進み、2016年度は3本が廃車された[25]。2017年10月3日をもって運行を終了し、2017年10月から2018年2月にかけて残る4本も廃車された[26]。
- 201系電車
  - 網干総合車両所から転入し、2005年12月15日より運用開始した。323系本格導入前は8両編成16本（LB1 - LB16編成）の128両が配置されていた。
  - 転入後一部の編成はスカイブルー塗装のまま運用されていたが、その後オレンジ塗装に変更された。
  - 当初は4両編成を2本組み合わせた8両編成も存在していたが、2006年から2007年にほかの8両貫通編成が転入したのに伴い、保留車と合わせて奈良電車区（現・奈良支所）に転出した。
  - 行き先方向幕は全てLED式に更新され、2015年以降は路線記号の導入に伴い、路線記号も表示される形に更新されている。
  - 2017年11月から2019年1月までに、LB7・8・10・11・12・13編成が付随車2両を抜いた6両編成となり奈良支所へ転出。2018年3月から2019年3月までに、余剰となった付随車とLB1・2・4・5・16編成の計52両が廃車された[26][27][16]。
  - 2019年6月7日に定期運用を終了し、同年6月から7月にかけてLB3・9・14・15編成が廃車、同年8月1日付でLB6編成も廃車され、配置が無くなった[28]。

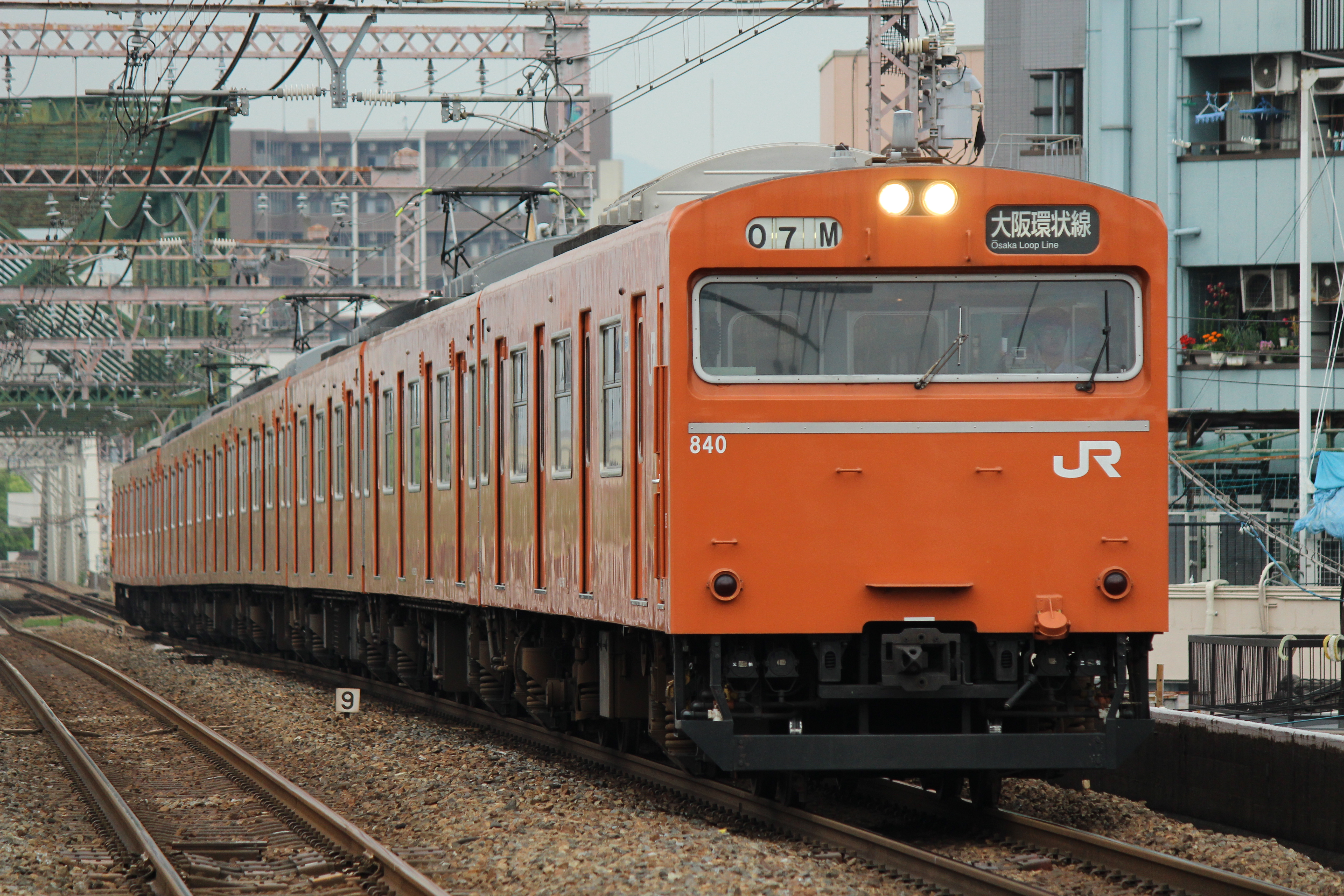
103系
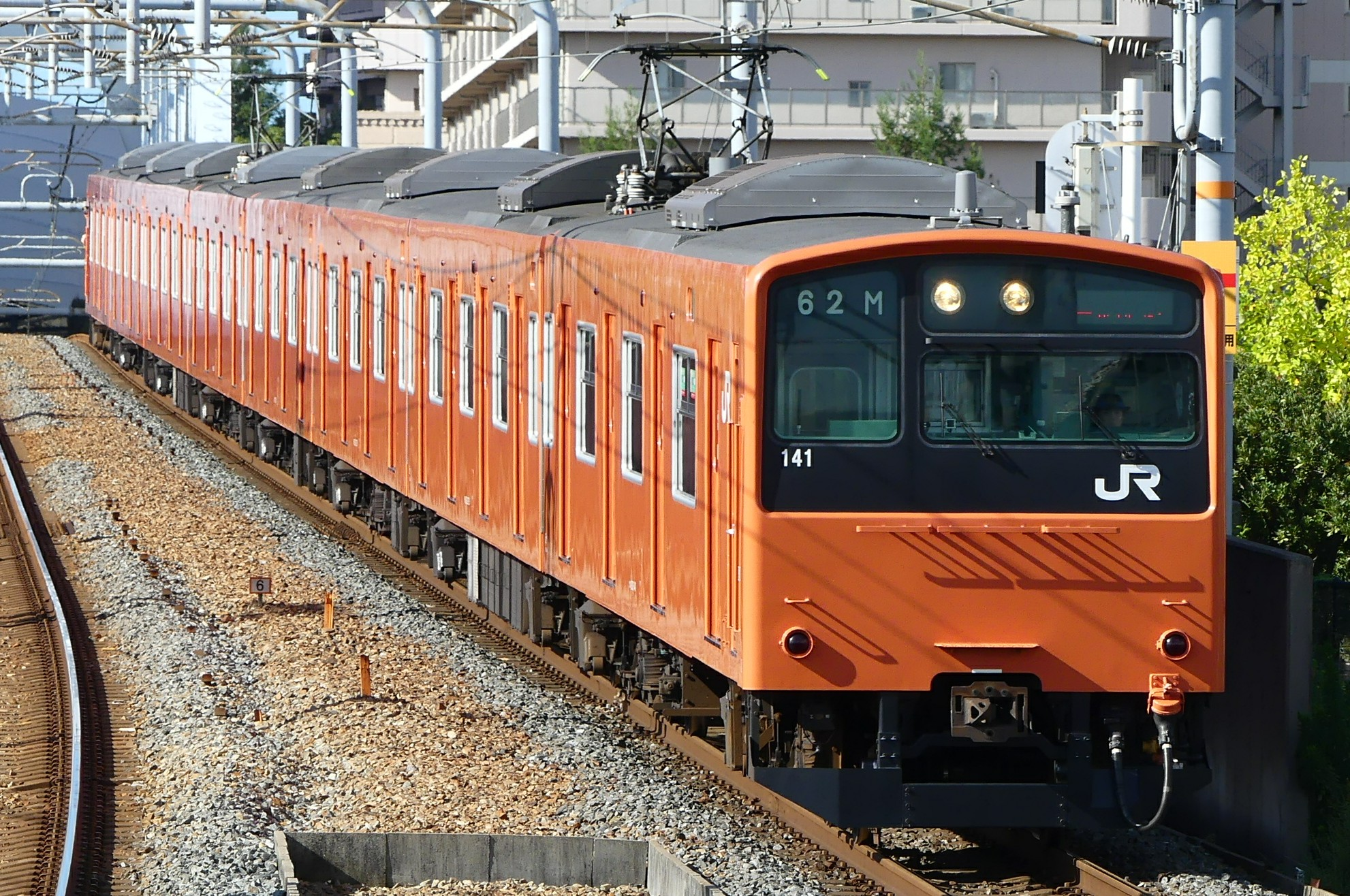
201系

## 配置車両（日根野支所）
- 271系電車（18両）
  - 3両編成（HA651 - HA656編成）6本が配置されている。2019年度に新製・配置された。
  - 特急「はるか」で運用される。新型コロナウイルス感染症の拡大による利用者の減少を受け、2020年（令和2年）4月1日から当分の間、「はるか」を6両編成で運行することになり[29]、元々3両編成単体での運用がなかった本形式は運用から外れた。その後、翌2021年（令和3年）3月13日のダイヤ改正より一部の列車で9両編成の運転が再開され、本形式も運用に復帰した。
- 281系電車（63両）
  - 基本6両編成（HA601 - HA609編成）9本（54両）、付属3両編成（HA631 - HA633編成）3本（9両）が配置されている。
  - 特急「はるか」で運用される。271系と同様に関空特急はるかの減便および減車に伴い、本形式の付属3両編成は運用を外れ、休車となっていたが、2021年（令和3年）3月13日のダイヤ改正より一部の列車で9両編成の運転が再開され、運用に復帰した。
- 283系電車（18両）
  - 基本6両編成（HB601・HB602編成）2本（12両）、付属3両編成（HB631・HB632編成）2本（6両）が配置されている。
  - 特急「くろしお」で運用される。
  - 付属編成のHB631編成は京都寄り先頭にグリーン車を組込み、HB632編成はグリーン車無しのモノクラス編成。
  - 基本編成が検査等で運用を離脱すると付属編成を連結した6両で運転することがあるが、この時はパノラマ型グリーン車が京都寄りに連結される。
- 287系電車（51両）
  - 基本6両編成（HC601 - HC606編成）6本（36両）、付属3両編成（HC631 - HC635編成）5本（15両）が配置されている。
  - 2012年3月17日のダイヤ改正より特急「くろしお」で運用されている[30]。
  - HC601、HC604、HC605編成は、パンダくろしお「Smileアドベンチャートレイン」として車体にラッピングを施し運用されている。
- 223系電車（108両）
  - 0番台と2500番台の4両編成（HE401 - HE418・HE422・HE423・HE426 - HE432編成）27本が配置されている。
  - 後述の225系5000番台・5100番台と同様に阪和線快速系統の主力車両となっている。
  - 関空快速・紀州路快速などの快速列車を中心に、阪和線・紀勢本線（きのくに線）・大阪環状線の普通運用にも就いている。紀勢本線（きのくに線）での定期運用は和歌山駅 - 周参見駅間のみ。なお臨時列車（ウエスト関空号）としてJR神戸線姫路駅までの入線実績もある。紀勢本線での定期運用開始前にも臨時列車として白浜駅に乗り入れた実績がある。
    - 1994年4月から1999年5月までは基本6両編成と付属2両編成を構成し、基本編成は1995年4月に運転を開始した関空特快「ウイング」の指定席に対応するため、車内に指定席／自由席の表示切替板を設置。付属編成は大阪シティエアターミナル (OCAT) でのチェックインサービス導入に併せ、1996年3月にクモハ223形100番台の乗務員室後部に荷物室も設置された（この場合関西空港行きのクモハ223形100番台は指定席）が、1998年10月のサービス終了後をもって客室に復元された。0番台登場当時は付属編成の2本連結（2両+2両）で普通運用に就いていた。この当時の阪和線の運用区間は主に天王寺 - 日根野間で、朝の区間快速や深夜時間帯の快速に限り和泉砂川駅までの運用もあった。
    - 1999年5月から紀州路快速の運転開始に伴い2500番台を追加製造して列車編成が基本5両と付属3両に組み替えられた（基本編成に付いていた表示切替板は組み替え時に撤去）。朝夕ラッシュ時は基本編成が紀州路快速、付属編成が関空快速、その他の時間帯は基本編成が関空快速、付属編成が紀州路快速で運転された。
    - 2008年3月15日のダイヤ改正より、関空・紀州路快速の運行形態再編で新製車が増備されたのに伴い再度組み替えが行われ、全編成が4両編成となり[注釈 1]103系や113系の運用を置き換えた。2017年3月4日のダイヤ改正以降全ての快速が223系・225系に統一された。
    - 2015年3月14日のダイヤ改正から路線記号の導入され、種別幕も路線記号入りの幕に交換されている（これは後述の225系や奈良支所の221系も同様）。
    - 2016年7月1日からは、225系5100番台運転開始により4両編成の普通にも充当されるようになった。
    - 2018年以降、バリアフリー化や機器更新を含む体質改善工事が開始され、2018年5月16日にHE401編成が吹田工場から出場した。
    - HE419・420編成は2022年3月14日付で京都支所へ転出した[22]。HE421・424・425・433 - 435編成は、2023年1月から2月にかけて京都支所へ転出した[17]。
- 225系電車（238両）
  - 5000番台4両編成（HF401 - HF429編成）29本、5100番台4両編成（HF430 - HF443）14本、5100番台6両編成（HF601 - HF611）11本が配置されている。
  - 2010年12月1日（5100番台は2016年7月1日）から阪和線普通・快速系統で運用されている。
    - 2011年3月12日以降は関空・紀州路快速や日中の区間快速にも充当され223系と共通運用。
    - 5100番台運転開始後は、223系と共に4両編成の阪和線普通列車にも充当されるようになった。6両固定編成の登場により6両編成の103系・205系運用が置き換えられている。

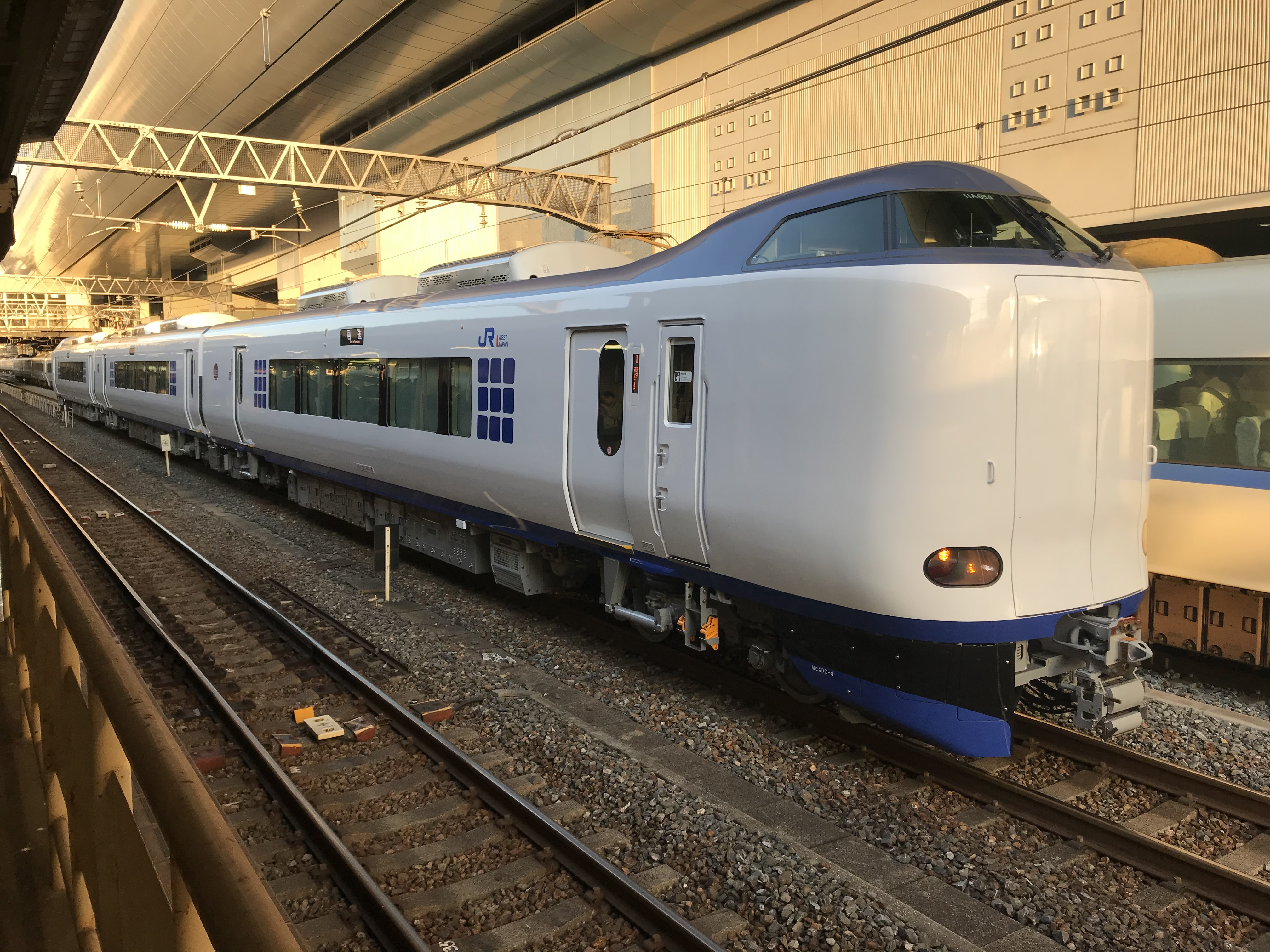
271系
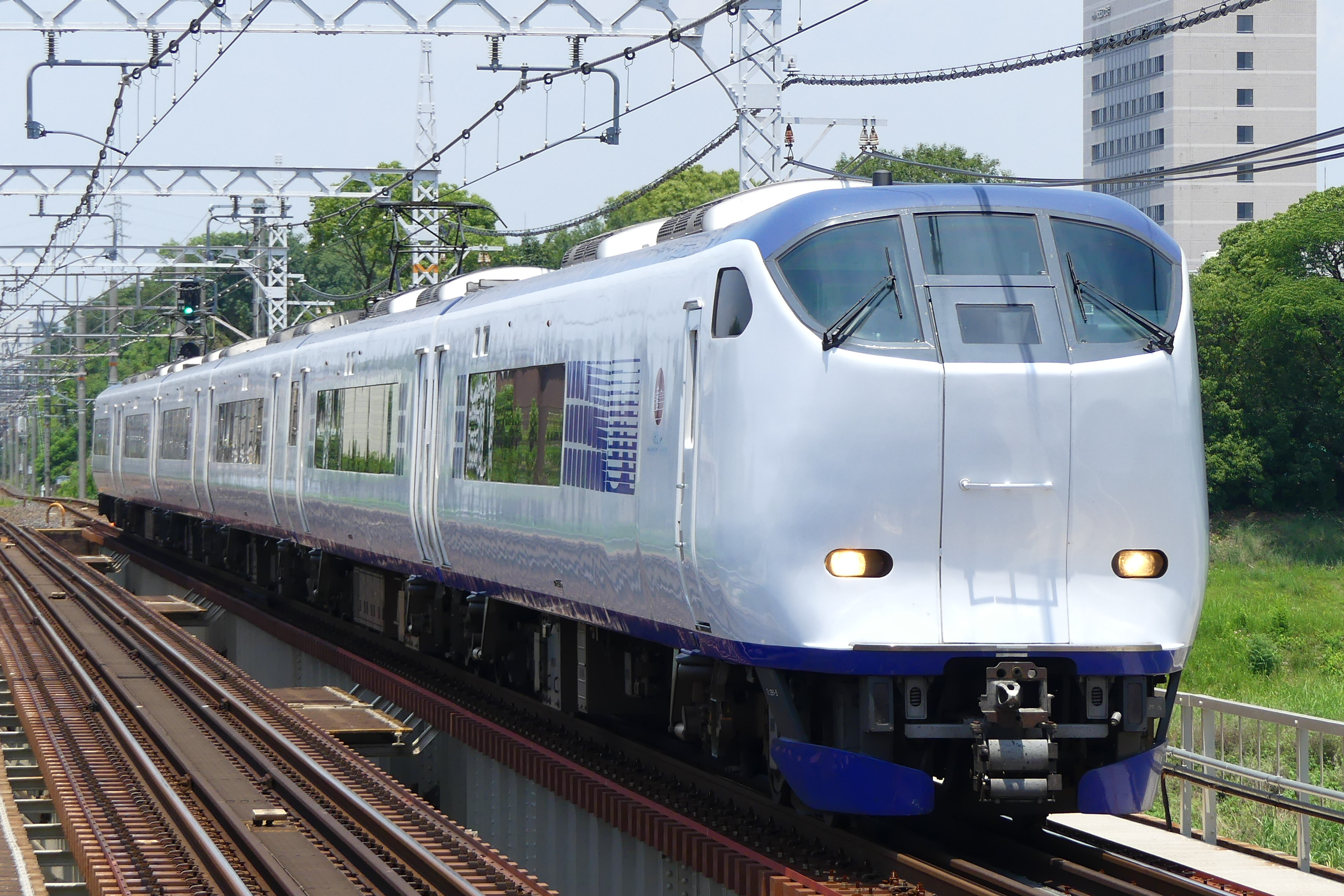
281系
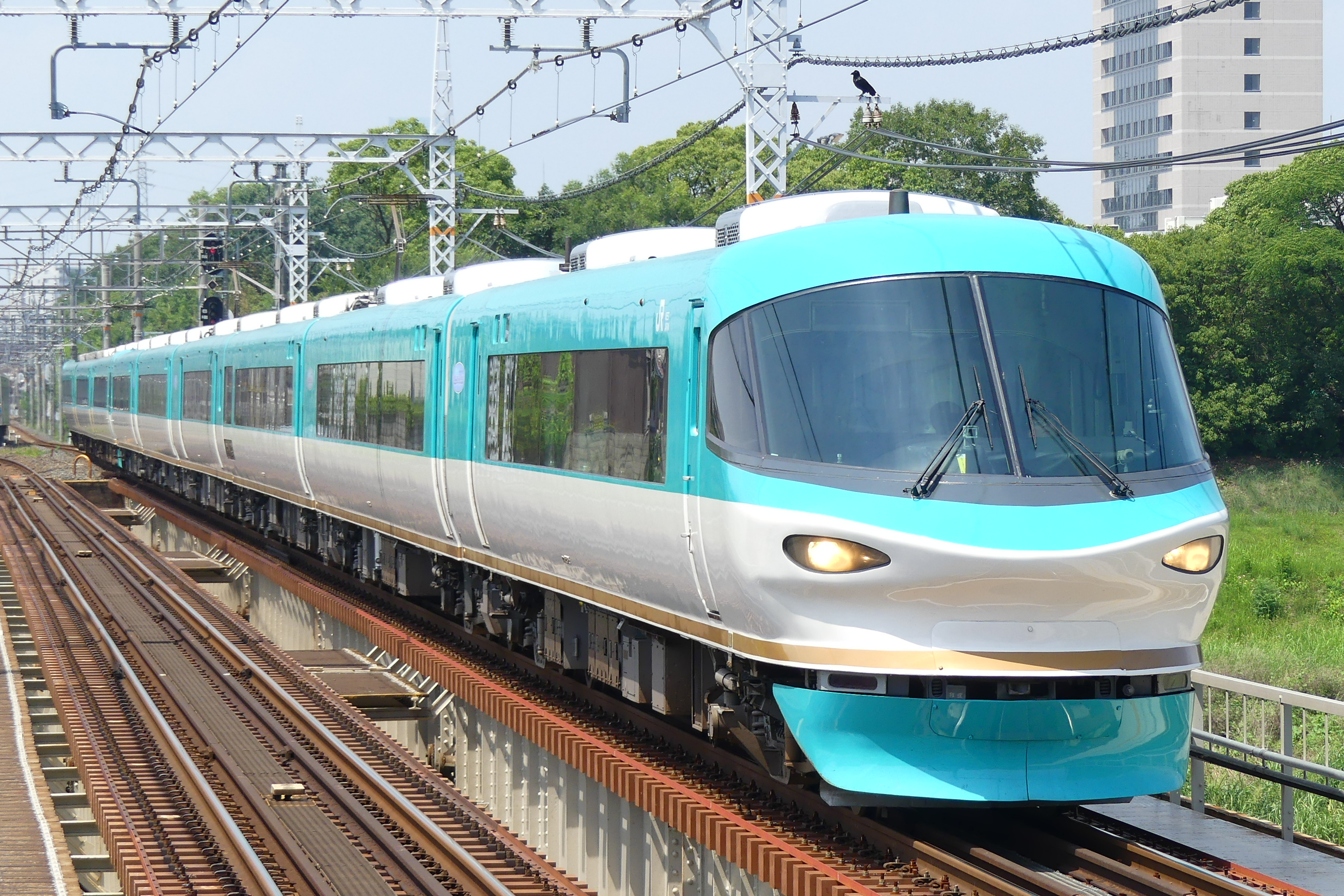
283系
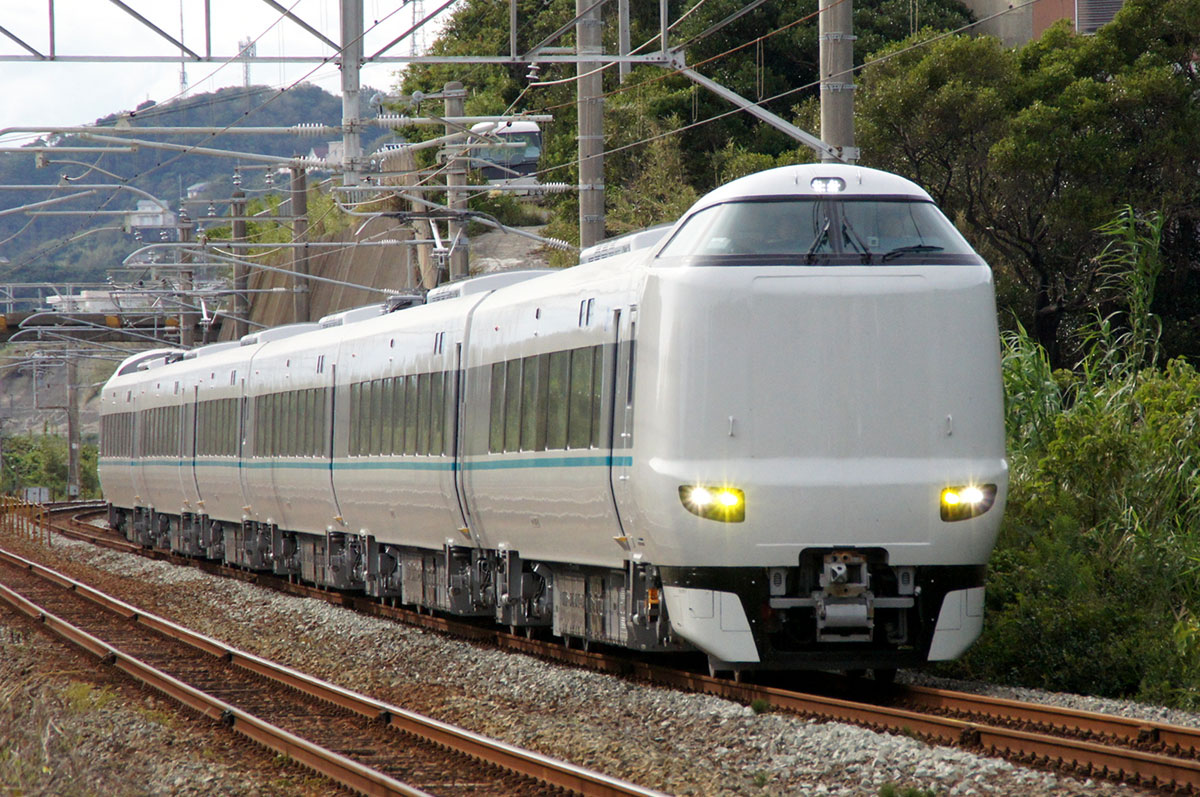
287系
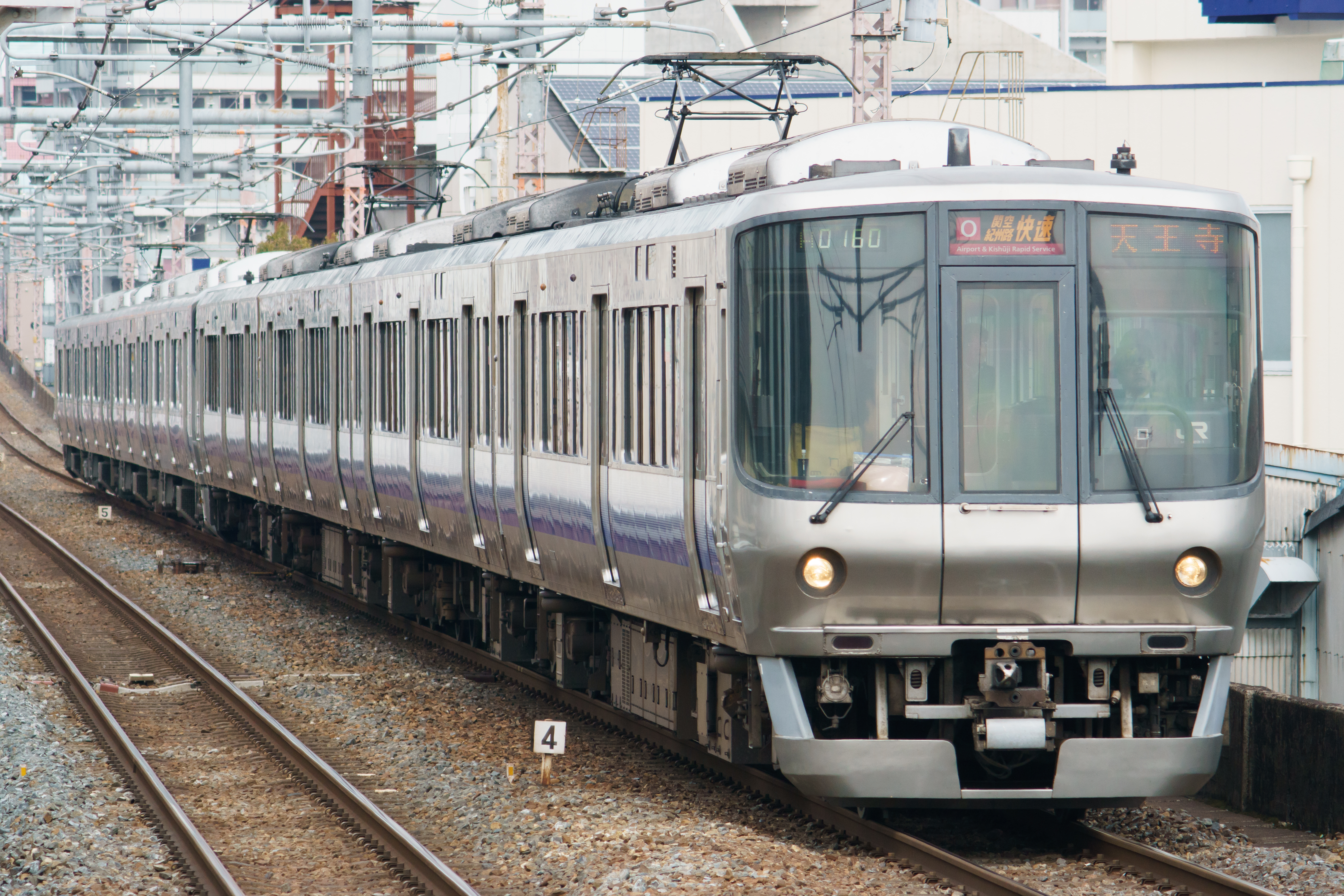
223系0番台
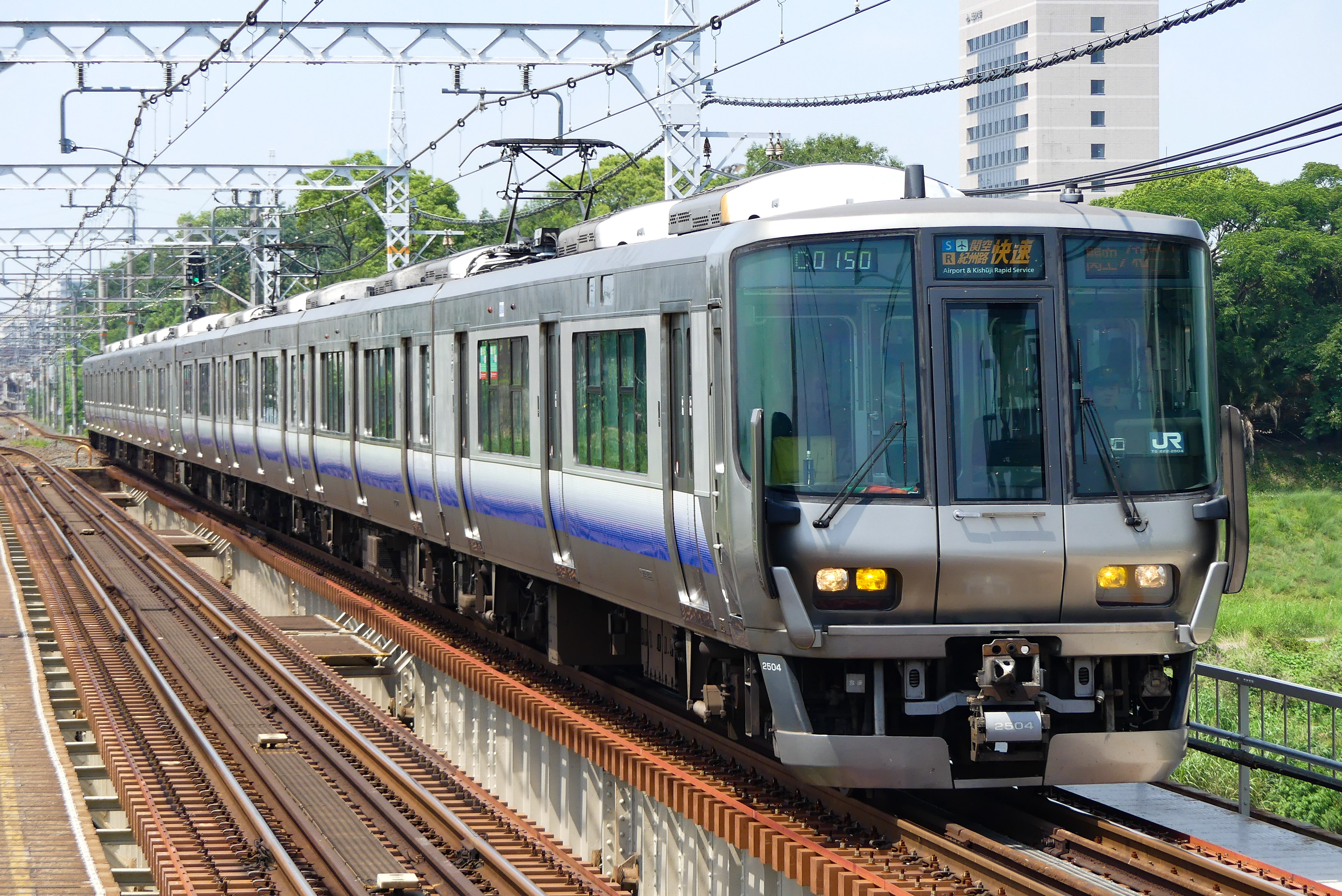
223系2500番台
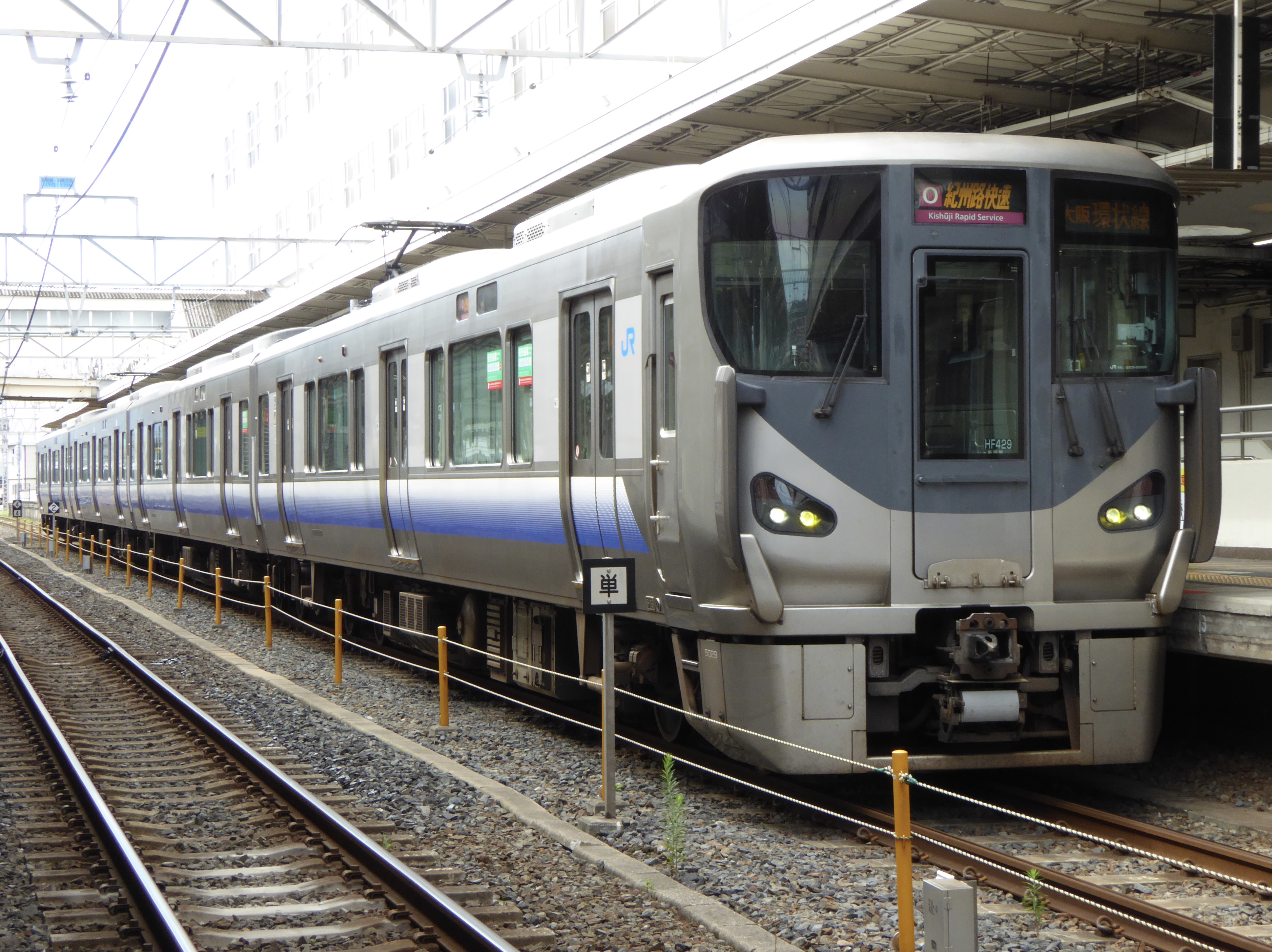
225系5000番台
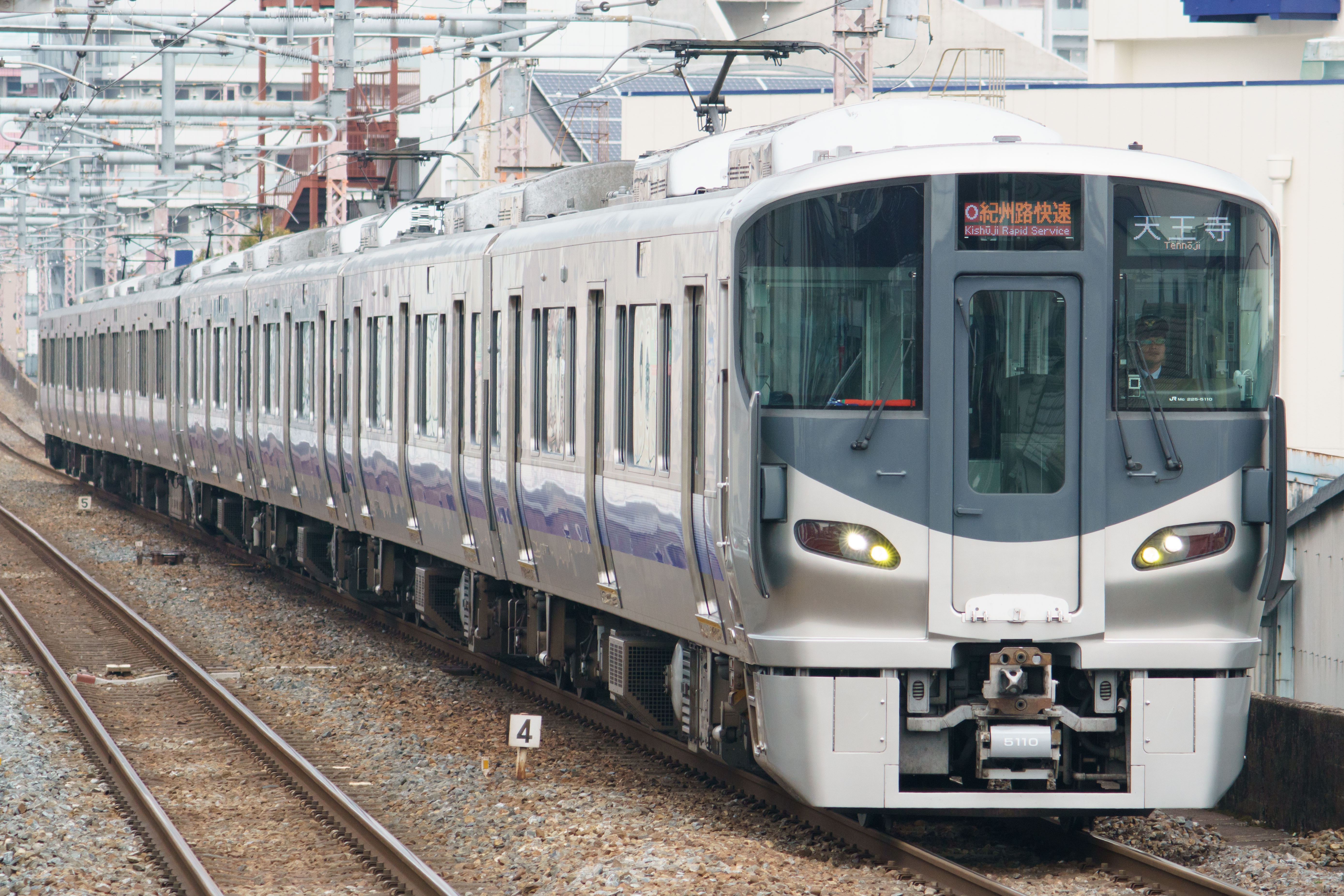
225系5100番台

### 過去の車両
- 381系電車
  - 2015年10月1日時点ではHD編成として、基本6両編成5本と付属3両編成3本の39両が配置されていた。基本6両編成は新宮寄りがパノラマグリーン車である。非パノラマ編成は287系の導入で既に福知山電車区に転出していた。2015年10月30日まで特急「くろしお」で運用された。
  - 2011年3月12日のダイヤ改正までは国鉄色塗装のモノクラス編成も在籍し、臨時列車やホームライナー（「はんわライナー」「やまとじライナー」）の運用に使われていた。これらはFH編成として福知山電車区に貸出後、廃車になっている。
  - 2015年10月30日の運用終了後、2016年3月末までに24両が廃車され、9両が後藤総合車両所出雲支所に転属した。2016年4月12日付で残る6両も廃車された[18]。
- 113系電車
  - 2020年4月1日時点では、2両編成（HG201・HG202編成）2本が配置されていた[31]。ワンマン運転用にモハ113形 - モハ112形の電動車ユニットに切妻非貫通型の運転台取付を行った改造車で、オーシャングリーンにライトパープルの帯を纏っていた。御坊駅 - 紀伊田辺駅間のワンマン運転を中心に運用されていた。2020年3月13日に定期運用を終了し、2020年4月22日にHG201編成、同月30日にHG202編成がそれぞれ廃車された[32]。
    - 国鉄時代には紀勢本線（当時は愛称名なし）の紀伊田辺駅 - 新宮駅間、1999年までは和歌山線和歌山駅 - 五条駅間でも運用されていた。
    - 1972年3月15日から阪和色を纏って6両編成で登場し、1989年3月11日のダイヤ改正で4両編成となった。225系の増備により4両編成は2011年12月10日をもって運用から離脱し[33]、後継には223系・225系が充当されている。
- 103系電車
  - 1977年の新性能化完了からJR化後も長く阪和線の主力車両であったが、223系・225系にとって代わられ、2018年3月17日のダイヤ改正によりすべての編成が運用を離脱した。
  - 3両編成は羽衣線のみ、6両編成は天王寺駅 - 和歌山駅間の普通で運用されていた。2017年3月のダイヤ改正までは区間快速にも充当されていた。6両編成は後述の205系（0番台）と共通運用であった。
  - 1994年6月から1999年5月まで一部車両のATSをB型からSW型に変更した紀勢本線（和歌山駅 - 紀伊田辺駅間）・和歌山線（和歌山駅 - 五条駅間）乗り入れ仕様の編成が存在していたが、全車両のATSがSW型に変更されたことで消滅している。
  - クモハ103形は当初、京浜東北線・根岸線から転入した車両が配置されていたが廃車整理で消滅し、2012年現在はすべてモハ103形の先頭車化改造（片町線長尾駅 - 木津駅間の電化開業による改造）車のみである。このうち、クモハ103-2504（HL101編成）はワンマン運転専用で、クモハ103形では播但線・加古川線用ワンマン車以外で唯一体質改善工事が施工されている。
  - 2007年からクハ103-1とクハ103-2が国鉄時代の京浜東北線・根岸線以来同じ編成に組み込まれ、趣味者の話題を呼んだが、2011年3月に運用を離脱した[34]。このうちのクハ103-1は京都鉄道博物館で展示されている。
  - 2011年3月以降、森ノ宮電車区で余剰となった体質改善30N工事車中心の編成が転入し、延命未施工車及び延命N40工事車中心の編成を置き換える配置換えが発生している。また、同月12日のダイヤ改正では日中の鳳駅以南では基本的に運用されなくなった。
  - かつては8両編成も存在した。最初は国鉄時代1983年の快速8両化に伴い6両編成にサハ103を2両組み込んだ4M4T編成だが、1986年11月のダイヤ改正前に浦和電車区（現在のさいたま車両センター）との間でクモハ103形ユニット＋クハ103形500番台とモハユニット1組＋サハ1両との交換で消滅した。JR化後の1999年5月10日ダイヤ改正で朝ラッシュ時区間快速の系統分割（天王寺－鳳間快速と鳳以南の普通とに分け、後者は天王寺－鳳間の普通と一体化）に伴いモハユニット1組を組み込んだ6M2T編成が登場、その後モハユニットをサハ2両に差し替えた4M4T編成となった。2008年3月15日のダイヤ改正で消滅した。
  - 2016年7月から225系5100番台の投入により、廃車が進んでいる。 2016年4月時点では6両編成が10本、4両編成が7本、3両編成が2本の計94両が在籍していたが、同年度に6両編成1本と4両編成6本の計30両が廃車となった。4両編成は2016年12月23日に定期運用から外れ、同年度に廃車されなかった4両編成1本は3両編成と付随車に分割されている。6両編成も2017年7月29日を最後に定期運用から外れ、2017年8月からは3両編成のみ（1本使用、1本予備）運用された。2017年10月から2018年3月までに6両編成6本（うち電動車1両を除く）と3両編成と付随車1両に分割されていた4両の計39両が廃車された。2017年10月に網干総合車両所明石支所へ転属した6両編成1本も、2018年2月に廃車されている。
  - 2018年3月17日のダイヤ改正後に残存していた車両も同年8月までに廃車となり、同区の103系配置は無くなった。
- 205系電車
  - 1986年に東海道・山陽緩行線に投入された0番台6両編成4本と1000番台4両5本が配置されていた。
  - 先述の103系と共通運用となっていた。
    - 天王寺駅 - 和歌山駅間の普通で運用され、2017年3月のダイヤ改正までは区間快速にも充当されていた。
    - 1000番台は1988年の新製投入直後から2008年3月のダイヤ改正までは4両編成を2本連結した8両編成で朝夕ラッシュ時の快速運用に充当されていた。
    - 0番台は2006年に0番台28両が網干総合車両所より転入し、8両編成・6両編成各2本で運用されていたが、225系の投入により2010年12月に宮原総合運転所（現・網干総合車両所宮原支所）に一旦転出、2013年3月にサハを脱車のうえ6両編成4本として再度転入した[注釈 2]。
    - 2013年以降、バリアフリーなどに対応した体質改善工事が行われた。
    - 225系への置き換えが進んだため、1000番台4両編成は上記の103系4両編成と同じく2016年12月23日を最後に運用がなくなり、2017年10月から2018年2月までに5本すべてが奈良線向けに改造された上で奈良支所へ転属した[26]。0番台6両編成は2018年3月17日のダイヤ改正により阪和線の運用を離脱し、2018年7月から同年10月までにすべて奈良支所へ転属、4両化に際し余剰となったモハユニット8両は廃車となった[27][16]。
- クモヤ145形電車
  - 2021年4月1日時点では1両（1106）が配置されていたが[35]、2021年9月16日付で京都支所へ転出した[15]。

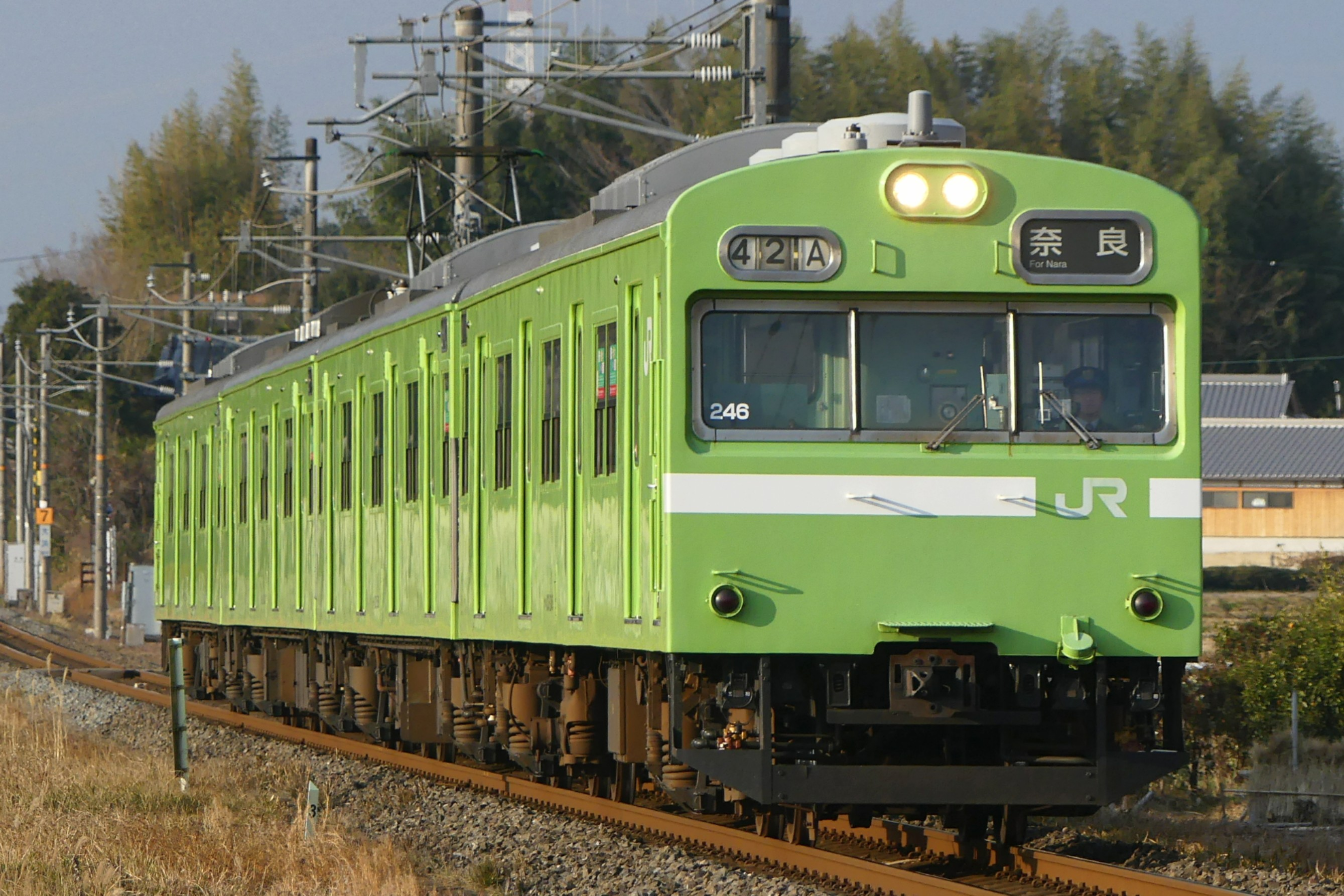
103系

  - 牽引車。

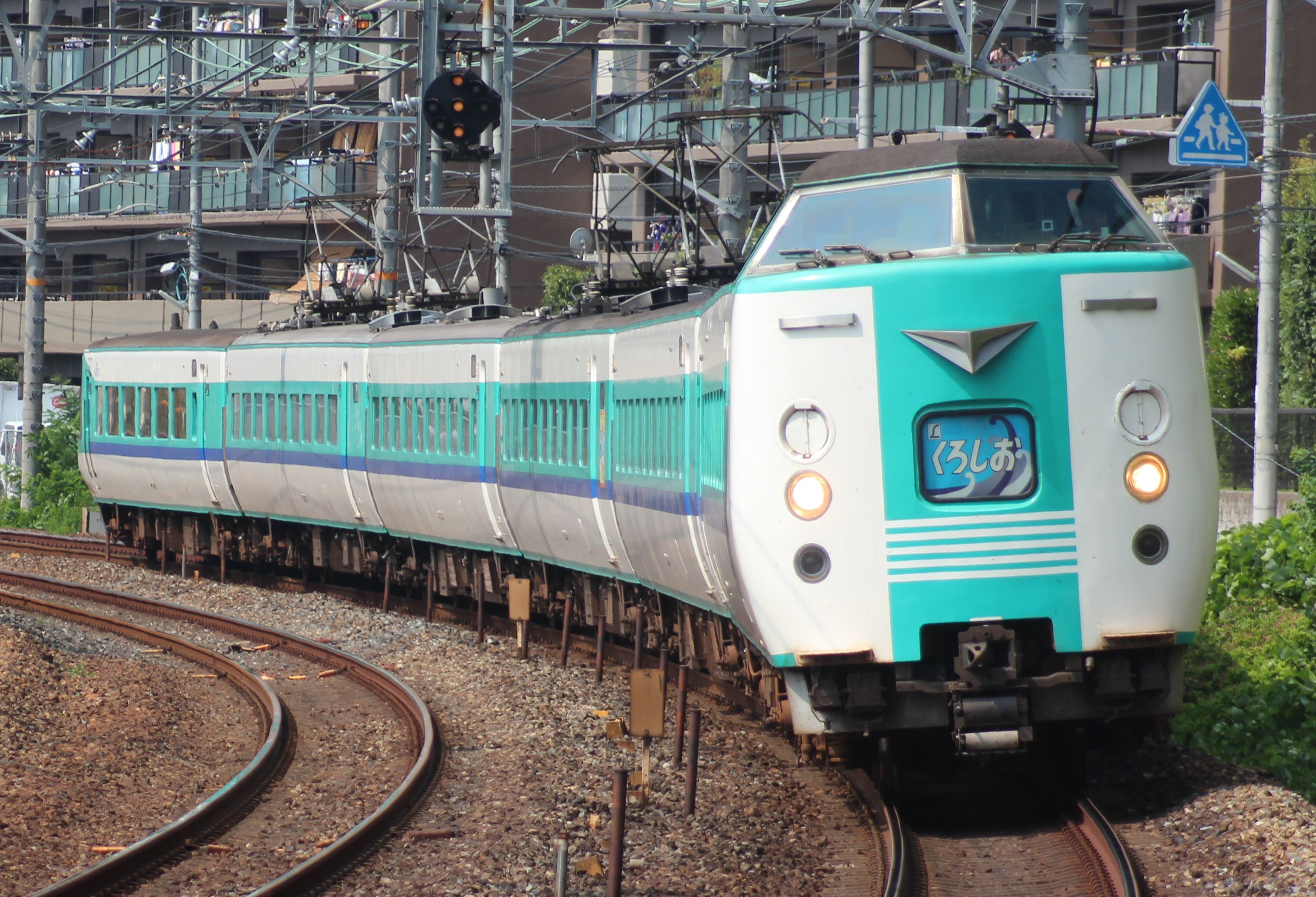
381系
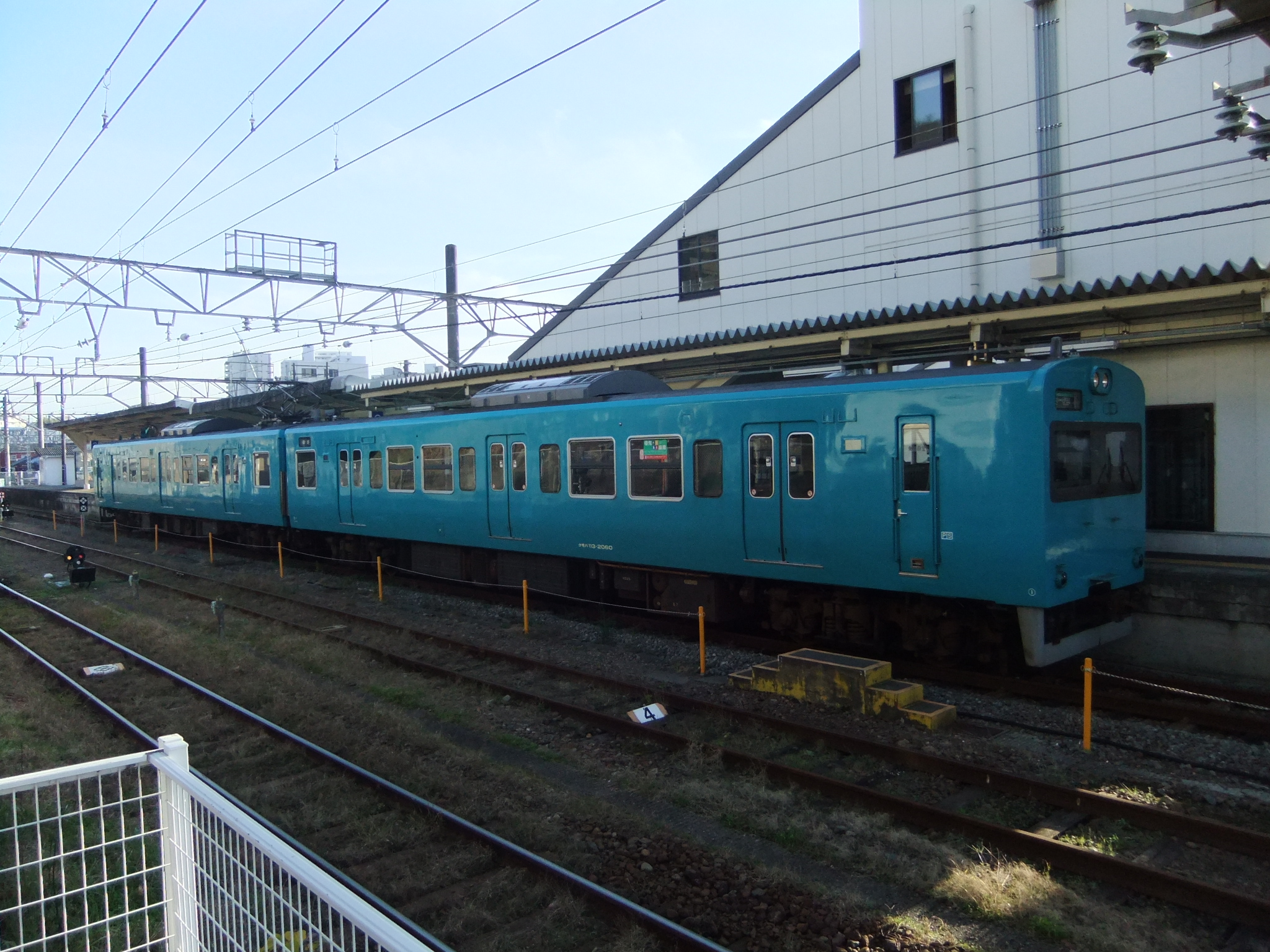
113系（ワンマン対応車）
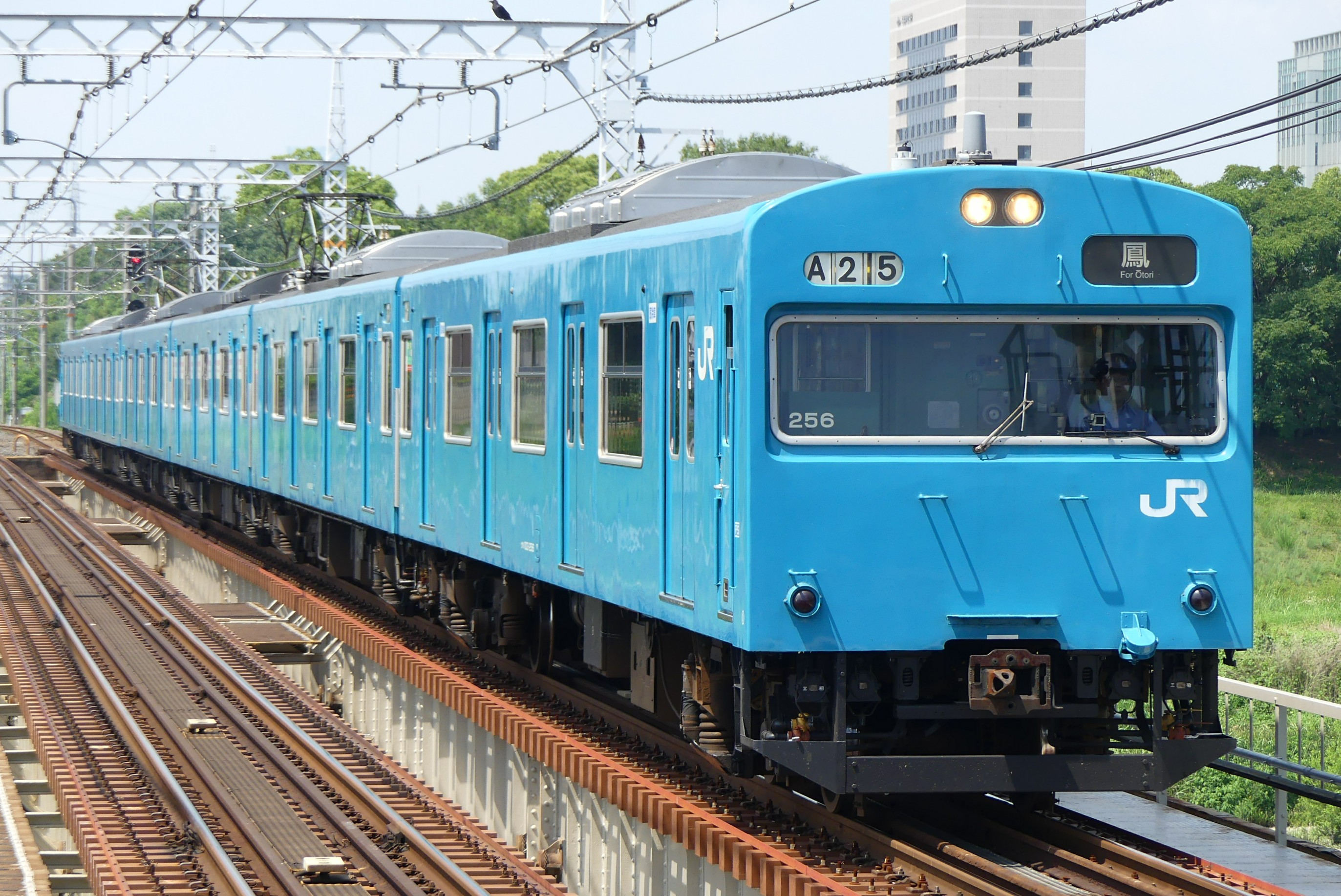
103系（低運転台車）
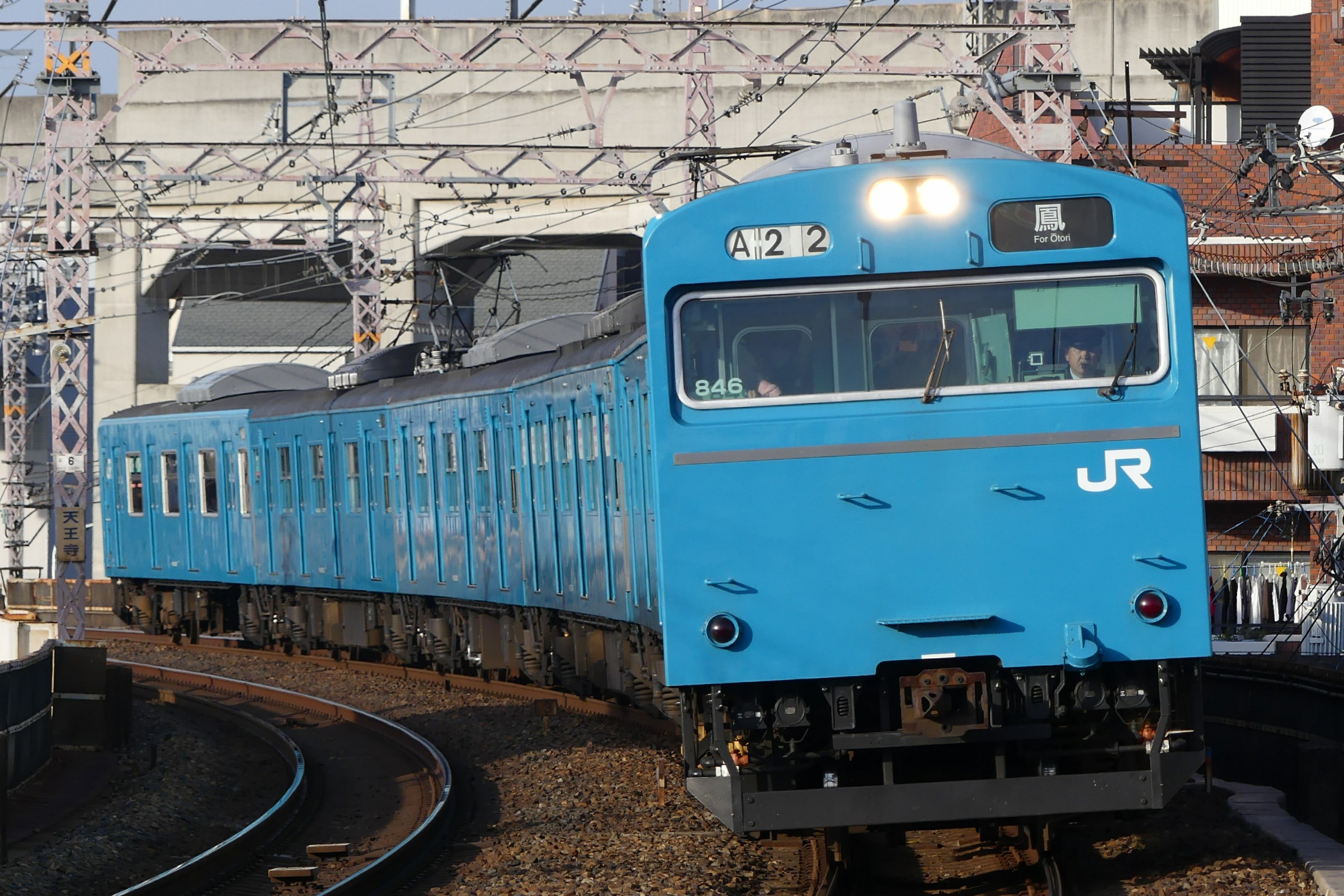
103系（高運転台車）
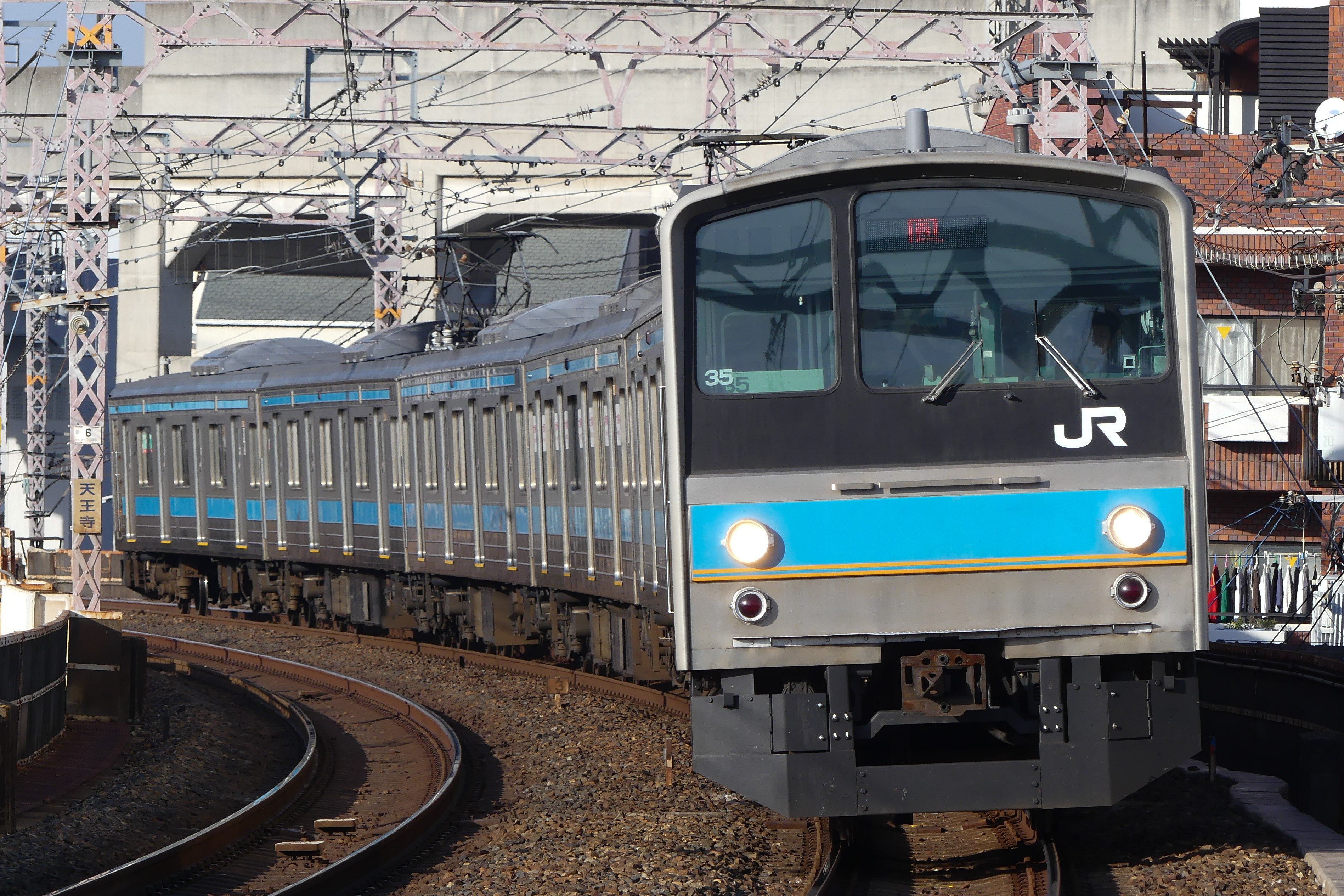
205系0番台
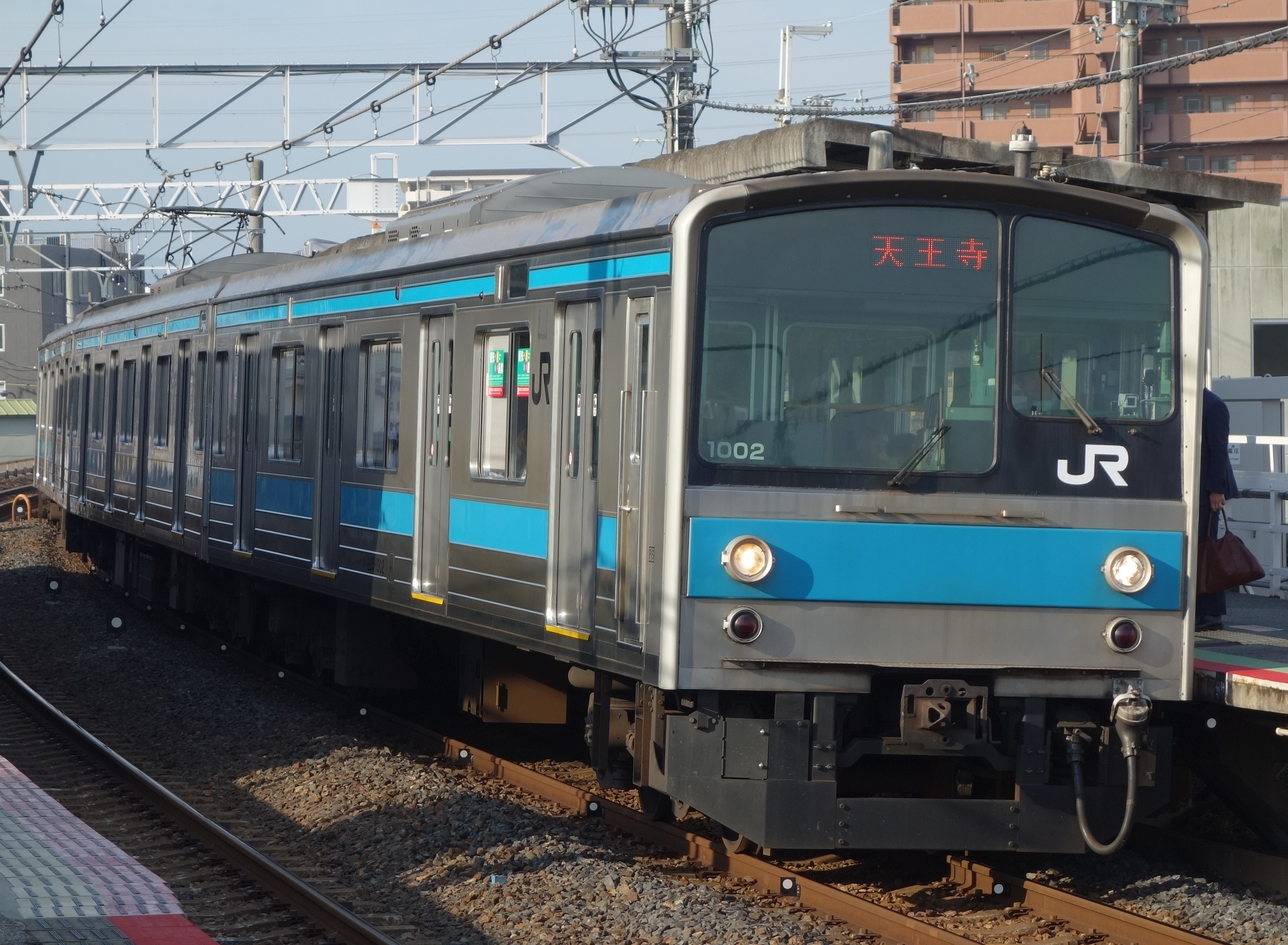
205系1000番台

## 配置車両（日根野支所 新在家派出所）
- 227系電車（68両）
  - 1000番台の2両編成（SD01 - SD08編成・SR01 - SR14編成・SS01 - SS12編成）34本が配置されている。
  - 2019年3月16日から和歌山線・紀勢本線（和歌山市駅 - 御坊駅間）・桜井線で営業運転開始[36]。2021年3月13日ダイヤ改正で紀勢本線全線で営業運転を開始[37]。117系・105系の定期運用を置き換えた。

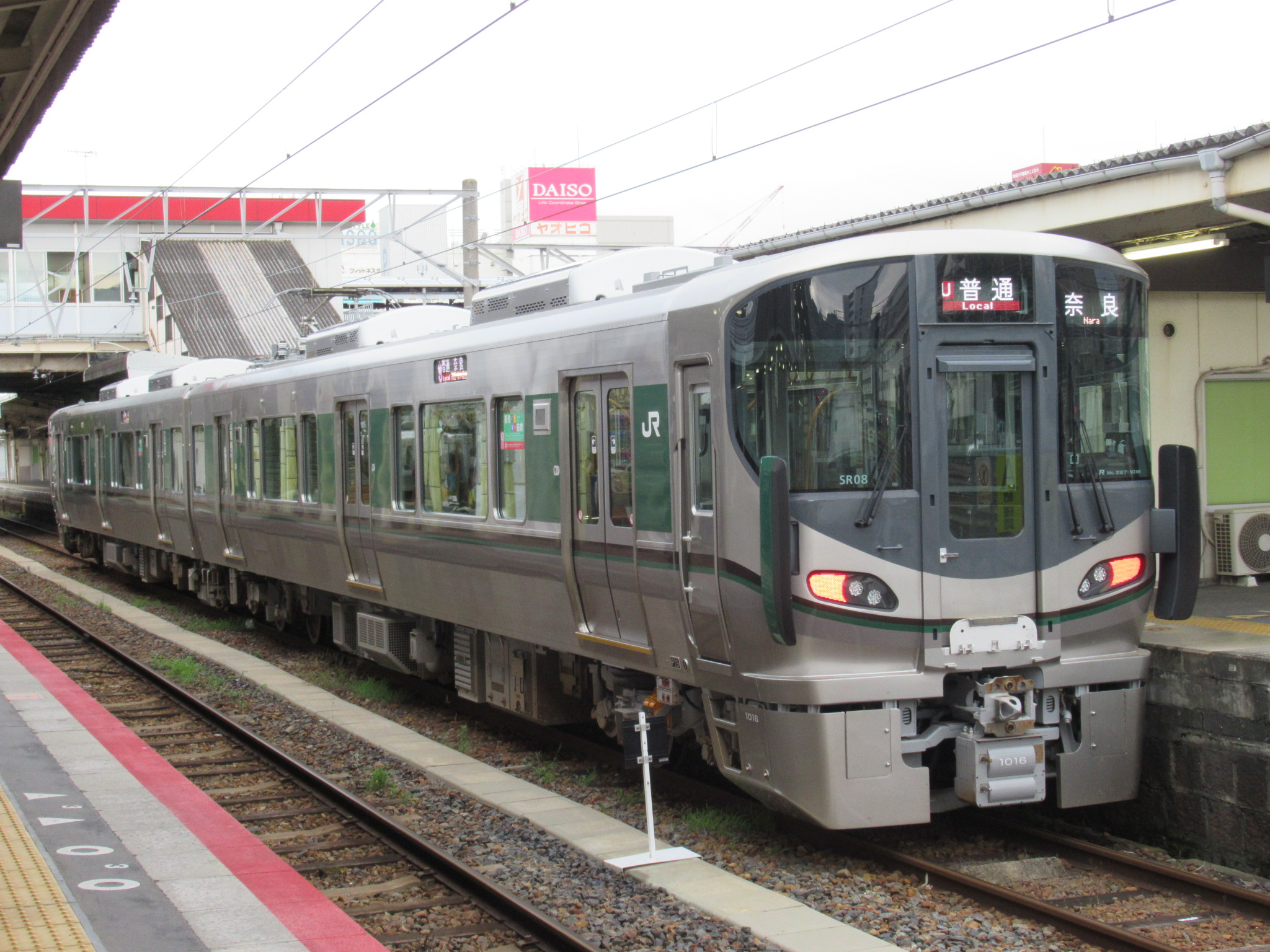
227系1000番台

### 過去の車両
- 117系電車
  - 2019年4月1日時点では、0番台と300番台の4両編成5本20両が配置されていた[38]。
  - 和歌山線ではワンマン運転を行うほか、紀勢本線（和歌山駅 - 紀伊田辺駅間）でも運用されたが、2019年3月16日のダイヤ改正で定期運用から外れた。過去には阪和線（日根野駅 - 和歌山駅間）での定期列車のほか、団体列車としては新宮駅まで運用された実績もある。
    - 2000年3月から2002年3月まで日根野区に所属した後、新和歌山車両センターに転出。2008年7月1日の組織変更で日根野区所属に戻った。
    - 2016年12月までに、全編成が和歌山地区の統一カラーである青緑色一色に車体色変更された。
    - 2019年6月と7月に4両編成3本が廃車された[28]。2020年2月18日付で300番台2両が廃車され[32]、2020年3月11日付で0番台4両が京都支所に転出した。2020年4月14日付で300番台2両が廃車され[32]、配置が無くなった。
- 105系電車
  - 2019年4月1日時点では、ワンマン運転対応の2両編成（SW001 - SW014編成、SP001 - SP005編成、SF001 - SF005編成）24本48両が配置されていた[38]。
  - SW編成とSP編成は和歌山線・桜井線（万葉まほろば線）と紀勢本線で運用されたが、2019年9月に定期運用を終了した[39]。SF編成は紀勢本線紀伊田辺駅 - 新宮駅間で運用されたが、2021年3月に定期運用を終了した。
    - 全編成が青緑色一色に車体色変更されていた。
    - 2008年7月1日の組織変更で日根野区所属となった。
    - 2009年11月より、2010年の平城遷都1300年記念事業実施に合わせ、奈良万葉ラッピング列車も運行されていたが、2017年4月までに青緑色塗装となっている。
    - 2019年にSW編成14本のうち12本とSP編成全5本の計17本34両が廃車された[28]。2021年2月4日付でSW009編成2両も廃車された[40]。2021年4月8日付でSW004編成2両が、2021年6月から7月にかけてSF編成全5本が廃車され、配置が無くなった[13]。

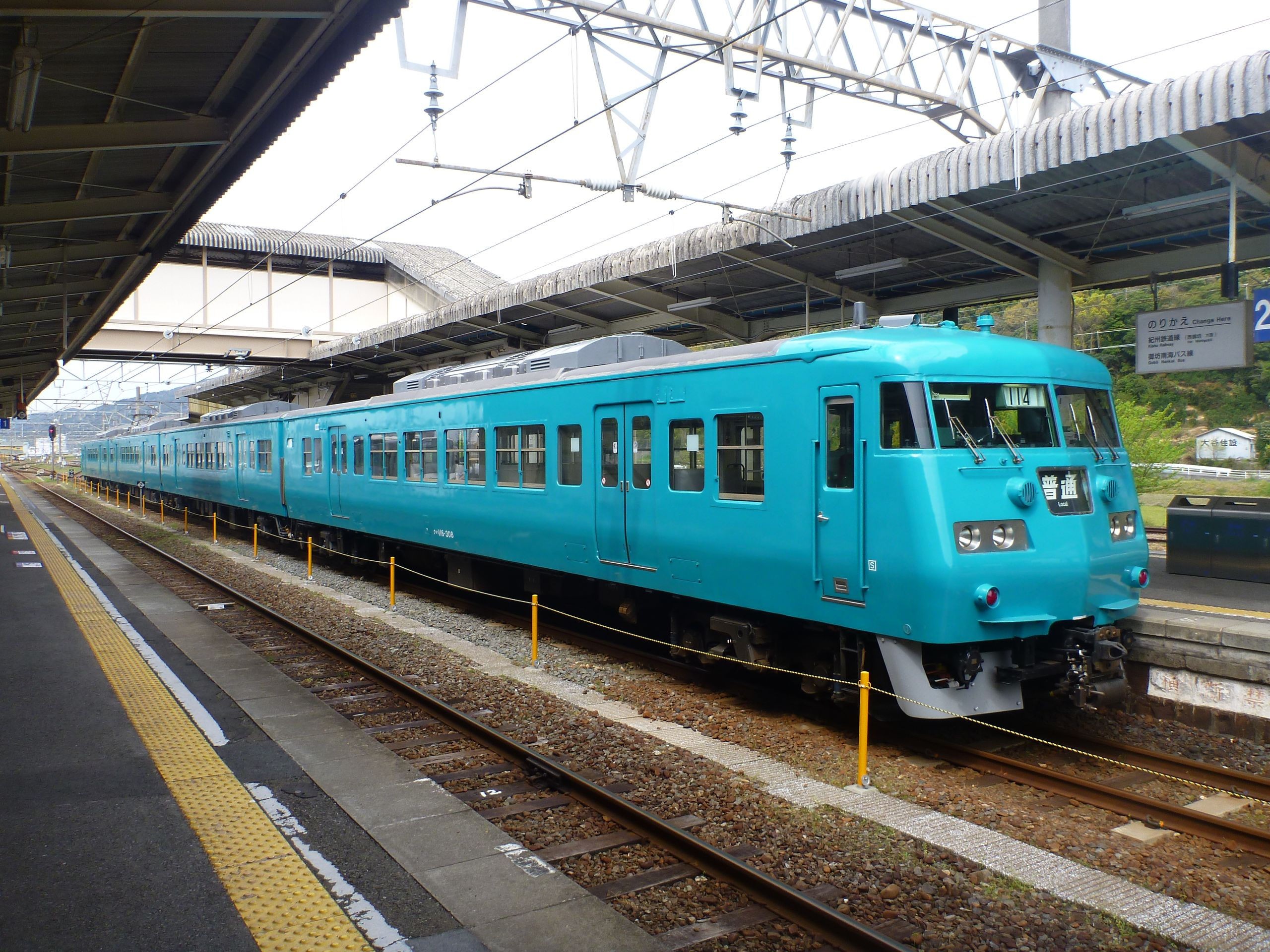
117系（地域色）
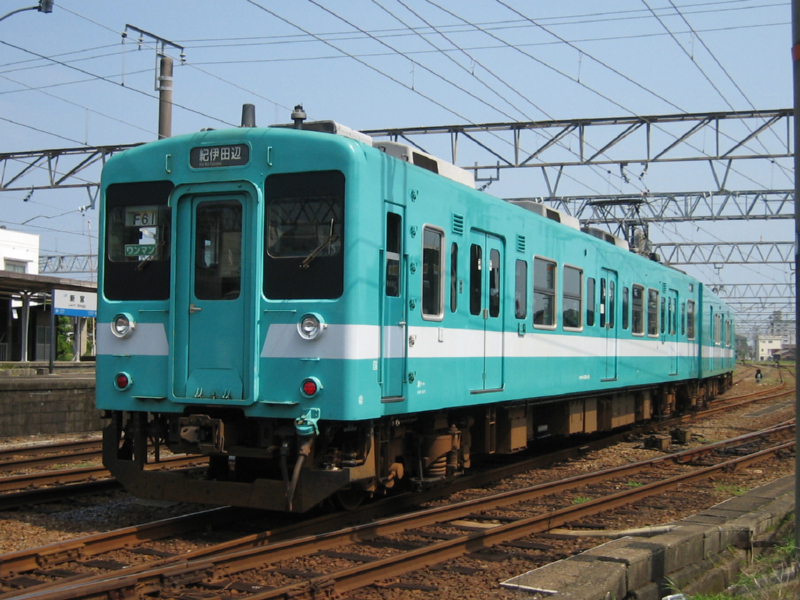
105系（新造車）
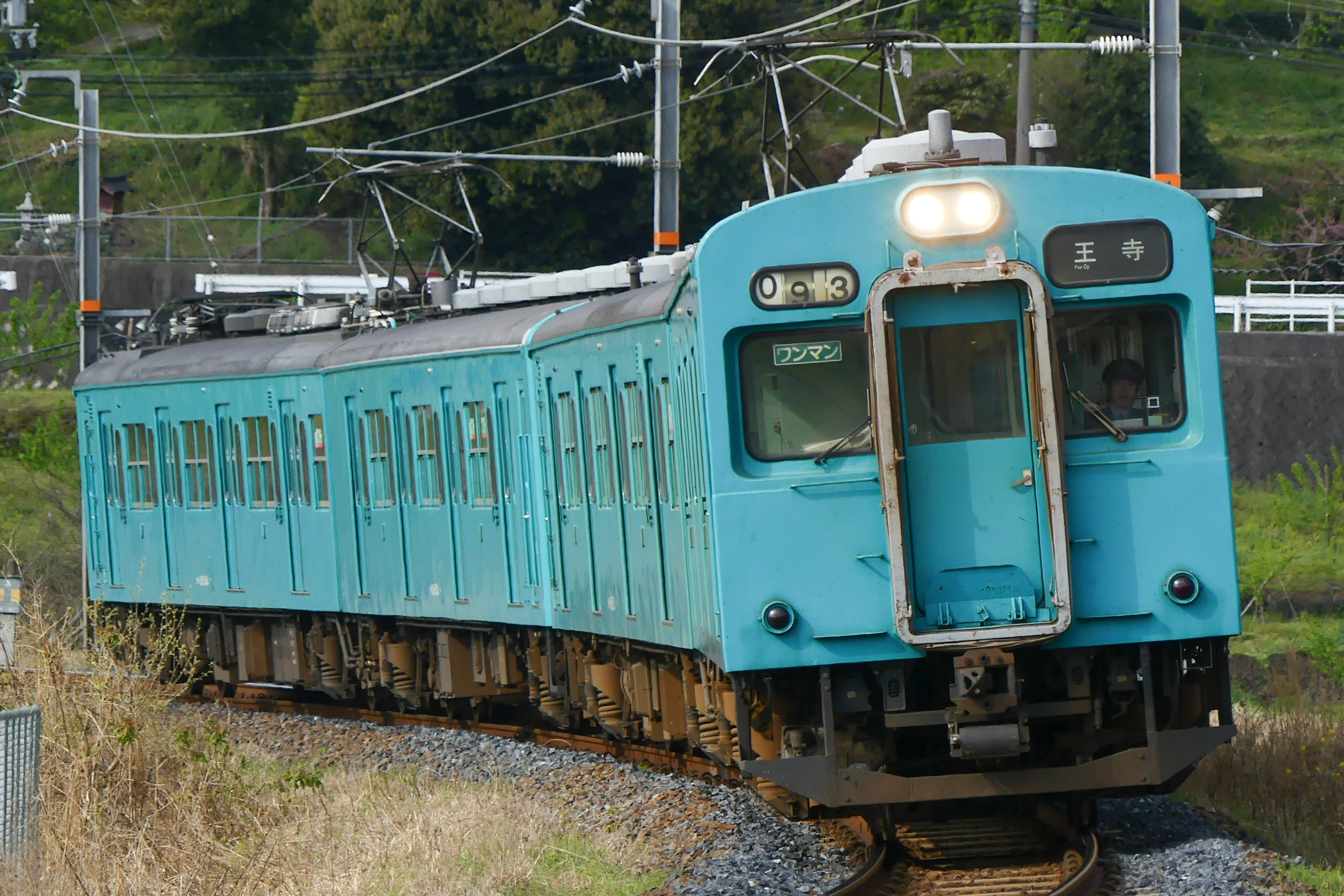
105系（改造車・地域色）

## 配置車両（奈良支所）
- 201系電車（54両）
  - 6両編成（ND602・ND604 - ND607・ND613- ND616編成）9本が配置されている。
  - 大和路線の普通を中心に運用され、ラッシュ時にはJR難波駅発着の快速でも運用されている。 
    - JR京都線・JR神戸線の321系投入により、森ノ宮電車区（現・森ノ宮支所）・網干総合車両所から転入した車両で、2006年12月20日より営業運転を開始した。103系と同じ黄緑色の車体で、先頭車両前面に白色警戒帯が塗布されている。
    - 2017年11月より、323系投入で余剰となった森ノ宮支所の車両の転入が再開された[26][27][16]。
    - 2020年5月29日付でND603編成が[32]、2021年9月30日付でND618編成が[13]、同年10月から2022年1月にかけてND608・ND617・ND619・ND620編成が廃車された[14]。
    - 2022年3月のダイヤ改正によりおおさか東線、和歌山線、桜井線での定期運用は終了した[41]。
    - 2022年4月から7月にかけてND609・ND610・ND621編成が[42]、同年12月から2023年1月にかけてND611・ND622編成が廃車された[17]。
    - 2024年2月にND601編成が、同年4月にND612編成がそれぞれ廃車回送された。
    - 2020〜2024年度末にかけて、網干総合車両所への225系の増備によって221系を奈良に転属させ、本系列は全て置き換えられる予定である。
- 205系電車（36両）
  - 0番台の4両編成（NE401 - NE404編成）4本と1000番台の4両編成（NE405 - NE409編成）5本の計9本が配置されている。
  - 2017年10月から2018年10月にかけて日根野支所から転入した[26][27][16]。
  - 2018年3月17日のダイヤ改正から奈良線での運用を開始した。
- 221系電車（342両）
  - 登場当初の1989年から配置が始まり、網干総合車両所および京都支所からの転入車を含め、8両編成（NB801・NB803 - NB809編成）8本、6両編成（NC601 - NC628編成）28本、4両編成（NA401 - NA435編成）35本の計66本が配置されている。
  - 主に大和路線（関西本線）・大阪環状線・奈良線の快速系統およびおおさか東線・桜井線・和歌山線（王寺駅 - 五条駅間）などで運用されている。
    - 過去には2両編成も存在していたが、2011年3月までに4両編成に組み替えられて消滅した。一方で、2010年12月に初めて8両編成が登場し、日中の大和路快速にも充当されている。これにより103系・201系8両編成（森ノ宮電車区・奈良電車区所属車）での快速運用が大幅に減少した。
    - 現在は新製配置車は全て4両編成であり、8両編成・6両編成は全て網干総合車両所・京都支所からの転入車である。1991年から2011年までは新製配置車にも6両編成が存在していた。
    - 2010年12月1日に225系5000番台が日根野電車区（現・日根野支所）に配置されるまでは、阪和線と紀勢本線（きのくに線）和歌山駅 - 紀伊田辺駅間での運用や、阪和線と大和路線相互間の車両の送り込みも行われていたほか、2002年までは和歌山線経由で送り込まれており、和歌山線五条駅 - 和歌山駅間の運用が存在していた。
    - 主な臨時列車の実績として、紀勢本線への急行列車や、レジャー号としてJR京都線・山陰本線（嵯峨野線）・湖西線への入線実績もある。
    - JR京都線・JR神戸線の新快速の223系・225系投入、及び運用の拡大により、1997年3月から2011年3月まで網干総合車両所から転入が行われたほか、山陰本線（嵯峨野線）の複線化開業により、2010年3月に京都総合運転所（現・京都支所）に転出している。
    - 2016年10月2日改正で網干総合車両所から24両が転入されている。
    - 2018年10月と11月に4両編成2本（NA430・NA431編成）が網干総合車両所へ転出している[16]。
    - 2021年5月に網干総合車両所の4両編成3本及び8両編成5本、京都支所の4両編成2本が転入し、6両編成10本を組成した。同年9月に網干総合車両所から6両編成3本が転入した[15]。
    - 2022年5月に8両編成1本（NB802編成）が京都支所に転出している[42]。2023年2月に網干総合車両所から6両編成1本が、同年3月に京都支所から4両編成6本が、それぞれ転入している[17]。
    - 2020〜2023年度にかけて、網干総合車両所への225系の増備に伴い、同所の本形式は順次奈良へ転属し201系を全て置き換える。

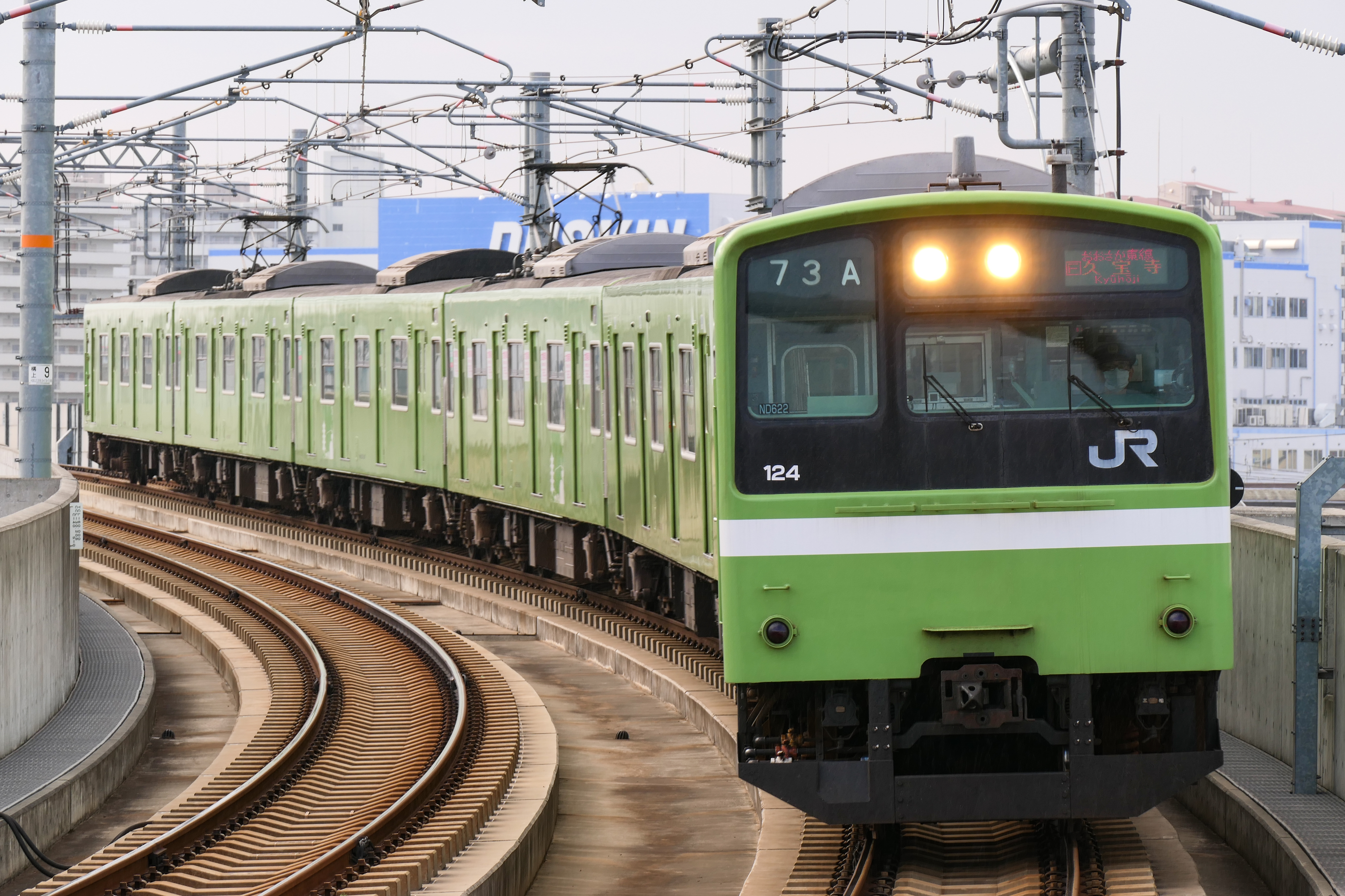
201系
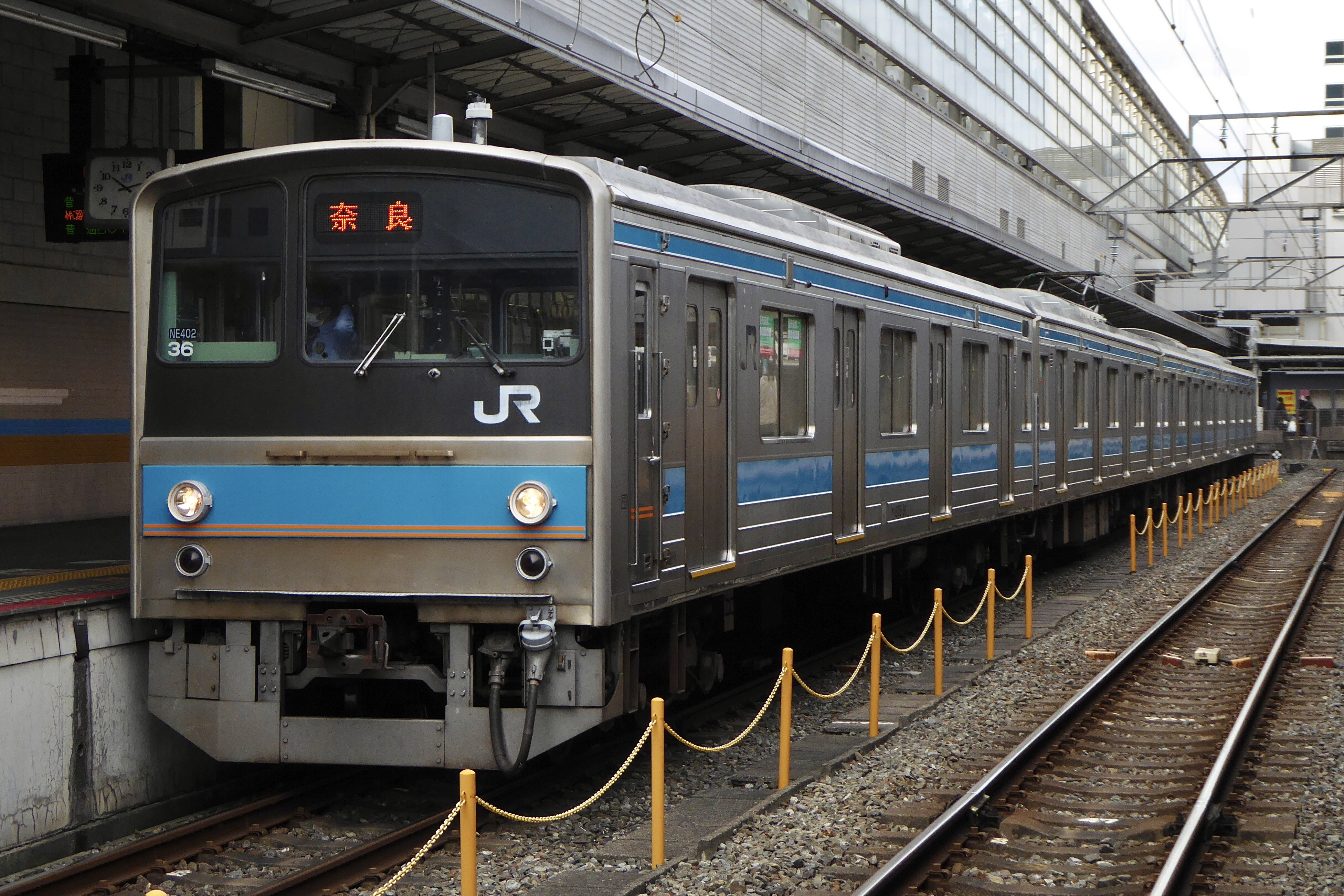
205系0番台
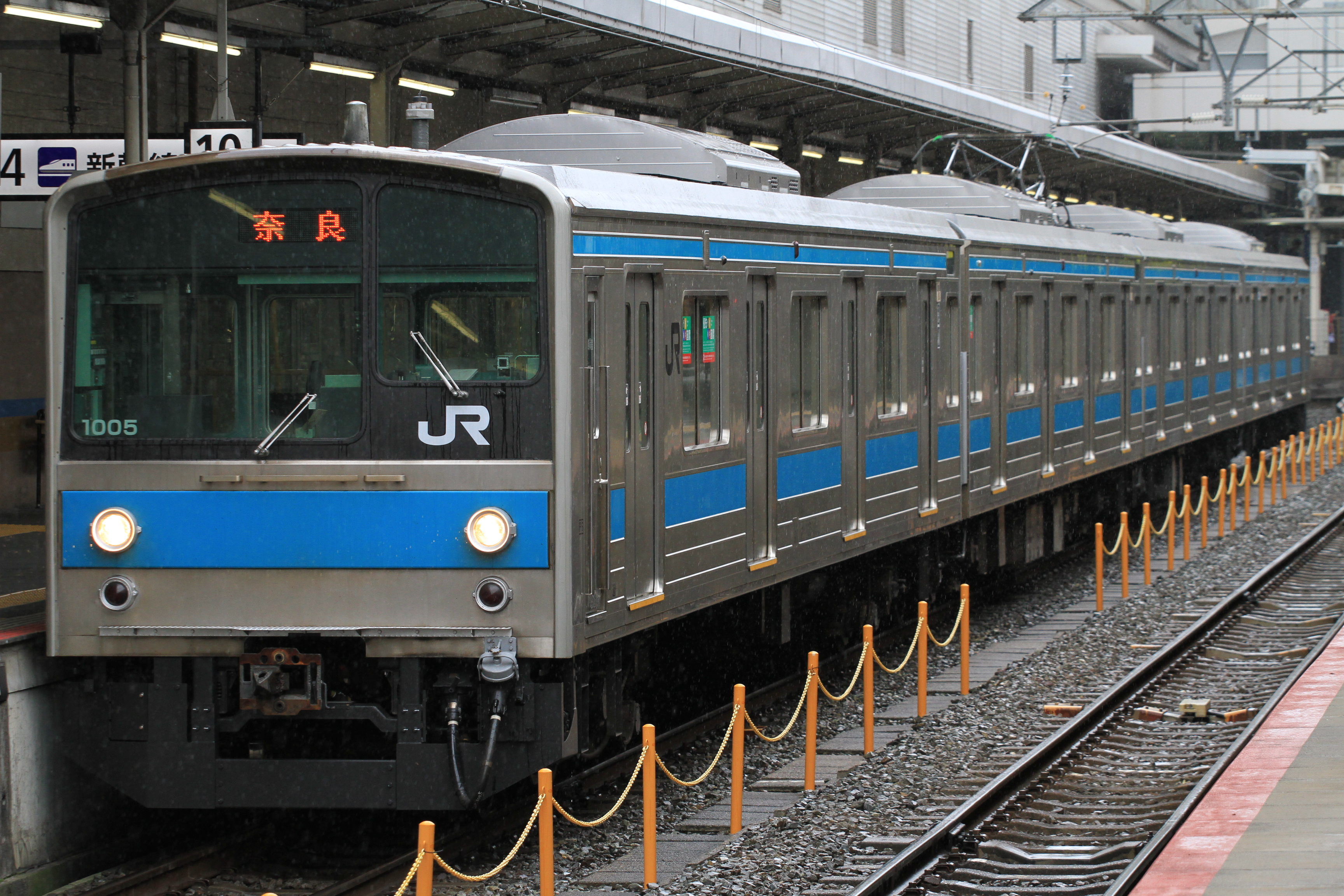
205系1000番台
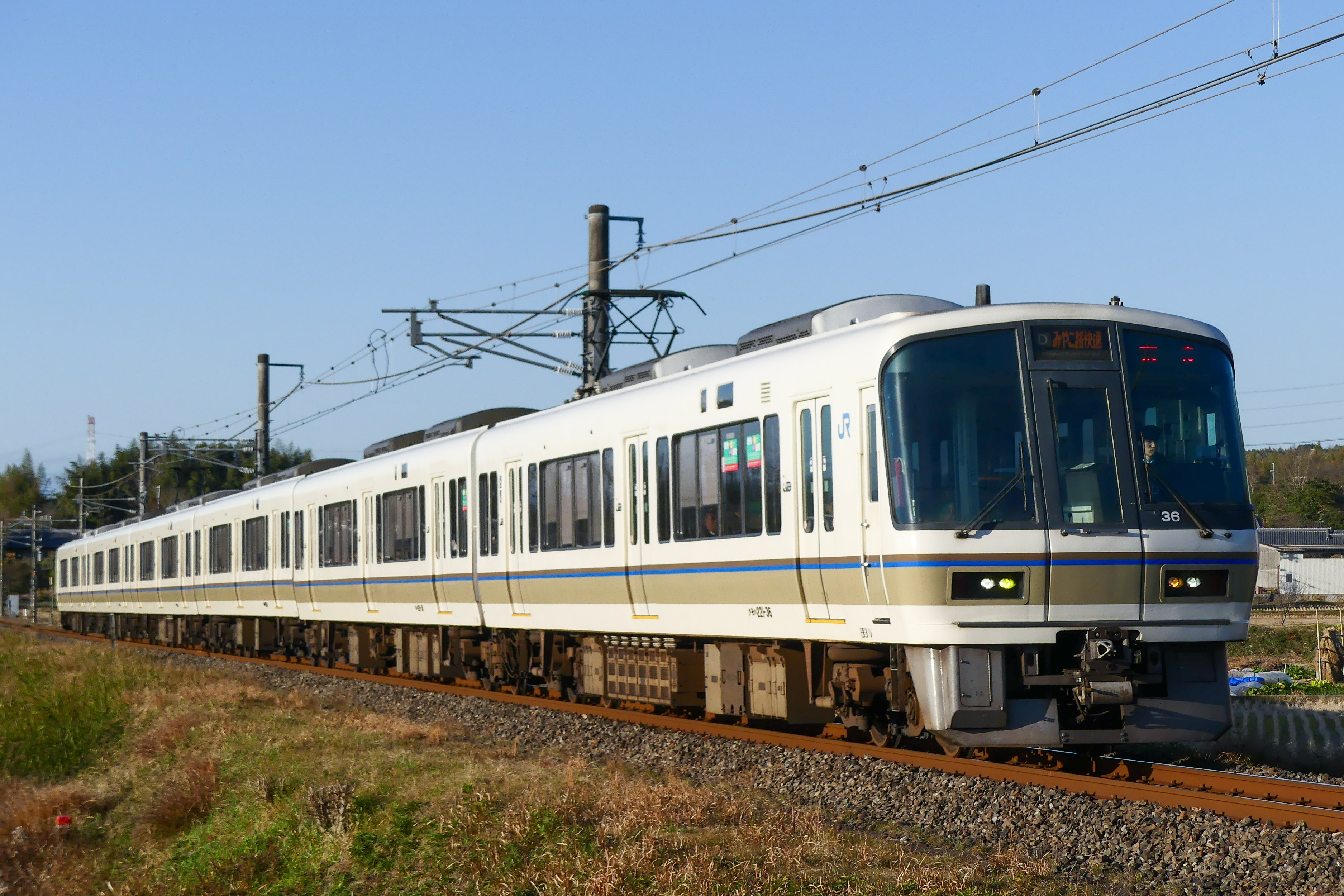
221系

### 過去の車両
- 103系電車
  - 奈良線の普通列車で運用されていた。
    - 車体色は一般的にウグイス色と呼ばれる黄緑6号で、先頭車両の前面に白色警戒帯が塗布されている。これは沿線が緑の多い地域であるために安全を考慮して用いられているもので、かつて101系が運転されていた時代に黄色の警戒帯を先頭車両に設定していたものの名残りともいえる。ただし黄色警戒帯が廃止され、新たに白色警戒帯が設定されるまでは警戒帯は塗られずに運用されていた。
    - かつては6両編成も存在し、関西本線（大和路線）・おおさか東線の普通を中心に、ラッシュ時にはJR難波駅発着の快速や桜井線・和歌山線において運用されていた。2016年10月1日までは4両編成を2本併結した8両編成で大阪環状線への直通列車にも運用されていたが、網干総合車両所から221系が24両転入されたことに伴い大阪環状線の運用から撤退、4両編成4本16両が廃車された[18]。6両編成3本は、2017年10月から2018年1月までに201系の転入に伴い廃車された。2017年12月26日には4両編成1本も廃車されている[26]。さらに2018年6月から10月にかけて4両編成8本32両が廃車された[27][16]。2022年3月のダイヤ改正により残る2本も定期運用から外れ[43]、同年7月28日付で廃車された[42]。
    - 113系が当区から撤退した当初は113系の運用の代替として使われ、和歌山線（高田駅 - 和歌山駅間）にも入線実績がある。
    - 1994年の世界リゾート博開催期間中、最寄り駅である紀勢本線海南駅への臨時快速列車として、和歌山線運用で和歌山到着後、そのまま紀勢本線海南駅へ運転されていた。このとき、岡山電車区へ転属前の103系マスカット色編成も、和歌山駅から海南駅までの臨時快速運用に入っている。
    - すべて東海道本線・山陽本線（JR京都線・JR神戸線の普通、いわゆる京阪神緩行線）・大阪環状線・阪和線・片町線（学研都市線）などの他路線からの転入車となっている。長年にわたり各地から寄せ集められたため、編成内の製造時期が1両ごとにバラバラという編成が多い。
- クモヤ145形電車
  - 2021年4月1日時点では1両（1104）が配置されていたが[44]、2021年7月15日付で本所へ転出した[15]。
  - 牽引車。

- 103系

## 配置車両（福知山支所）
- 287系電車（46両）
  - 4両編成のFA編成が7本（FA01 - FA07編成）、3両編成のFC編成が6本（FC01 - FC06編成）配置されている。
  - 特急「きのさき」や「こうのとり」などの「北近畿ビッグXネットワーク」で運用されている。183系電車の老朽化にともなう置き換え用として2011年3月12日のダイヤ改正から営業運転を開始した。
  - 当初は、「こうのとり」「きのさき」「はしだて」の一部列車と「まいづる」に使用されたが、2016年3月のダイヤ改正で「きのさき」「はしだて」「まいづる」のJR所属車は全て当系列に改められた。その後「きのさき」「はしだて」の一部に289系が進出している。
- 289系電車（40両）
  - 4両編成のFG編成が7本（FG401・FG403・FG406・FG408 - FG411編成）、3両編成のFH編成が4本（FH302 - FH305編成）配置されている。
  - 老朽化した381系電車の置き換えとして、2015年3月14日の北陸新幹線金沢開業に伴い、北陸特急「しらさぎ」の運用から外れた683系2000番台を直流化改造して投入[45]。同年10月31日に営業運転を開始した。
  - 運転開始当初は「北近畿ビッグXネットワーク」のほぼすべての特急に使用されていたが、2016年3月のダイヤ改正で「こうのとり」のみの使用になった後にグリーン車は普通車との合造車化改造された。現在は、「きのさき」「はしだて」の一部にも使用される。
  - 当初は287系と同数の46両が所属していたが、2019年4月にFH編成2本（FH301・FH306編成）が683系に復帰の上、「サンダーバード」へ転用した。
  - そのため、車両不足が生じる事があり、287系と共に、増結車に「くろしお」編成が使用されることもある[34]。
- 223系電車（32両）
  - 5500番台2両編成（F編成）16本が2008年7月から9月1日にかけて配置された。2008年度製造車で、側面の車体強度が従来の223系に比べて1.8倍になっている。本系列の投入により、1977年のキハ47形以来約30年ぶりに福知山支社での新製車両が投入された。
  - 全編成がワンマン運転に対応している。
  - 2008年7月22日より福知山線（篠山口 - 福知山間）で運転を開始し、現在は山陰本線（京都 - 城崎温泉間）・舞鶴線でも運用されている。ただし、京都 - 園部間は吹田総合車両所京都支所の221系または223系電車と併結して運転を行う。
- 113系電車（12両）
  - 5300番台の2両編成（S編成）6本が配置されている。ワンマン運転に対応している。5300番台にはリニューアル車も配置されている。ただし、車内はセミクロスシートのままになっている。
  - 山陰本線（綾部 - 城崎温泉間）・舞鶴線・京都丹後鉄道宮福線で運用されている。
  - このほか車籍は無かったものの、下関総合車両所広島支所に配置されていた4両編成のF-08編成が訓練用として使用されていた。この編成は2016年7月25日付で廃車となっており、本線は自走できなかった。2021年に福知山電車区構内で解体された。

電化から長年旧国鉄車両で運転されていた特急電車は現在、JR化後に製造された車両に統一されている。この他、運用の関係で網干総合車両所宮原支所所属の223系・225系(いずれも6000番台)も数編成、当所に留置している。

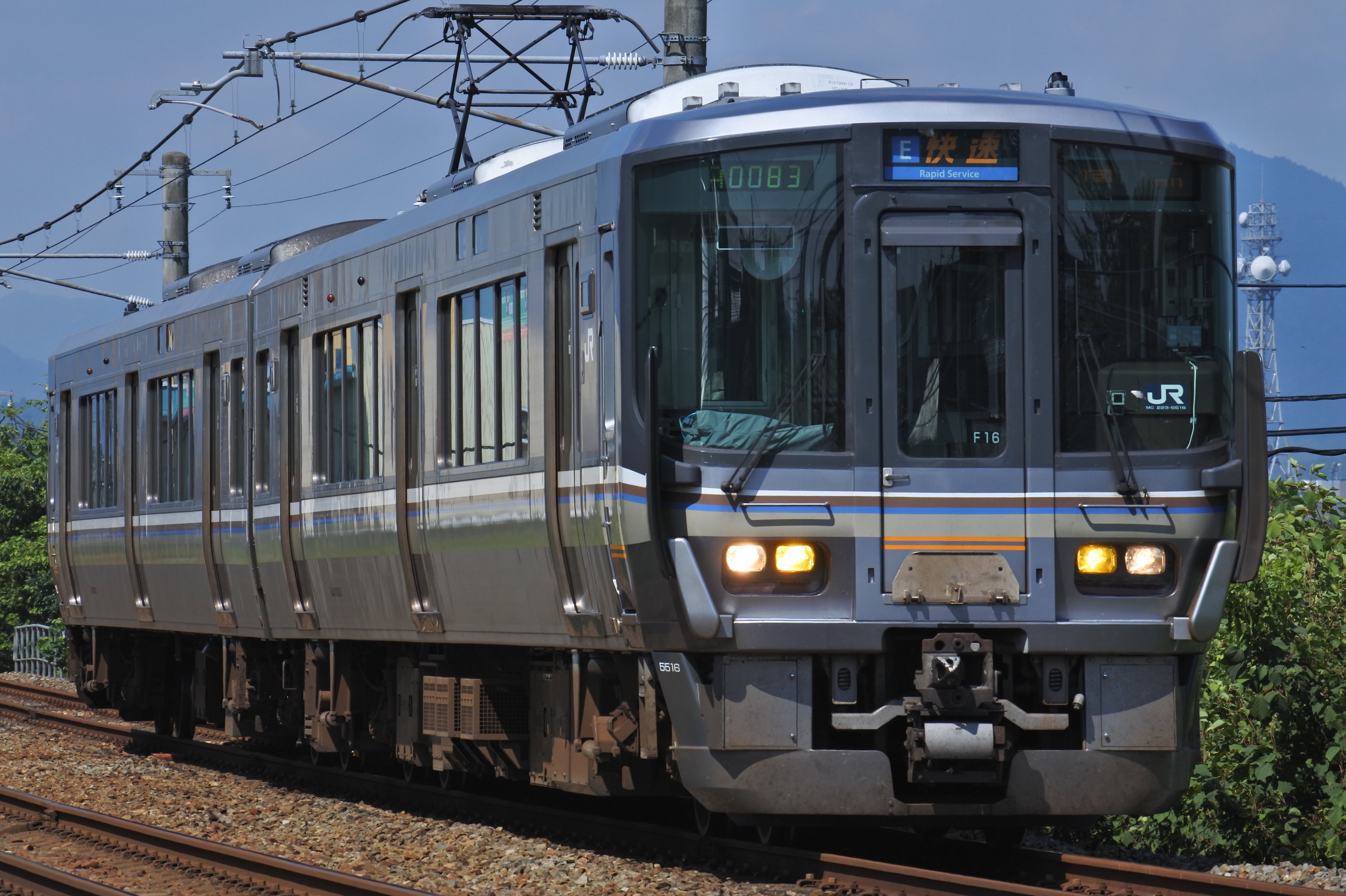
223系5500番台
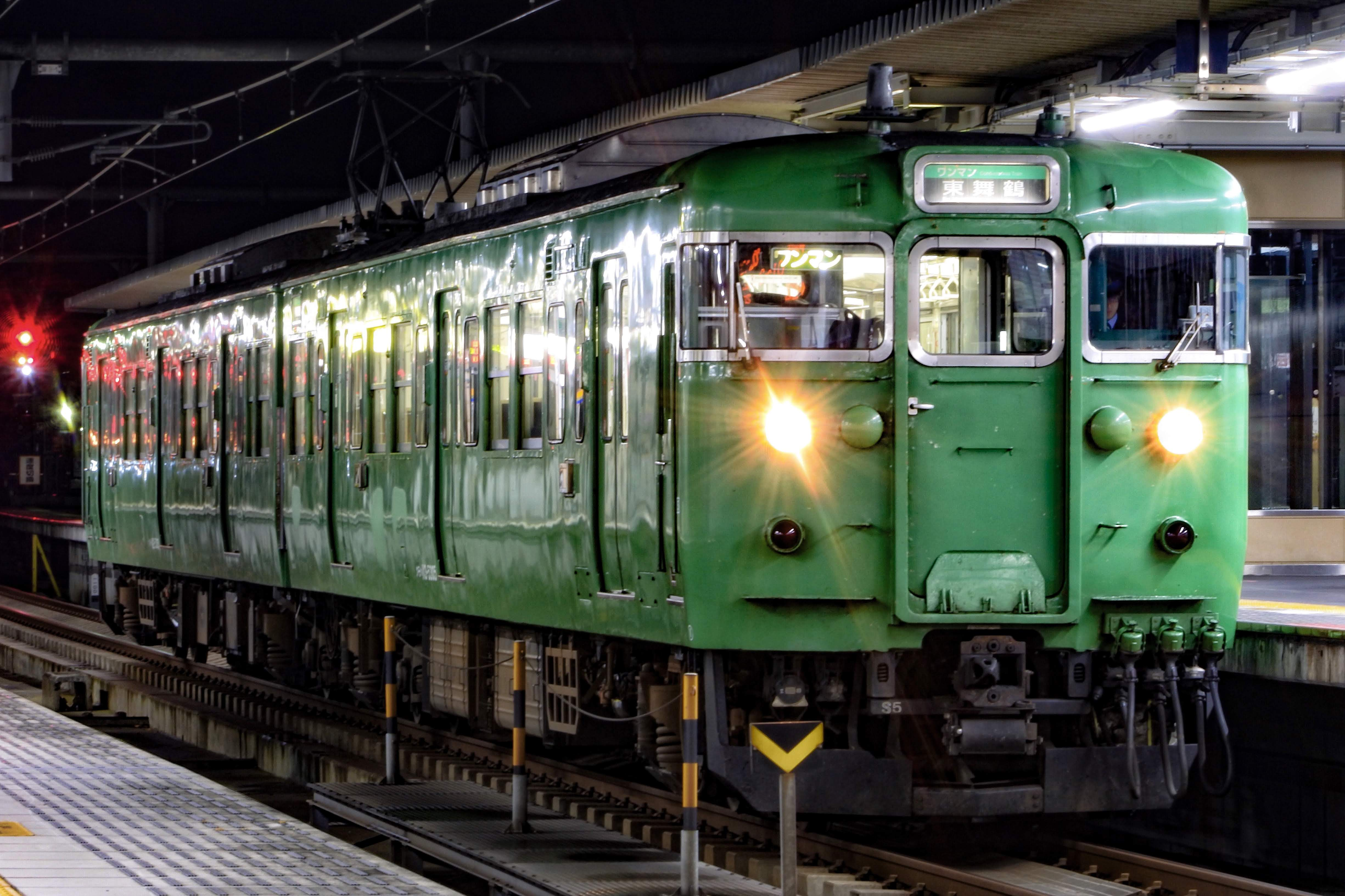
113系5300番台

### 過去の車両
福知山電車区#配置車両の記事も参照

## 配置車両（福知山支所 豊岡派出所）

### 気動車

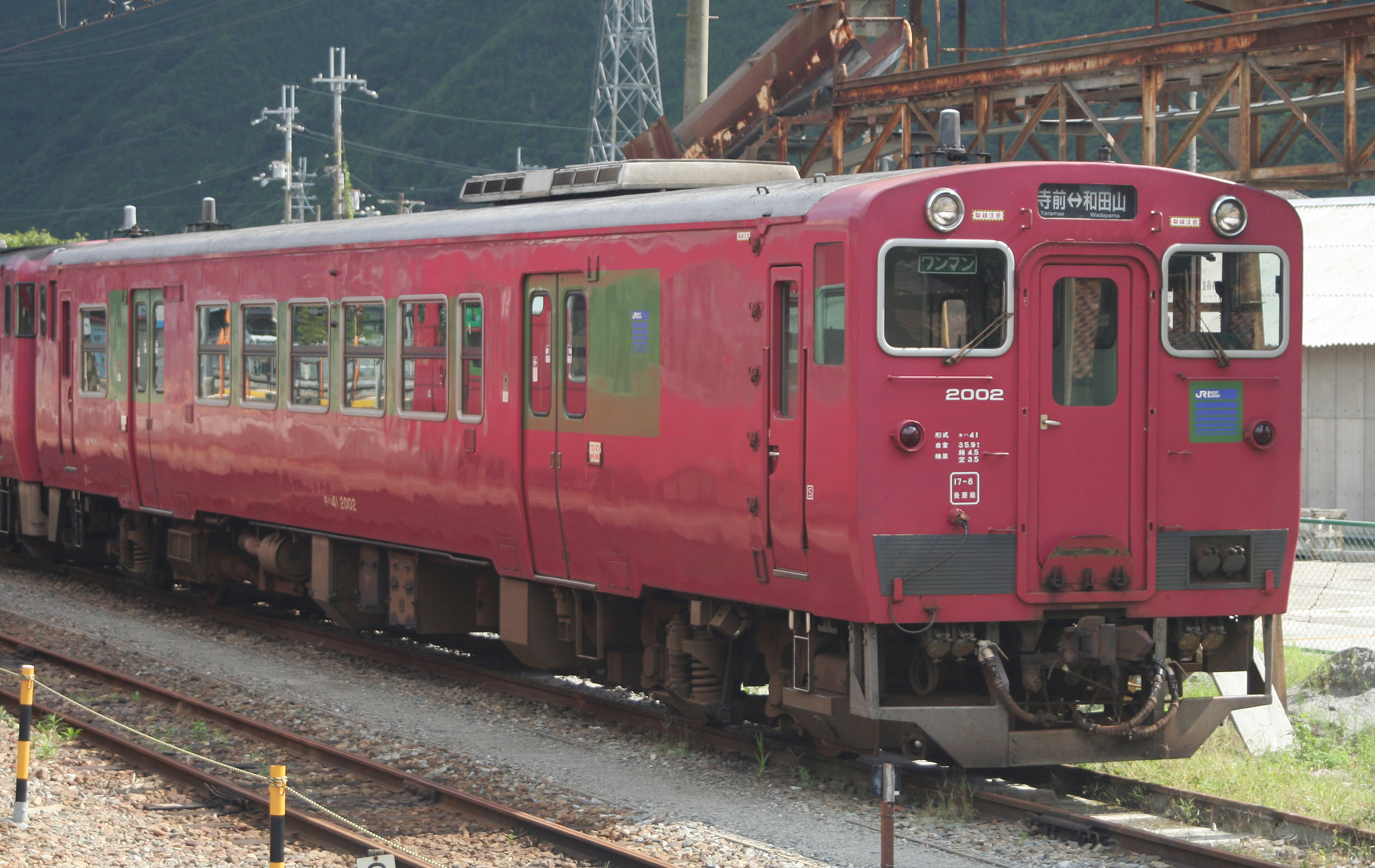
キハ41形

以前は深紅に黄緑のワンポイントを入れた区所専用色だったが、全ての車輌が単色（朱色）に変更された。
- キハ40形気動車（3両）
  - 2000番台3両が配置されている。うち1両は観光列車「うみやまむすび」。キハ41形と共通で播但線（寺前 - 和田山間）で運用される。キハ47形と編成を組んで山陰本線運用にも入ることもある。
- キハ41形気動車（5両）
  - 2000番台5両が配置されている。キハ40形と共通で播但線（寺前 - 和田山間）で運用されるほか、山陰本線（豊岡 - 浜坂間）でも単独で運用される[46]。キハ40形と同様で、キハ47形と編成を組んで山陰本線運用にも入ることもある。
- キハ47形気動車（11両）
  - 0番台が7両（キハ47- 1・2も配置されている）、1000番台が4両配置されている。基本的に1000番台は豊岡側に連結されるが、0番台車は鳥取側にも豊岡側にも連結される。山陰本線（豊岡 - 鳥取間）で運用されており、主に浜坂以東で運用されるが、豊岡・城崎温泉 - 鳥取間を通しで運行する1往復にも使用される[46]。また過去には、臨時快速の山陰海岸ジオライナーの豊岡を午前に出る便と、鳥取を午後に出る便にも使用されていた。
- キヤ143形気動車（2両）キヤ143

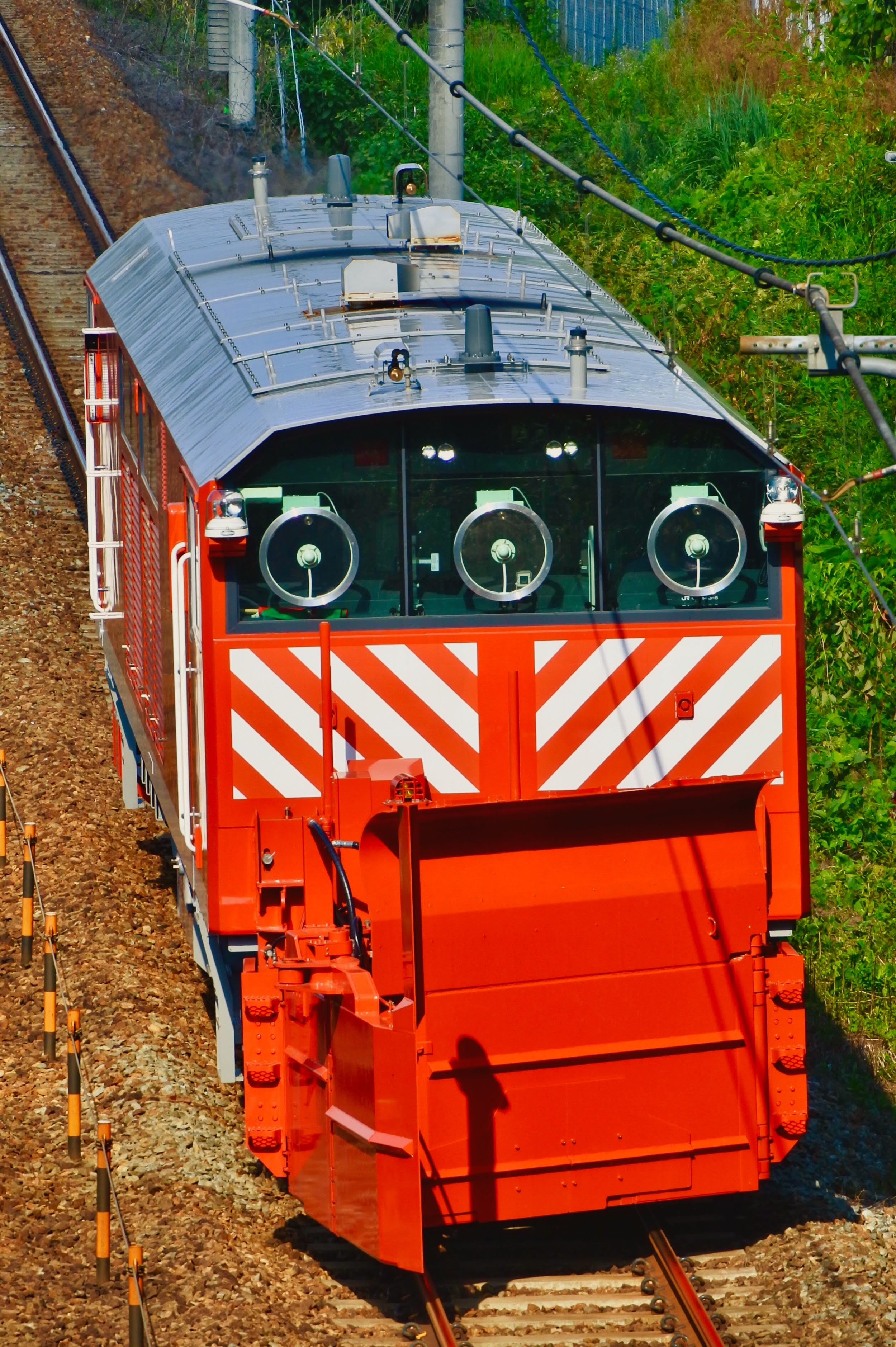
キヤ143

  - 2016年新製の1両、2017年新製の1両の計2両が配置されている。
  - 事業用気動車でラッセル車として使用される。
  - キヤ143形の投入により、同支所所属のDE15形ラッセル機関車は廃車となった。

### 機関車
- DE10形ディーゼル機関車（1両）

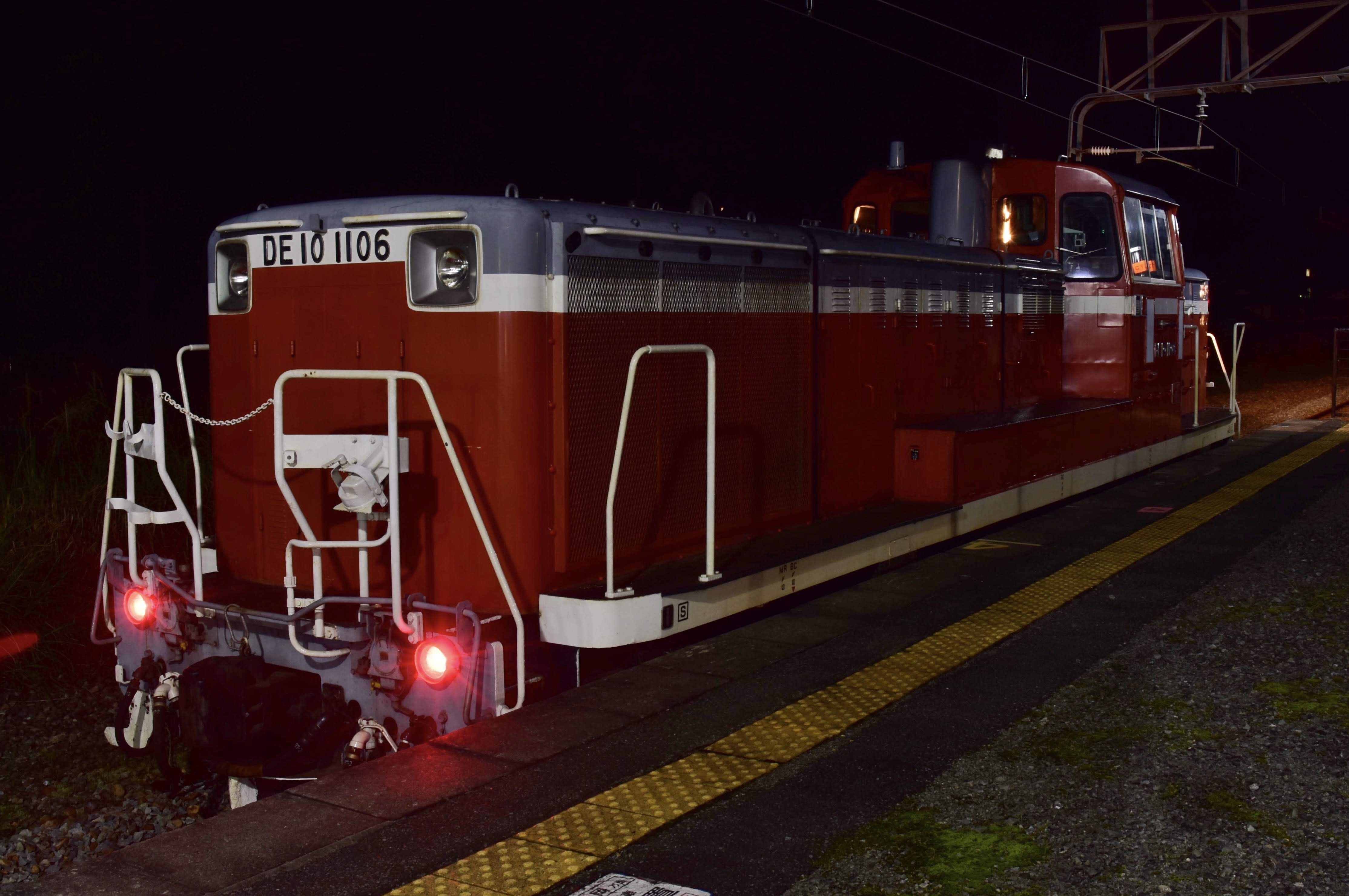
DE10 1106

  - 1両が配置されている。入換、臨時列車牽引用。

### 貨車
- ホキ800形貨車（5両）
  - 5両が配置されている。バラスト輸送用ホッパ車。

## 歴史

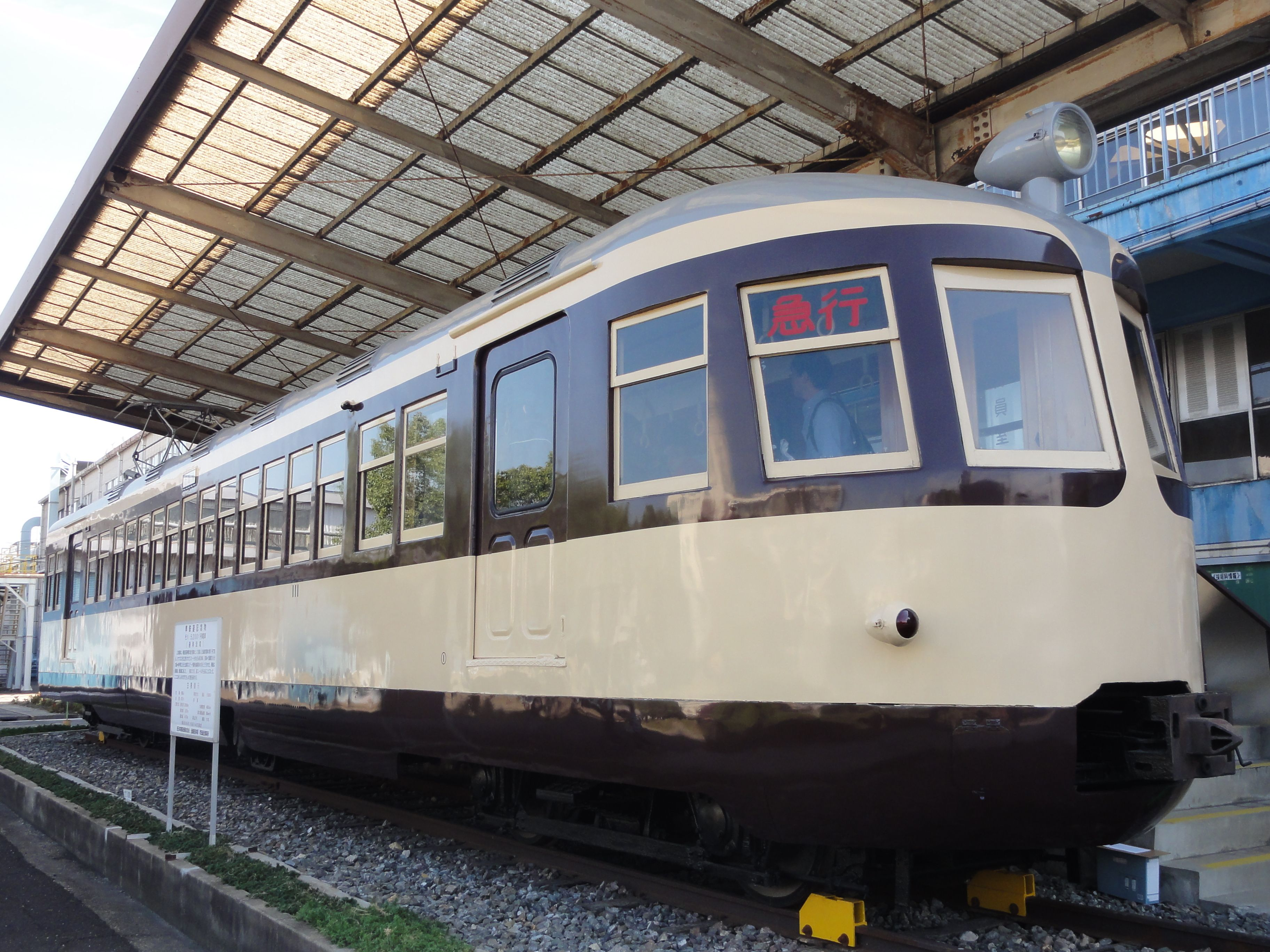
本所玄関前に保存されている準鉄道記念物・モハ52001（流電）

### 本所（旧・吹田工場）
- 1896年（明治29年）1月 - 大阪鉄道湊町工場として発足。
- 1900年（明治33年）6月 - 関西鉄道に吸収合併、関西鉄道湊町工場と改称。
- 1907年（明治40年）10月 - 関西鉄道国有化（鉄道院が管轄）、西部鉄道局湊町工場と改称。
- 1920年（大正9年） - 神戸鉄道局湊町工場と改称。
- 1921年（大正10年）11月 - 湊町工場廃止、吹田町へ移転、神戸鉄道局吹田工場発足。
- 1933年（昭和8年）2月 - 電車修繕を開始。

### 京都支所（旧・京都総合運転所）
京都総合運転所#歴史の記事も参照

### 森ノ宮支所（旧・森ノ宮電車区）
森ノ宮電車区#歴史の記事も参照

### 日根野支所（旧・日根野電車区）
日根野電車区#歴史の記事も参照

### 奈良支所（旧・奈良電車区）
奈良電車区発足以降を表記（国有化前及び国有化後の歴史は、奈良電車区#歴史を参照）

### 吹田総合車両所（発足後）
- 2012年（平成24年）6月1日 - 森ノ宮電車区・奈良電車区・日根野電車区の検修部門と、京都総合運転所・吹田工場の本所が統合し、吹田総合車両所として発足[47][1]。
  - 京都総合運転所野洲派出所、米原派出所は網干総合車両所宮原支所の派出所になる。
  - 森ノ宮電車区放出派出所、京橋派出所と吹田工場高槻派出所は網干総合車両所明石支所の派出所になる。
  - 森ノ宮電車区と奈良電車区は大阪支社の乗務区として残存。
  - 日根野電車区の名称は廃止、同区鳳派出所は大阪支社乗務区の鳳電車区となる。

### 福知山支所
福知山電車区#歴史の記事も参照